# Bastions de l'enceinte de Thiers
Au 19e siècle, 94 bastions ponctuaient l'enceinte de Thiers (1841-1845) entourant Paris.
Cet article décrit chacun de ces bastions, avec leur historique et la liste des voies créées où réaménagées sur leur emplacement, en commençant par le bastion no 1 de la porte de Bercy et en tournant dans le sens anti-horaire jusqu'au bastion no 94 de la porte de la Gare.

## Sommaire

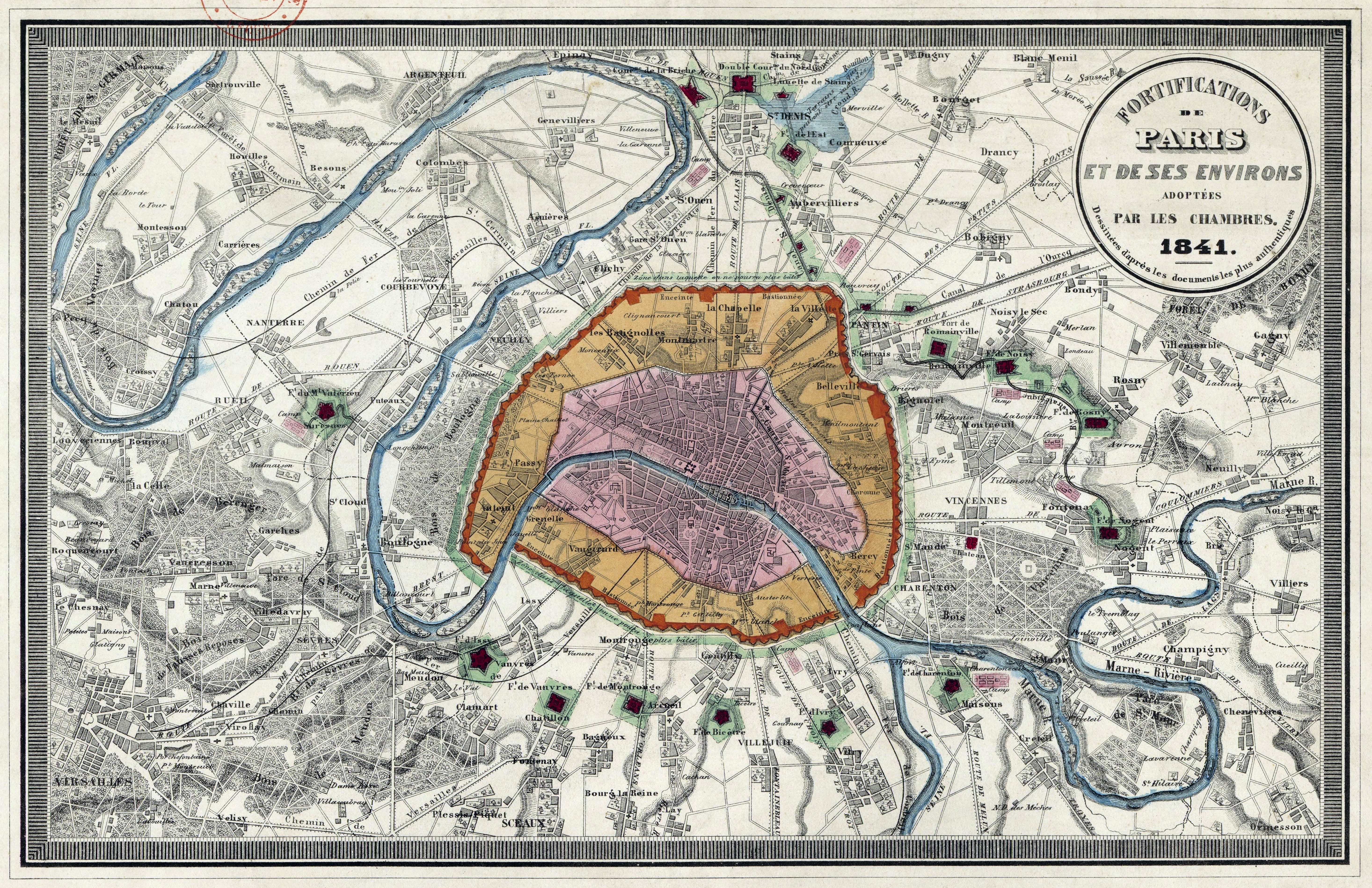
Carte des fortifications de Paris et environs en 1841.

## Présentation des bastions
Le premier bastion commence au sud-est de Paris sur la rive droite de la Seine, près du parc de Bercy. Les fronts tiennent en dehors, à partir de ce point, Saint-Mandé, Vincennes, Charonne, laissant libres toutes les routes.
Ils enveloppent ensuite, les hauteurs de Mont-Louis, de Ménilmontant, de Belleville, des Buttes-Chaumont et de la Villette.
L'enceinte tourne autour de Montmartre, des Batignolles, de Monceau, et atteint par un large trait d'union, ménagé entre les bastions no 49 et 50, Neuilly.
De ce point les fronts se rabattent à l'ouest tout le long du bois de Boulogne, qu'ils quittent au bastion no 63 pour aboutir à la Seine au bastion no 67 bis.
Ils recommencent au-delà, enserrant Grenelle, Vaugirard, le Petit-Montrouge, et atteignent le méridien de Paris au bastion no 82.
De là ils redescendent encore au sud, laissant passage à la route de Lyon, puis, remontant à l'est, ils vont enfin rejoindre la rive gauche de la Seine un peu au-dessous du bastion no 1.

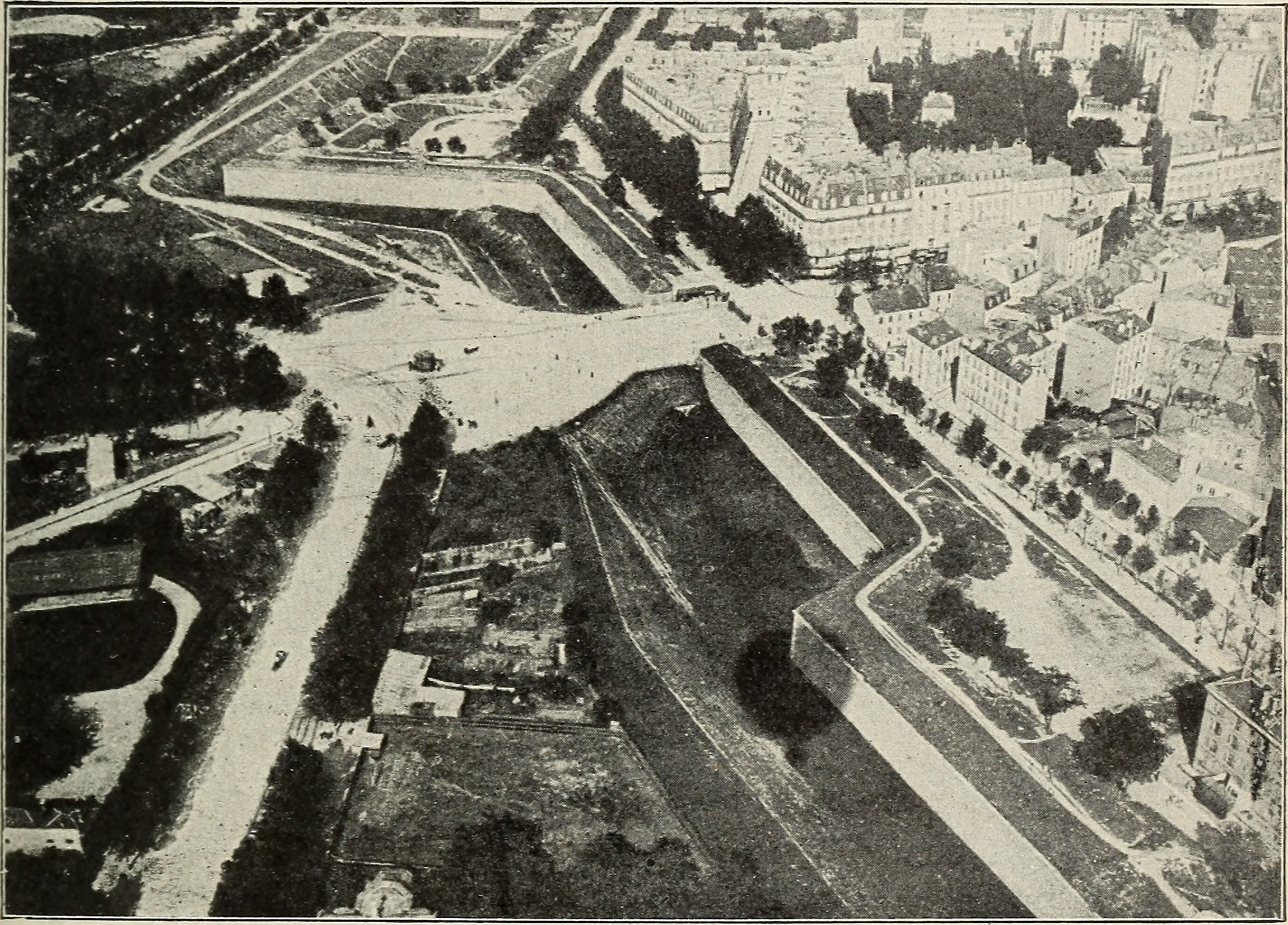
Une partie des bastions de l'enceinte de Thiers.
Une partie des bastions de l'enceinte de Thiers.
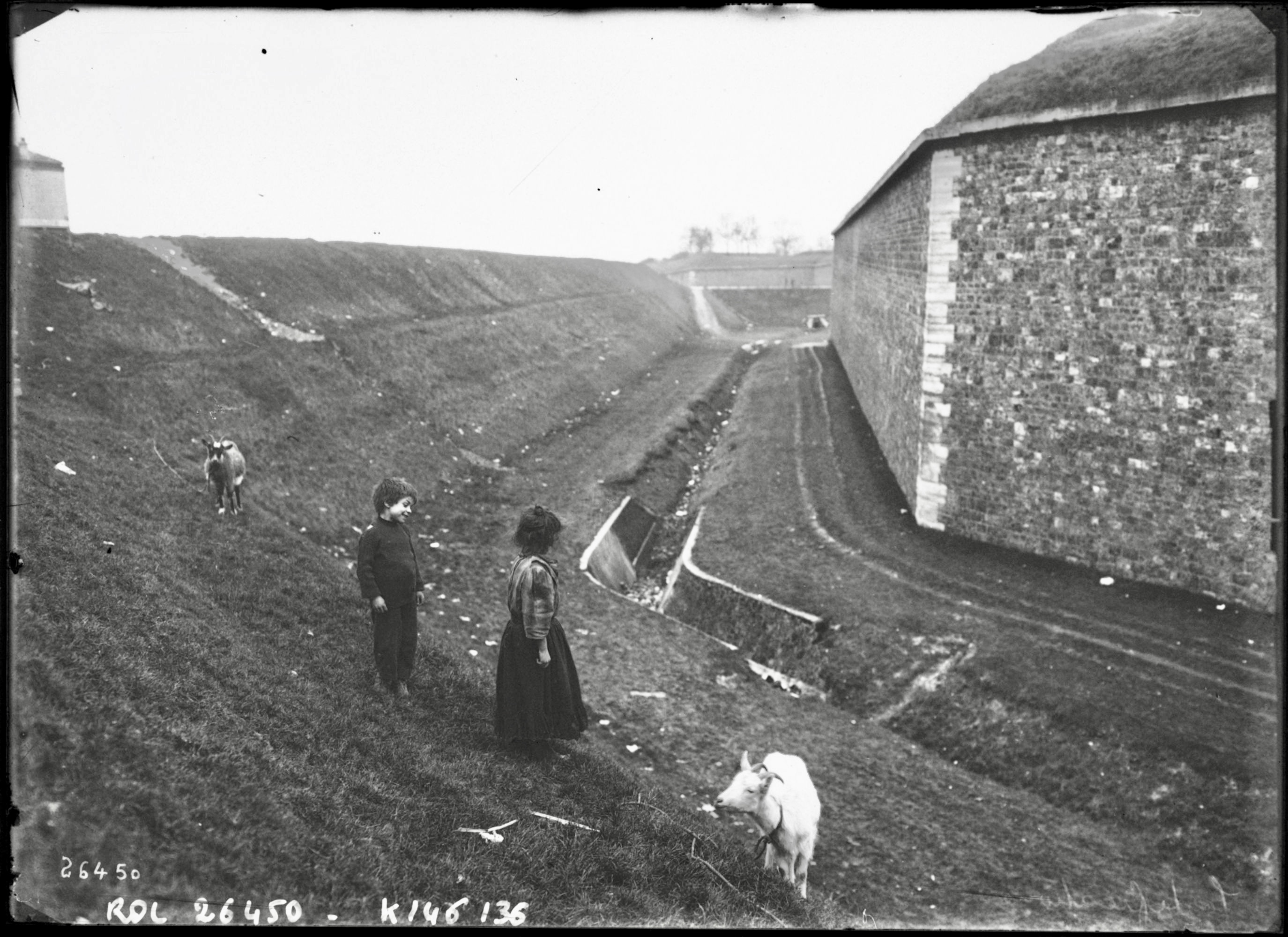
La muraille, le fossé, le talus de défense.

## Historique: Siège de Paris 1870-1871
D'après les règles établies en 1867, l'armement des forts et de l'enceinte devait se composer de 7 pièces par bastion.
Au début de la guerre, le matériel de l'artillerie n'était, pour les forts, que de 3 pièces par bastion, et il n'existait pas une seule pièce en batterie sur les remparts de l'enceinte de Thiers. Il n'y avait pas non plus de bouches à feu de réserve à Paris, celles-ci ayant été envoyées à Metz et à Strasbourg.
Jusqu'au 8 août, on se borne à y placer quelques canons, plutôt pour satisfaire l'opinion publique qu'en prévision d'un siège qui semblait impossible. Pourtant, le lundi 19 septembre débute le siège de Paris.

## Portes et bastions
NB : Les voies en italique sont situées entre deux bastions.

### Porte de Bercy

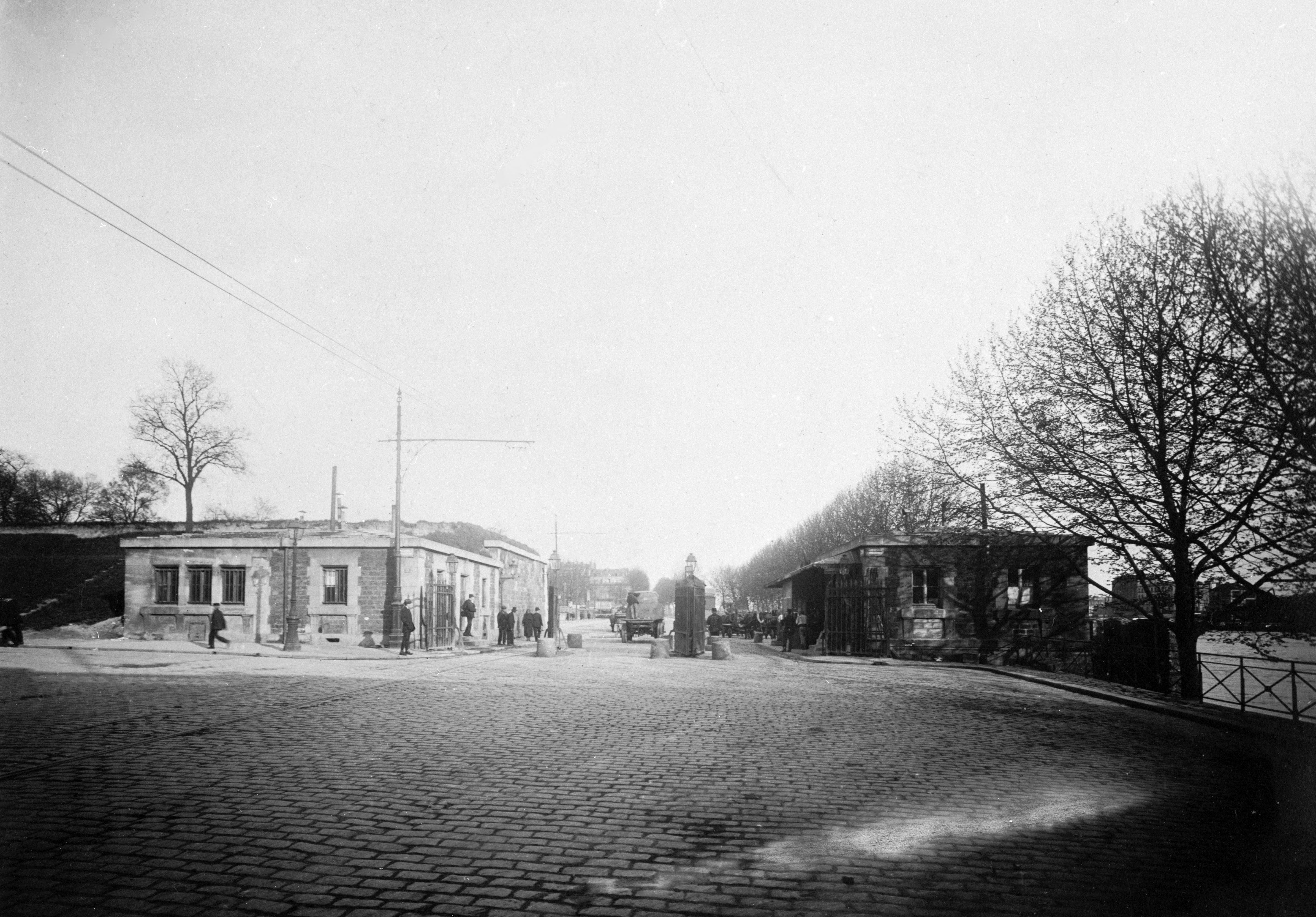
Porte de Bercy en 1919.

### Bastion 1
Le bastion no 1 est l'un des seuls éléments subsistant de l'enceinte de Thiers, situé dans le 12e arrondissement.
Localisation
Le bastion no 1 est situé est situé dans le sud-est 12e arrondissement de Paris, en contrebas du no 117 bis boulevard Poniatowski. 
Il est séparé de la Seine par le quai de Bercy et du reste de l’échangeur de la porte de Bercy par la rue Robert-Etlin, qui le contourne sur plus de la moitié de son pourtour.
Historique
Le bastion no 1 apparaît lors de la construction de l'enceinte de Thiers, entre 1841 et 1845.
 À la destruction de celle-ci, en 1919, le bastion est l'un des rares éléments à ne pas être démantelé.

Le bastion est inscrit monument historique le 21 mai 1970.
Voies créées ou existantes
- porte de Bercy entre la Seine et le bastion no 1[4]
- Passage du chemin de fer de Lyon entre les bastions nos 1 et 2[4]

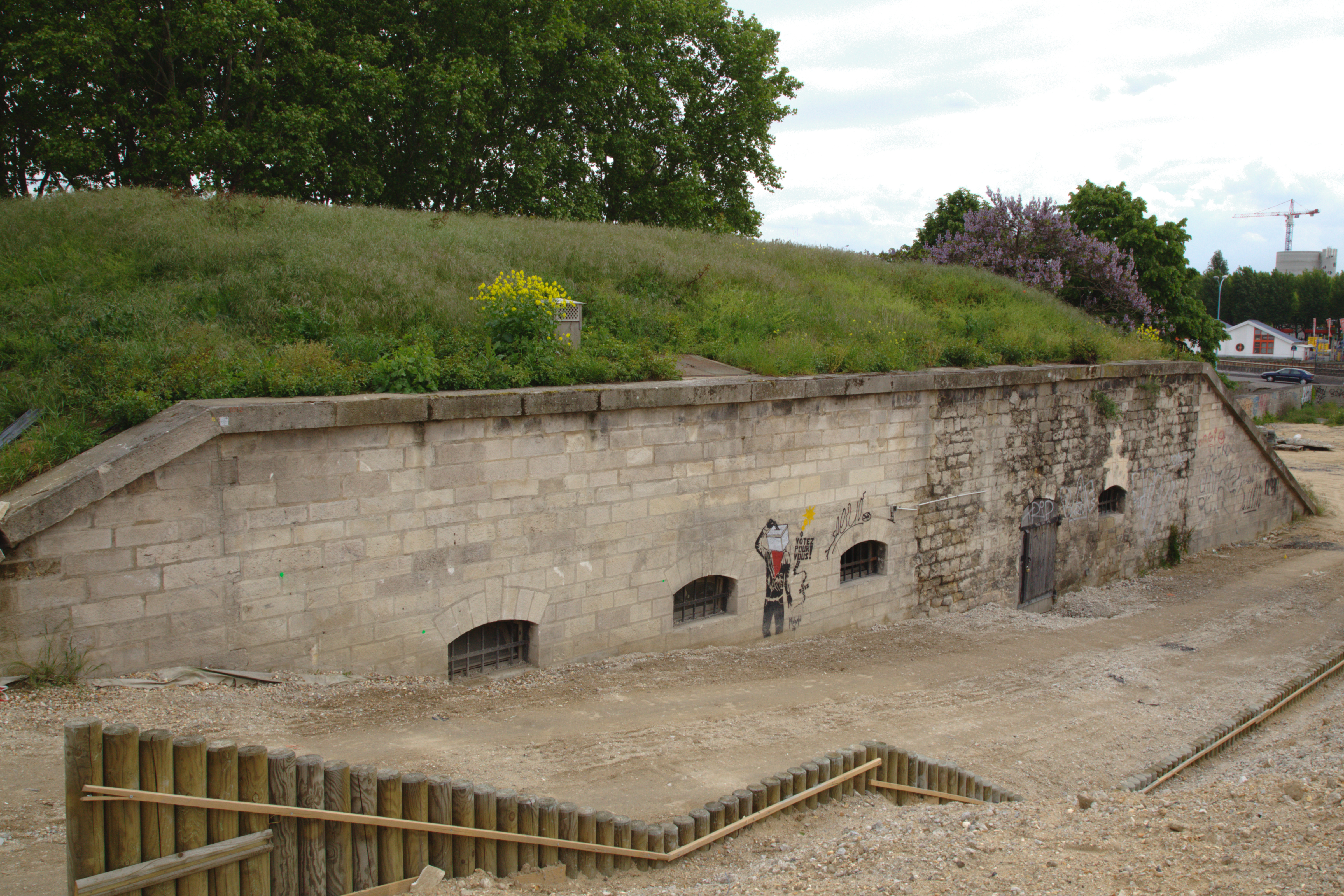
Bastion no 1, vu depuis la pente au-dessous du boulevard Poniatowski.
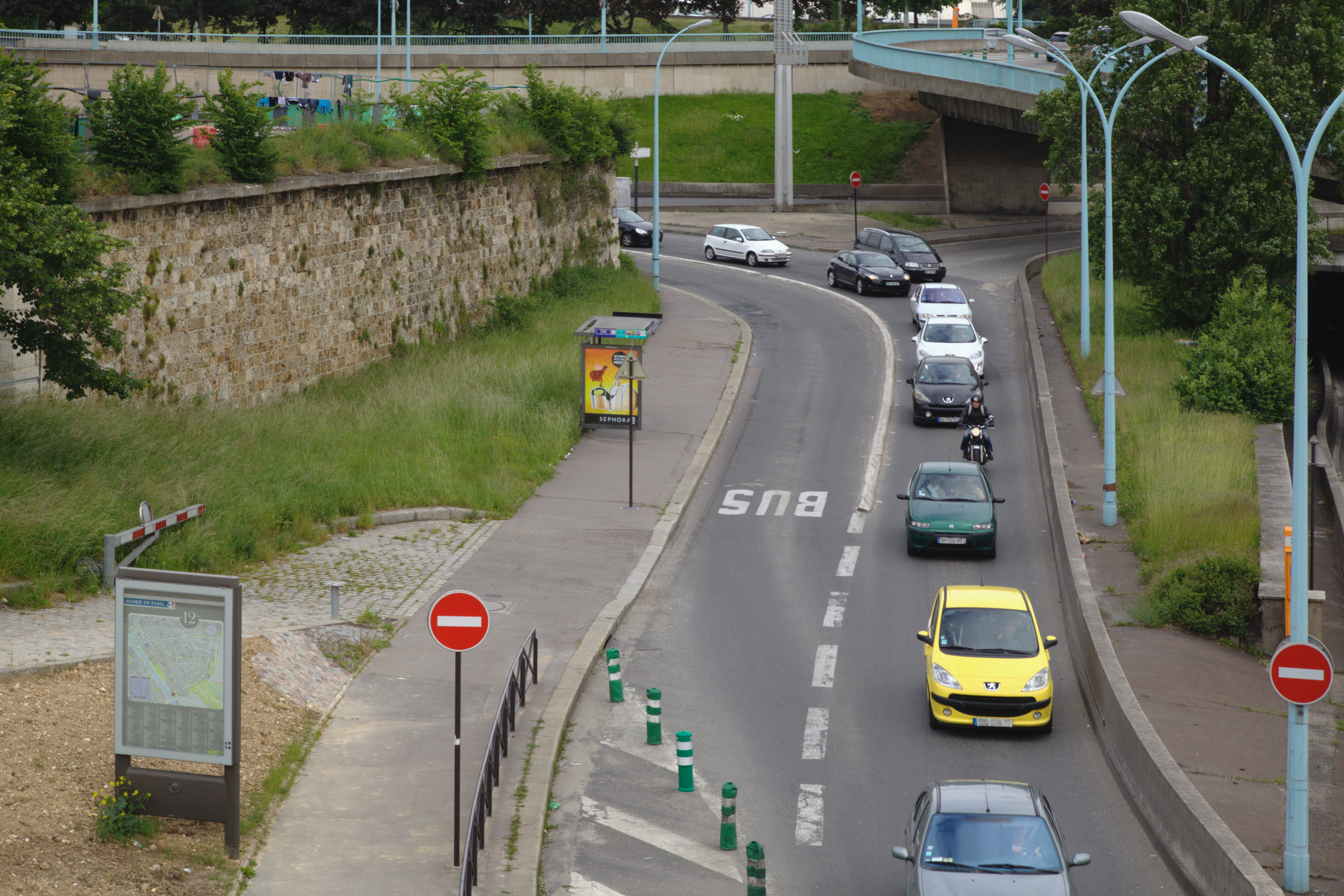
Le début du quai de Bercy, vu depuis le boulevard Pontiakowski. À gauche une partie du bastion no 1.
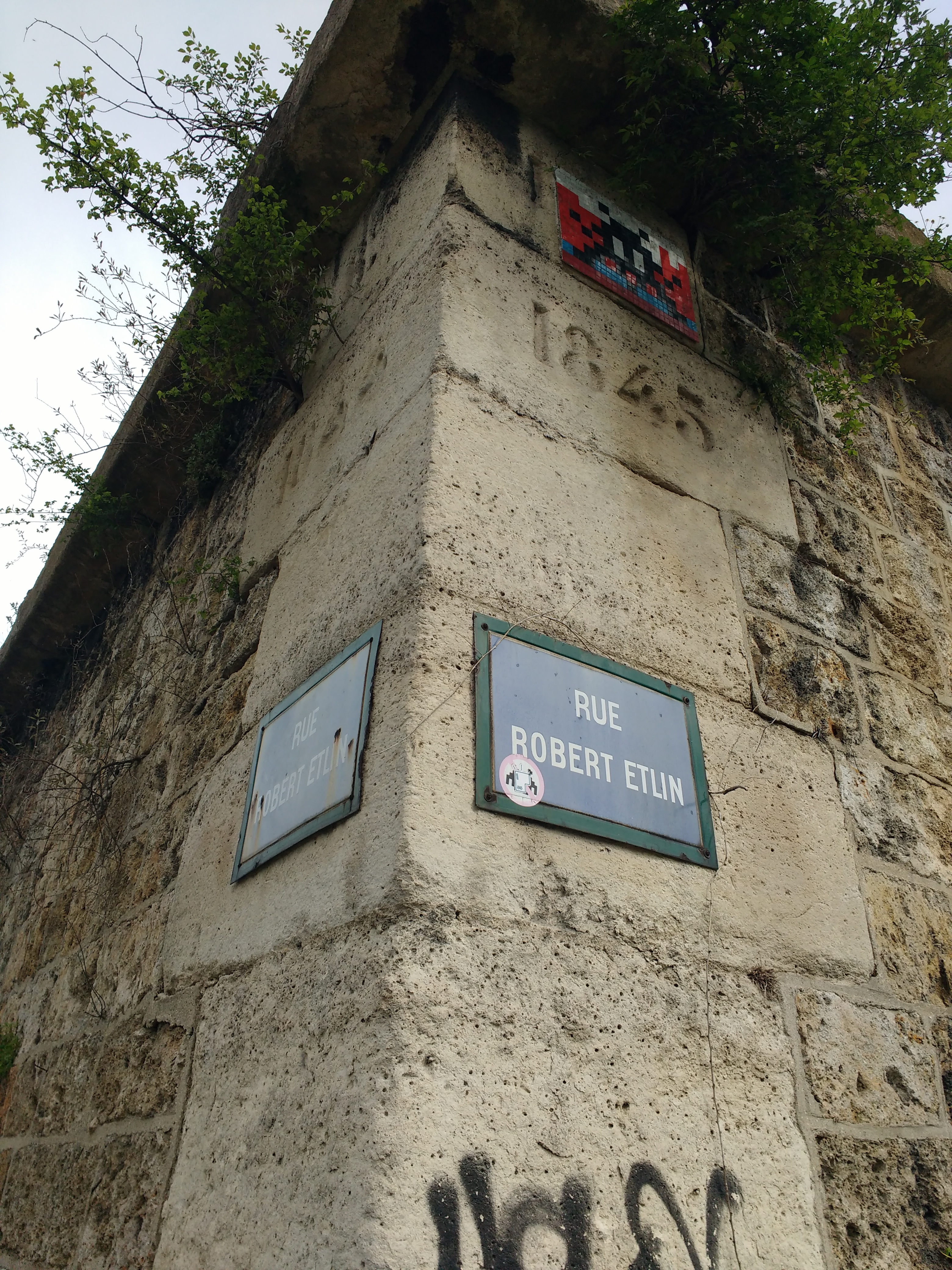
Angle du bastion avec les plaques rue Robert-Etlin.
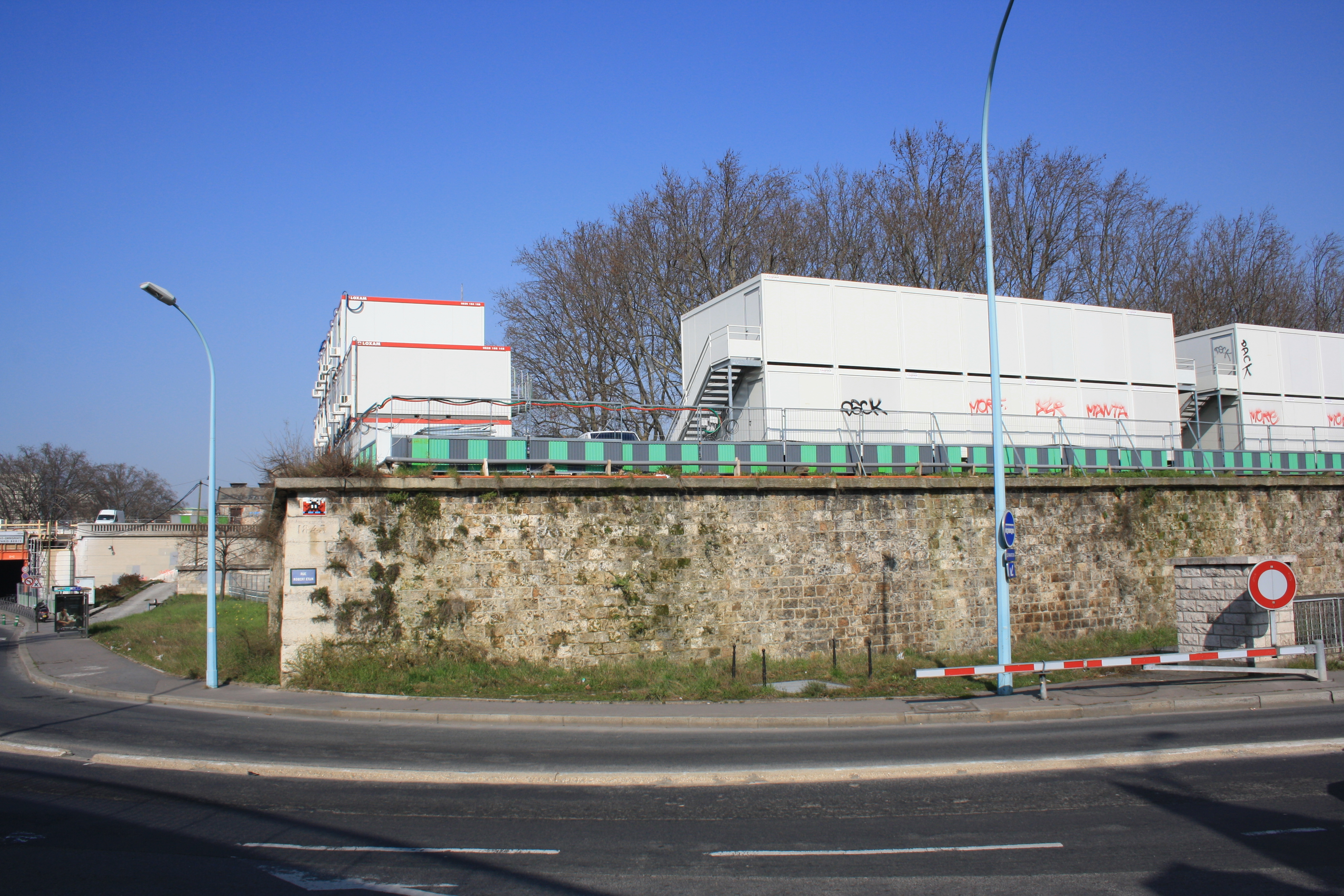
Rue Robert-Etlin et le mur du Bastion n° 1.

### Bastion 2
Le bastion no 2 était situé dans le 12e arrondissement.
Historique
Le 15 octobre 1870, durant le siège de Paris de 1870-1871, un seul obus, tiré à partir du bastion no 2, a tué les deux officiers prussiens à cheval qui venaient faire mettre en batterie une section d'artillerie située à 4 500 mètres, et tué les cavaliers d'une des pièces qui a été mise hors de service.
Voie créée ou existante
- Passage du chemin de fer de Lyon entre les bastions nos 1 et 2[4]

### Bastion 3
Le bastion no 3 était situé dans le 12e arrondissement.
Voies créées ou existantes
- porte de Charenton entre les bastions nos 3 et 4[4],[5]
- avenue de la Porte-de-Charenton entre les bastions nos 3 et 4

### Bastion 4
Le bastion no 4 était situé dans le 12e arrondissement.
Historique
Le bastion comportait un poste caserne qui servit comme 4e bureau de recrutement. 
Voies créées ou existantes
- porte de Charenton entre les bastions nos 3 et 4[4],[5]
- avenue de la Porte-de-Charenton entre les bastions no 3 et 4
- rue Ferdinand-de-Béhagle
- place du Cardinal-Lavigerie entre les bastions no 4 et 5
- porte de Reuilly entre les bastions nos 4 et 5[4],[6],[5]

### Bastion 5
Le bastion no 5 était situé dans le 12e arrondissement.
Voies créées ou existantes
- porte de Reuilly entre les bastions nos 4 et 5[4],[6]
- place du Cardinal-Lavigerie entre les bastions no 4 et 5
- avenue Charles-de-Foucauld
- avenue du Général-Dodds
- avenue du Général-Laperrine
- rue Joseph-Chailley
- rue Marcel-Dubois
- square Louis-Gentil
- square Paul-Blanchet
- avenue Daumesnil entre les bastions nos 5 et 6[6],[7]
- porte de Picpus entre les bastions nos 5 et 6[4],[6],[7]

### Bastion 6
Le bastion no 6 était situé dans le 12e arrondissement.
Voies créées ou existantes
- avenue Daumesnil entre les bastions nos 5 et 6[6],[7]
- porte de Picpus entre les bastions nos 5 et 6[6],[7]
- rue de l'Amiral-La-Roncière-Le-Noury
- avenue Armand-Rousseau
- rue Ernest-Lefébure

### Bastion 7
Le bastion no 7 était situé dans le 12e arrondissement.
Voies créées ou existantes
- avenue du Général-Messimy
- rue de la Nouvelle-Calédonie
- poterne de Montempoivre entre les bastions nos 7 et 8[8]

### Bastion 8
Le bastion no 8 était situé dans le 12e arrondissement.
Historique
Le bastion comportait une caserne d'octroi. 
Voies créées ou existantes
- poterne de Montempoivre entre les bastions nos 7 et 8[8]
- rue Albert-Malet
- rue Ernest-Lavisse
- rue Jules-Lemaître
- avenue Courteline (pour partie entre les bastions 8 et 9)
- porte de Saint-Mandé entre les bastions nos 8 et 9[9]

### Bastion 9
Le bastion no 9 était situé dans le 12e arrondissement.
Voies créées ou existantes
- porte de Saint-Mandé entre les bastions nos 8 et 9[9],[10]
- avenue Courteline  (pour partie entre les bastions 8 et 9)
- rue Changarnier
- rue Fernand-Foureau
- porte de Vincennes entre les bastions nos 9 et 10[10]

### Bastion 10
Le bastion no 10 était situé dans le 20e arrondissement.
Historique
Le bastion comportait un bâtiment d'octroi. 
Voies créées ou existantes
- porte de Vincennes entre les bastions nos 9 et 10[10]
- rue Louis-Delaporte
- rue Lippmann
- rue Louis-Delaporte
- rue Noël-Ballay
- square de l'Esterel
- square du Var

### Bastion 11
Le bastion no 11 était situé dans le 20e arrondissement.
Voies créées ou existantes
- rue Charles-et-Robert
- rue Paganini
- rue Schubert
- square du Quercy
- avenue de la Porte-de-Montreuil (entre les bastions 11 et 12)
- porte de Montreuil entre les bastions nos 11 et 12[11]

### Bastion 12
Le bastion no 12 était situé dans le 20e arrondissement.
Voies créées ou existantes
- porte de Montreuil entre les bastions nos 11 et 12[11]
- avenue de la Porte-de-Montreuil (entre les bastions 11 et 12)
- rue Auguste-Chapuis
- rue Mendelssohn
- square de la Gascogne
- square de la Guyenne
- square Jules-Chéret
- square du Périgord

### Bastion 13
Le bastion no 13 était situé dans le 20e arrondissement.
Voies créées ou existantes
- rue Blanchard
- rue Eugène-Reisz
- rue Félix-Terrier
- rue Harpignies
- square d'Amiens

### Bastion 14
Le bastion no 14 était situé dans le 20e arrondissement.
Historique
Le bastion comportait une caserne d'octroi. 
Voies créées ou existantes
- rue Jean-Veber
- rue Louis-Ganne
- rue Serpollet (en partie)
- avenue de la Porte-de-Bagnolet (entre les bastions 14 et 15)
- place de la Porte-de-Bagnolet (entre les bastions 14 et 15)
- porte de Bagnolet entre les bastions nos 14 et 15[13],[14]

### Bastion 15
Le bastion no 15 était situé dans le 20e arrondissement.
Voies créées ou existantes
- porte de Bagnolet entre les bastions nos 14 et 15[13],[14]
- avenue de la Porte-de-Bagnolet (entre les bastions nos 14 et 15)
- place de la Porte-de-Bagnolet (entre les bastions nos 14 et 15)
- rue Dulaure
- rue Pierre-Quillard

### Bastion 16
Le bastion no 16 était situé dans le 20e arrondissement.
Voies créées ou existantes
- rue du Docteur-Labbé
- rue Maurice-Berteaux
- rue Stanislas-Meunier
- rue Victor-Dejeante
- rue Vidal-de-la-Blache
- avenue de la Porte-de-Ménilmontant (pour partie entre les bastions nos 16 et 17)
- porte de Ménilmontant entre les bastions nos 16 et 17[16]

### Bastion 17
Le bastion no 17 était situé dans le 20e arrondissement.
Historique
Le bastion comportait une caserne d'octroi. 
Voies créées ou existantes
- porte de Ménilmontant entre les bastions nos 16 et 17[16]
- avenue de la Porte-de-Ménilmontant (pour partie entre les bastions nos 16 et 17)
- rue de Guébriant
- rue Pierre-Foncin

### Bastion 18
Le bastion no 18 était situé dans le 20e arrondissement.
Historique
Le bastion comportait un poste caserne. 
Voies créées ou existantes
- rue Charles-Cros
- avenue de la Porte-des-Lilas (pour partie entre les bastions nos 18 et 19)
- porte de Romainville [18] entre les bastions nos 18 et 19[19]

### Bastion 19
Le bastion no 19 était situé dans le 19e arrondissement.
Voies créées ou existantes
- porte de Romainville [18] entre les bastions nos 18 et 19[19]
- avenue de la Porte-des-Lilas (pour partie entre les bastions nos 18 et 19)

### Bastion 20
Le bastion no 20 était situé dans le 19e arrondissement.
Voie créée ou existante
- porte du Pré-Saint-Gervais entre les bastions nos 20 et 21[21]

### Bastion 21
Le bastion no 21 était situé dans le 19e arrondissement.
Voies créées ou existantes
- porte du Pré-Saint-Gervais entre les bastions nos 20 et 21[21]
- rue Alphonse-Aulard
- rue Charles-Monselet
- rue Frédéric-Mourlon
- square du Laonnais (bastions no 21 et 22)
- square du Vermandois (bastions no 21 et 22)

### Bastion 22
Le bastion no 22 était situé dans le 19e arrondissement,.
Voies créées ou existantes
- square du Laonnais (bastions nos 21 et 22)
- square du Vermandois (bastions nos 21 et 22)
- avenue Debidour
- square du Vexin
- avenue de la Porte-Brunet (entre les bastions nos 22 et 23)

### Bastion 23
Le bastion no 23 était situé dans le 19e arrondissement.
Voies créées ou existantes
- avenue de la Porte-Brunet (entre les bastions nos 22 et 23)
- avenue Ambroise-Rendu
- rue de Cahors
- rue de la Corrèze
- rue de Périgueux
- rue de Toulouse
- avenue de la Porte-Chaumont (entre les bastions nos 23 et 24)
- porte Chaumont entre les bastions nos 23 et 24[25]

### Bastion 24
Le bastion no 24 était situé dans le 19e arrondissement.
Voies créées ou existantes
- porte Chaumont entre les bastions nos 23 et 24[25]
- avenue de la Porte-Chaumont (entre les bastions nos 23 et 24)
- square d'Aquitaine
- porte de Pantin entre les bastions nos 24 et 25[26]

### Porte de Pantin

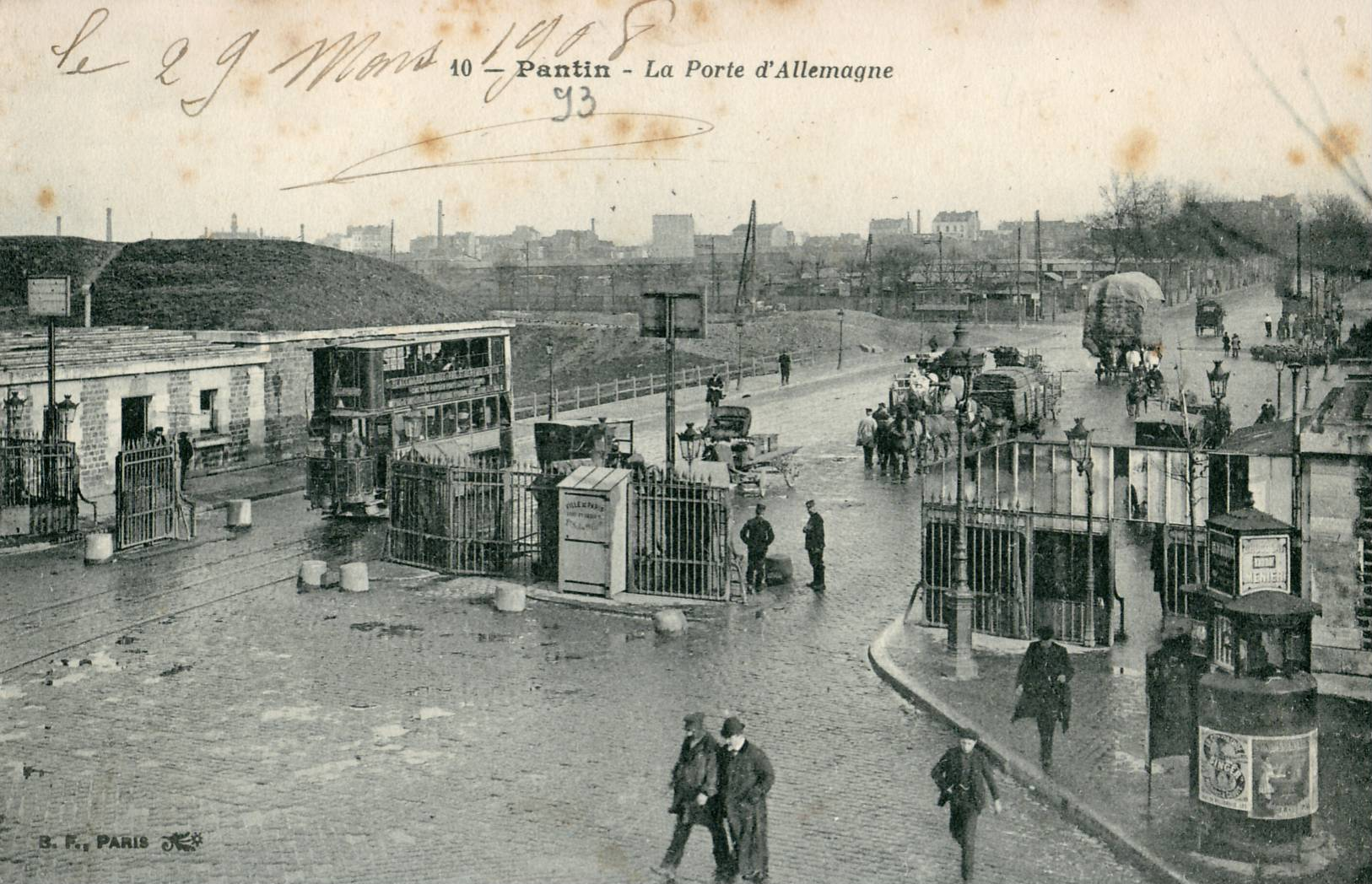
La porte de Pantin, alors dénommée « porte d'Allemagne », vers 1900.

### Bastion 25
Le bastion no 25 était situé dans le 19e arrondissement.
Historique
Le bastion comportait un poste caserne. 
Voies créée ou existante
- porte de Pantin entre les bastions nos 24 et 25[26]

### Bastion 26
Le bastion no 26 était situé dans le 19e arrondissement.
Historique
Le bastion comportait une caserne d'octroi. 
Voie créée ou existante
- passage du canal de l'Ourcq entre les bastions nos 26 et 27[27]

### Bastion 27
Le bastion no 27 était situé dans le 19e arrondissement.
Historique
Le bastion comportait une caserne d'octroi qui deviendra l'hôpital du bastion 27, le 1er mai 1903, et qui prendra le nom d'hôpital Andral. Il est accessible depuis le boulevard Macdonald,. 
Voies créées ou existantes
- passage du canal de l'Ourcq entre les bastions nos 26 et 27[27]
- passage du chemin de fer de l'Est entre les bastions nos 27 et 28[28]
- Hôpital Andral

### Bastion 28
Le bastion no 28 était situé dans le 19e arrondissement.
Voies créées ou existantes
- passage du chemin de fer de l'Est entre les bastions nos 27 et 28[28]
- avenue de la Porte-de-la-Villette (entre les bastions nos 28 et 29)
- porte de la Villette (entre les bastions nos 28 et 29)[32]

### Bastion 29
Le bastion no 29 était situé dans le 19e arrondissement.
Historique
Le bastion comportait une caserne d'octroi qui est transformé le 21 décembre 1893 en hôpital, sous le nom d'hôpital du bastion 29 ou hôpital temporaire du bastion 29, afin de remplacer l'hôpital du 
bastion 36 rendu aux militaires en mars 1894. L'hôpital ferme définitivement le 30 juin 1934

Le 15 septembre 1918, durant la Première Guerre mondiale, une bombe explose sur l'hôpital temporaire de Macdonald situé dans le bastion no 29, lors d'un raid effectué par des avions allemands,.
Voies créées ou existantes
- porte de la Villette entre les Bastions nos 28 et 29[36]
- avenue de la Porte-de-la-Villette (entre les Bastions nos 28 et 29)
- canal Saint-Denis entre les bastions nos 29 et 30[37].

### Bastion 30
Le bastion no 30 était situé dans le 19e arrondissement.
Voie créée ou existante
- canal Saint-Denis entre les bastions nos 29 et 30[37]

### Bastion 31
Le bastion no 31 était situé dans le 19e arrondissement.
Voies créées ou existantes
- avenue de la Porte-d'Aubervilliers (entre les bastions nos 31 et 32)
- porte d'Aubervilliers entre les bastions nos 31 et 32[39],[40]

### Bastion 32
Le bastion no 32 était situé dans le 18e arrondissement.
Historique
Le 8 octobre 1914, durant la première Guerre mondiale, le bastion no 32 est bombardée par un raid effectué par des avions allemands.
Voies créées ou existantes
- porte d'Aubervilliers entre les bastions nos 31 et 32[39],[40]
- avenue de la Porte-d'Aubervilliers (entre les bastions nos 31 et 32)
- rue Charles-Hermite
- rue Charles-Lauth
- rue Émile-Bertin
- rue Gaston-Darboux
- rue Gaston-Tissandier
- impasse des Fillettes (bastions nos 32 et 33)

### Bastion 33
Le bastion no 33 était situé dans le 18e arrondissement.
Historique
Le bastion comportait une caserne de l'octroi qui servit comme 1er bureau de recrutement.
Voies créées ou existantes
- Impasse des Fillettes (bastions nos 32 et 33)
- avenue de la Porte-de-la-Chapelle (entre les bastions nos 33 et 34)
- porte de la Chapelle entre les bastions nos 33 et 34[43]

### Bastion 34
Le bastion no 34 était situé dans le 18e arrondissement.
Voies créées ou existantes
- porte de la Chapelle entre les bastions nos 33 et 34[43]
- avenue de la Porte-de-la-Chapelle (entre les bastions nos 33 et 34)
- Passage du chemin de fer du Nord entre les bastions nos 34 et 35[44]
- porte des Poissonniers entre les bastions nos 34 et 35[44]

### Bastion 35
Le bastion no 35 était situé dans le 18e arrondissement.
Voies créées ou existantes
- Passage du chemin de fer du Nord entre les bastions nos 34 et 35[44]
- porte des Poissonniers entre les bastions nos 34 et 35[44]
- avenue de la Porte-des-Poissonniers (en partie)

### Bastion 36
Le bastion no 36 était situé dans le 18e arrondissement.
Historique
Le bastion comportait une caserne de l'octroi qui est transformé en hôpital temporaire. Le bâtiment est rendu aux militaires en mars 1894.
Voie créée ou existante
- Porte de Clignancourt (entre les bastions no 36 et 37)[46]
- avenue de la Porte-de-Clignancourt

### Bastion 37
Le bastion no 37 était situé dans le 18e arrondissement.
Voies créées ou existantes
- Porte de Clignancourt(entre les bastions nos 36 et 37)[46]
- avenue de la Porte-de-Clignancourt
- rue Camille-Flammarion
- rue Eugène-Fournière
- rue Fernand-Labori

### Bastion 38
Le bastion no 38 était situé dans le 18e arrondissement.
Voies créées ou existantes
- porte de Montmartre[48]
- avenue de la Porte-de-Montmartre (en partie)
- rue Arthur-Ranc
- rue Frédéric-Schneider
- rue Henri-Brisson
- rue Jean-Varenne
- rue Marcel-Sembat

### Bastion 39
Le bastion no 39 était situé dans le 18e arrondissement.
Historique
Le bastion comportait une caserne d'octroi qui est transformé, en 1884, en hôpital temporaire sous le nom d'hôpital d'Aubervilliers. Désaffecté en 1887, il est remis en service à partir de 1900 sous le nom d'hôpital Bichat.

Le 8 mars 1918, durant la première Guerre mondiale, le no 167 avenue des Batignolles est touché lors d'un raid effectué par des avions allemands,.
Voies créées ou existantes
- rue Henri-Huchard
- avenue de la Porte-de-Saint-Ouen (pour partie entre les bastions nos 39 et 40)
- porte de Saint-Ouen entre les bastions nos 39 et 40[51]

### Bastion 40
Le bastion no 40 était situé dans le 17e arrondissement.
Historique
Le bastion comportait un poste caserne.

Le 8 mars 1918, durant la première Guerre mondiale, le no 167 avenue des Batignolles est touché lors d'un raid effectué par des avions allemands,.
Voies créées ou existantes
- porte de Saint-Ouen entre les bastions nos 39 et 40[51]
- avenue de la Porte-de-Saint-Ouen (pour partie entre les bastions nos 39 et 40)
- rue Fernand-Pelloutier
- rue Francis-Garnier
- rue Frédéric-Brunet
- rue Louis-Loucheur
- rue de Pont-à-Mousson
- porte Pouchet, après 1860, entre les bastions nos 40 et 41

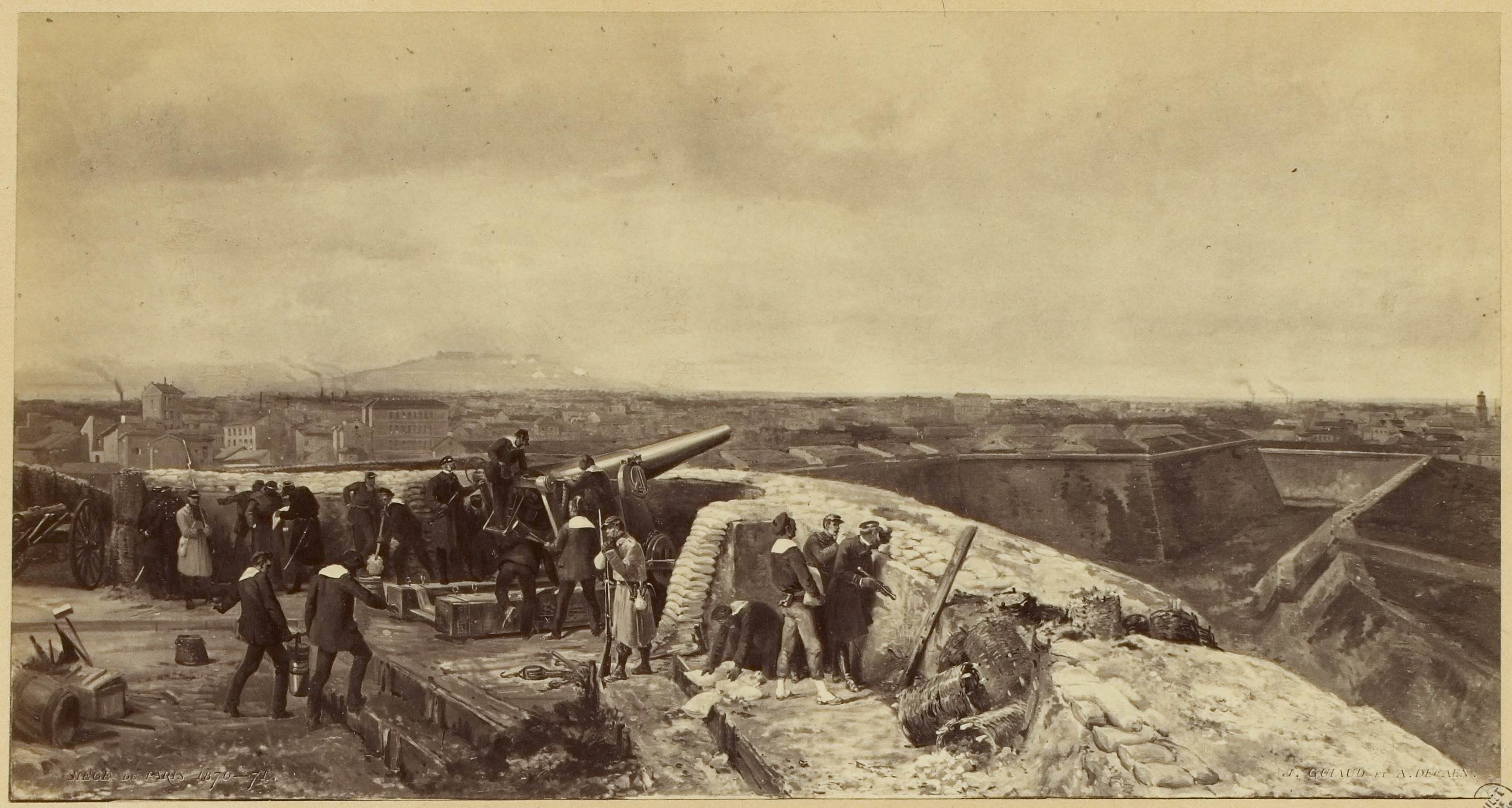
Le bastion 40, à la porte de Saint-Ouen, avec le canon « Joséphine »[52].
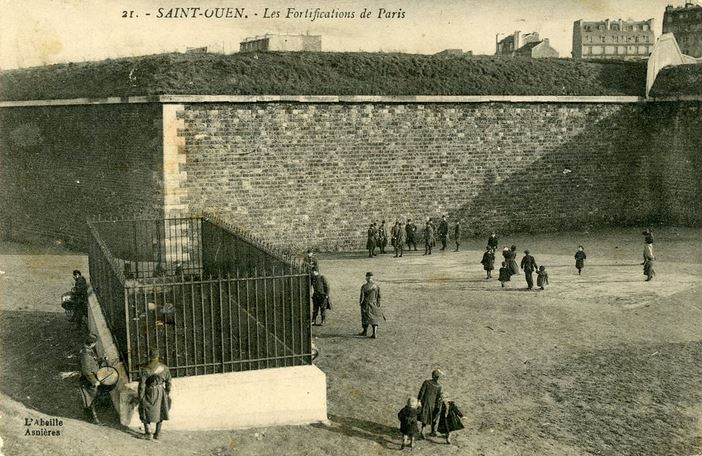
Les fortifs vue de Saint-Ouen

### Bastion 41
Le bastion no 41 était situé dans le 17e arrondissement.
Voie créée ou existante
- porte Pouchet, après 1860, entre les bastions nos 40 et 41
- avenue de la Porte-Pouchet

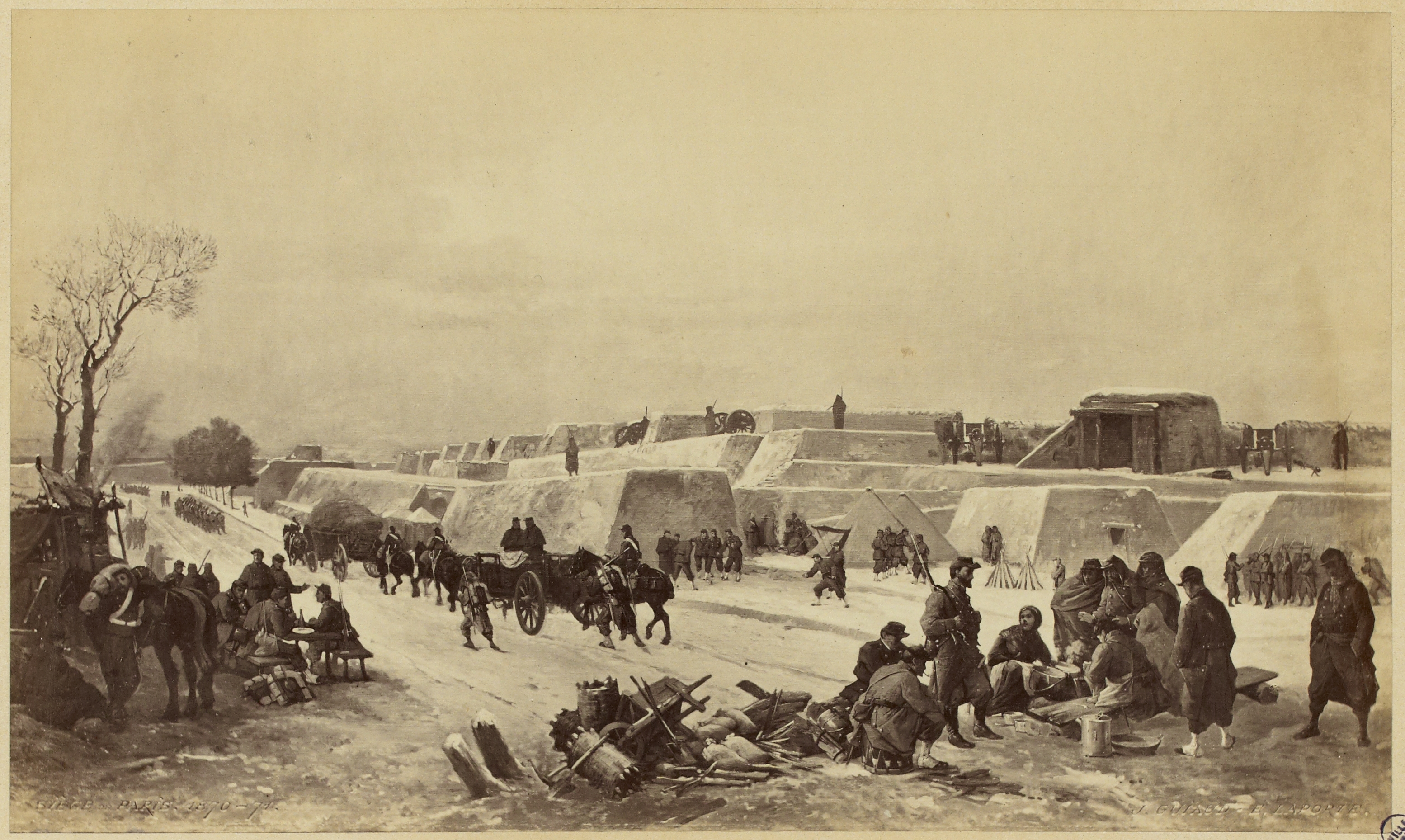
Une garde des remparts, bastion 41, porte de Clichy, peinture par Jacques Guiaud et Laporte..

### Bastion 42
Le bastion no 42 était situé dans le 17e arrondissement.

### Bastion 43
Le bastion no 43 était situé dans le 17e arrondissement.
Historique
Le bastion comportait une caserne d'octroi. 
Voies créées ou existantes
- porte de Clichy entre les bastions nos 43 et 44[53]
- avenue de la Porte-de-Clichy (entre les bastions nos 43 et 44)

### Bastion 44
Le bastion no 44 était situé dans le 17e arrondissement.
Historique
Le bastion servit d'entrepôt pour les décors de l'Opéra.
Voies créées ou existantes
- avenue de la Porte-de-Clichy (entre les bastions no 43 et 44)
- Rue Mstislav-Rostropovitch
- rue du Bastion
- chemin de fer de Rouen entre les bastions no 44 et 45[56]

Le bastion 44
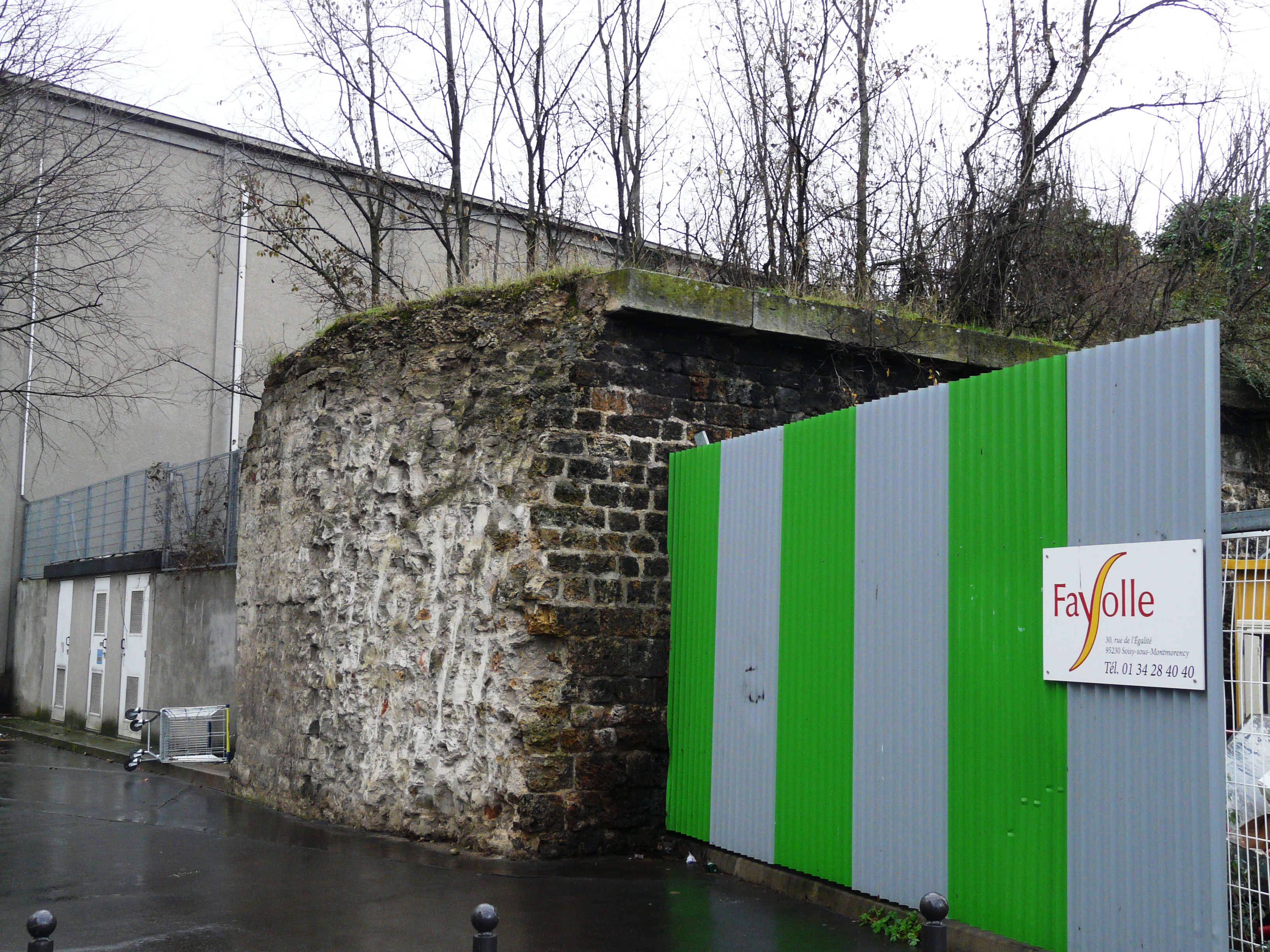
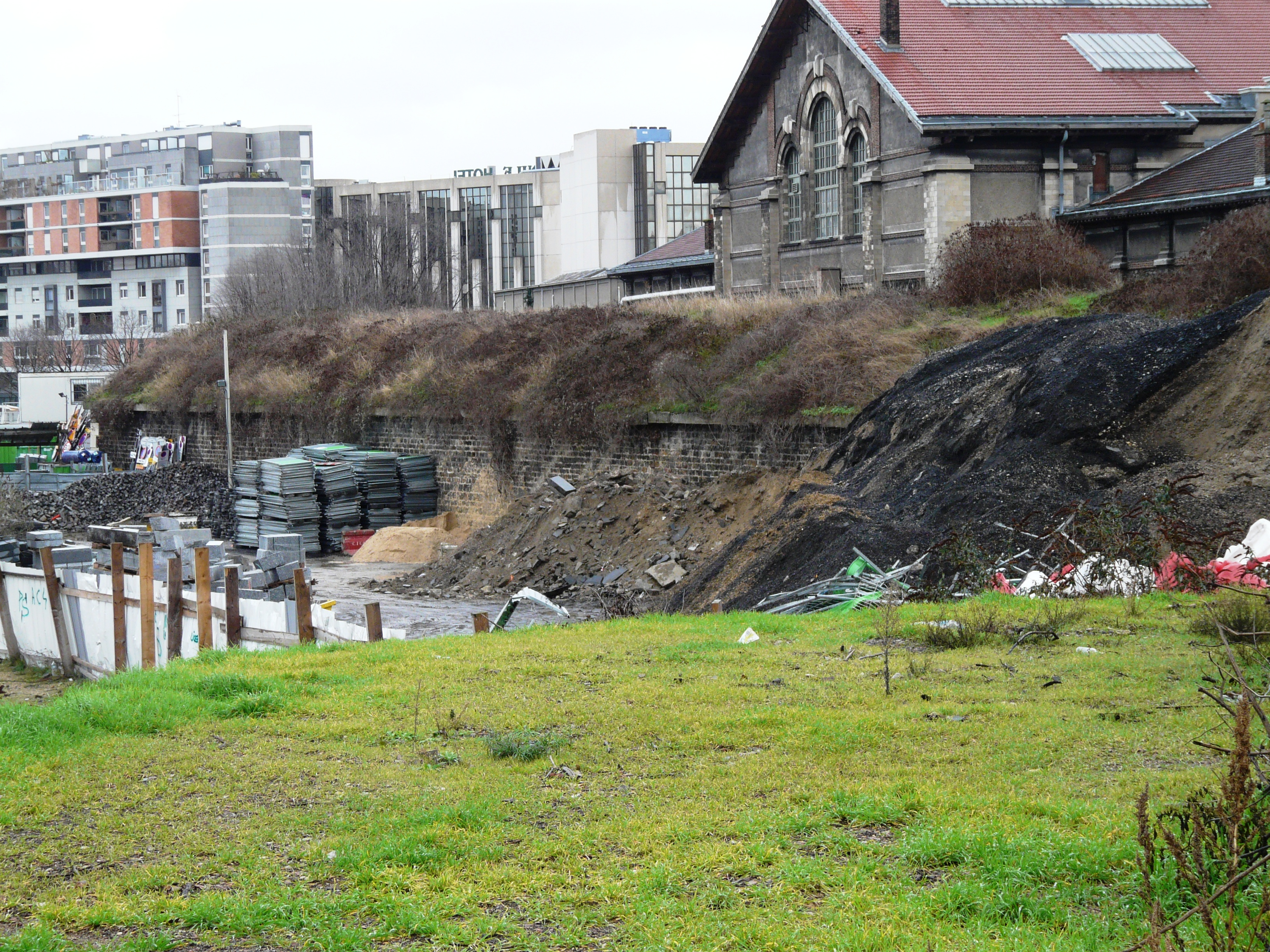
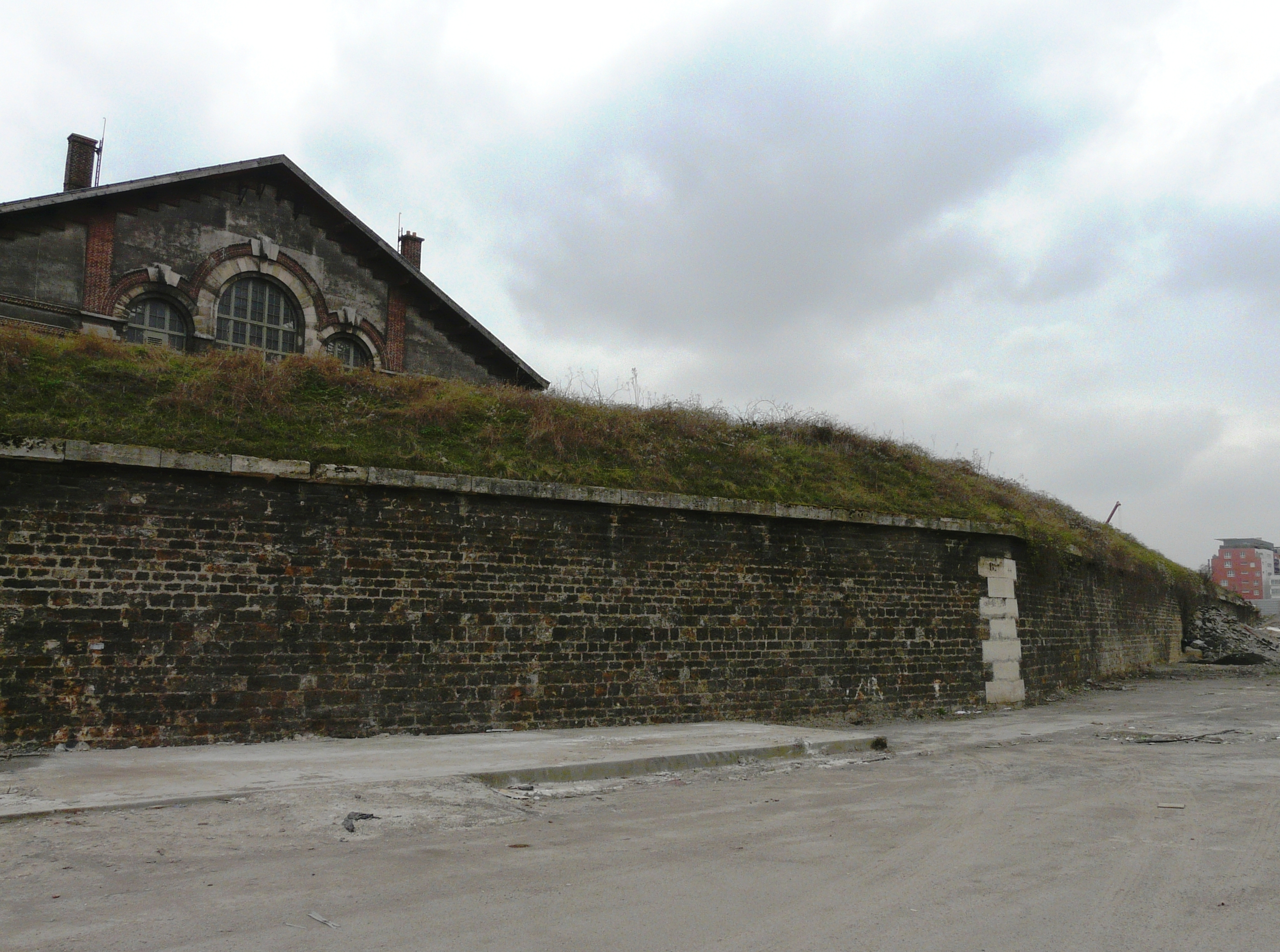
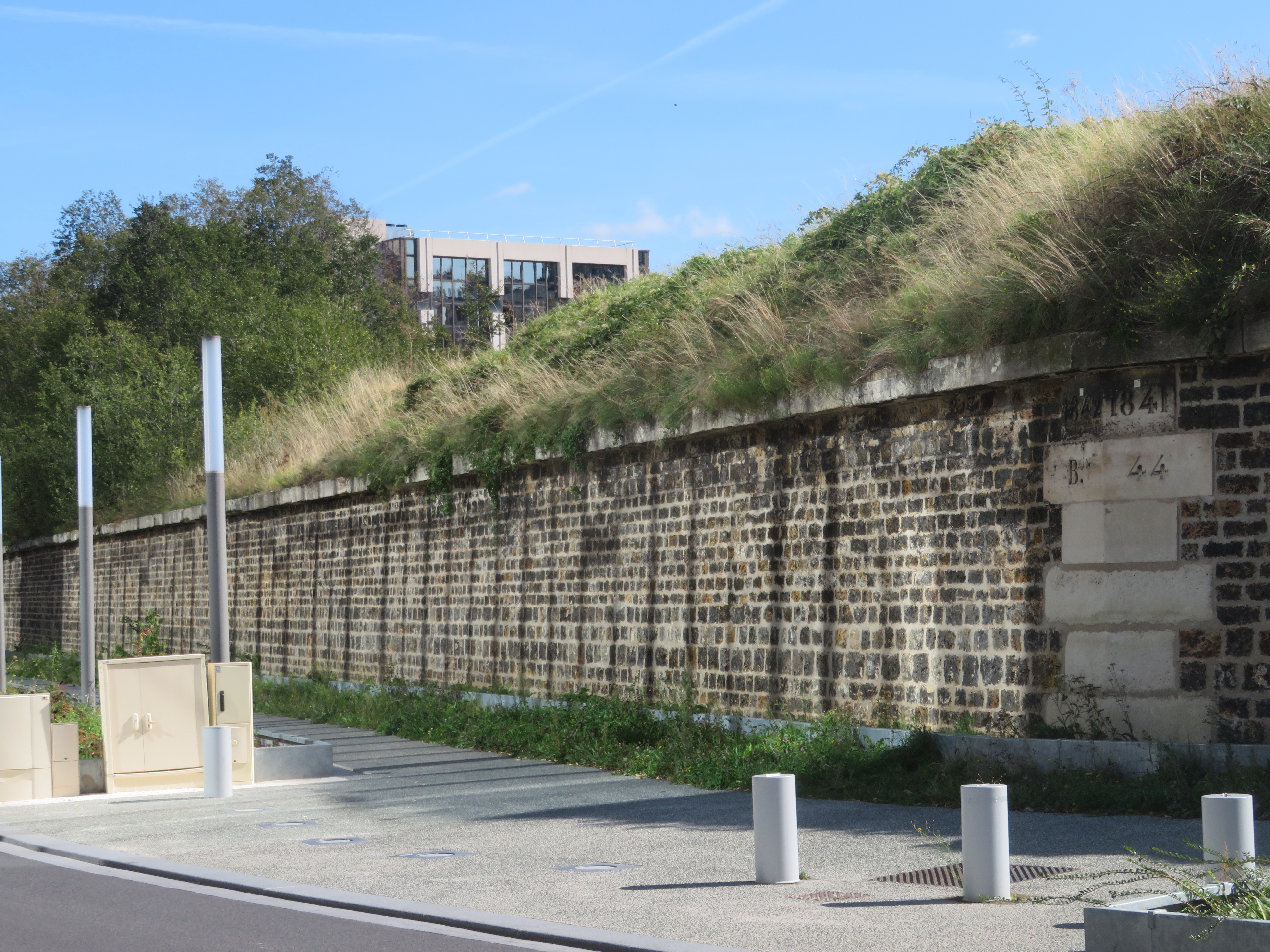
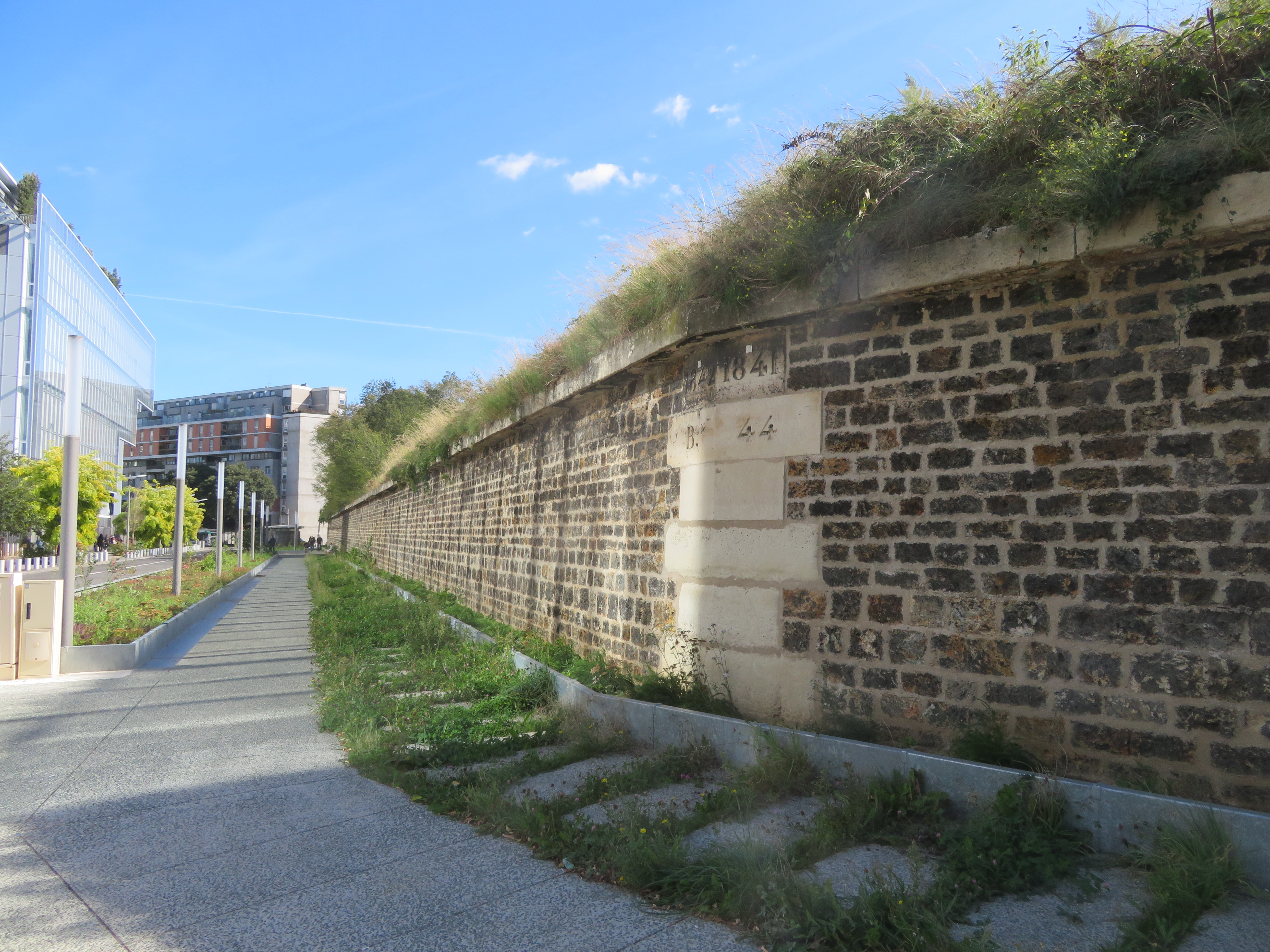
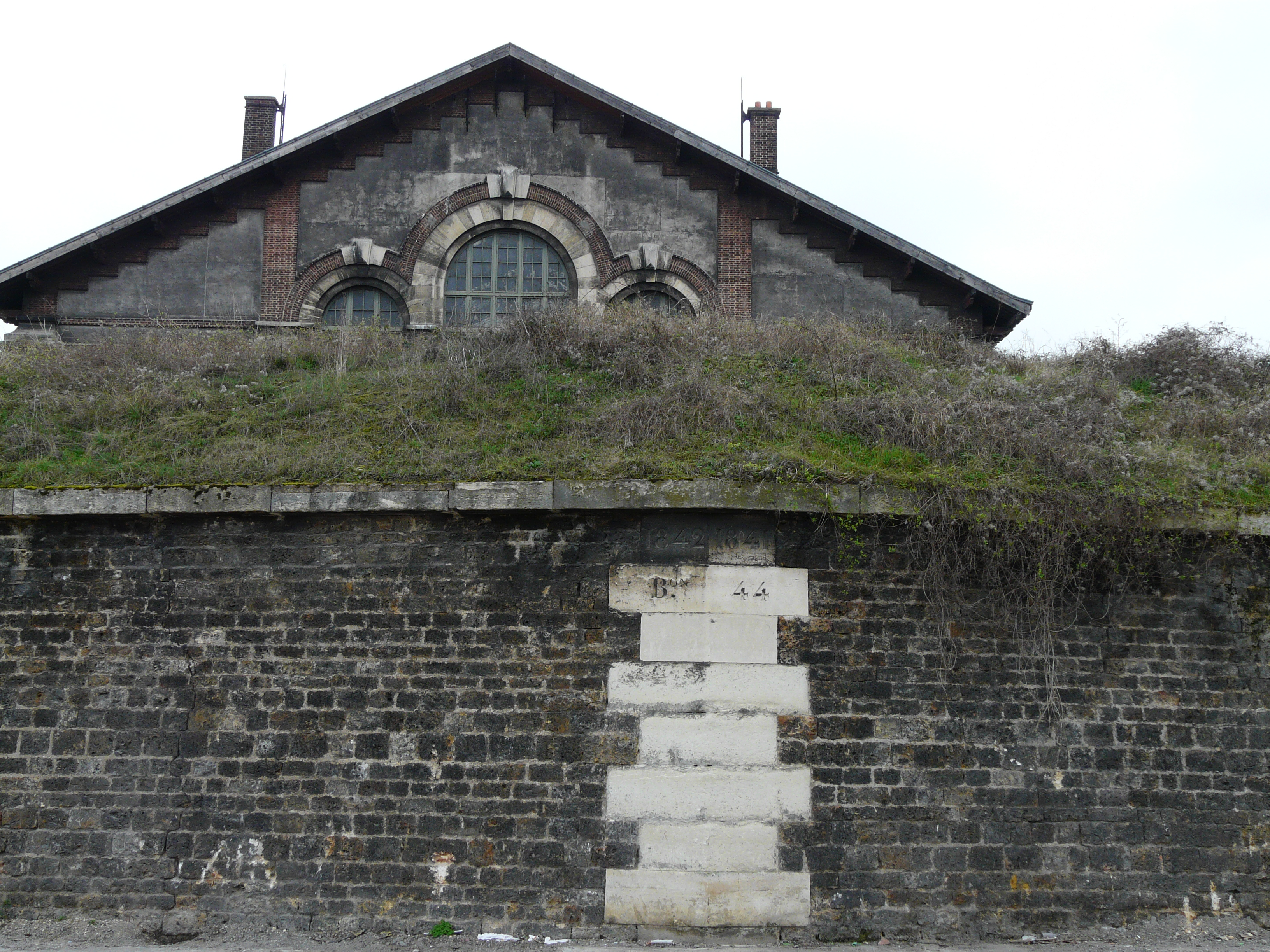

### Bastion 45
Le bastion no 45 était situé dans le 17e arrondissement.

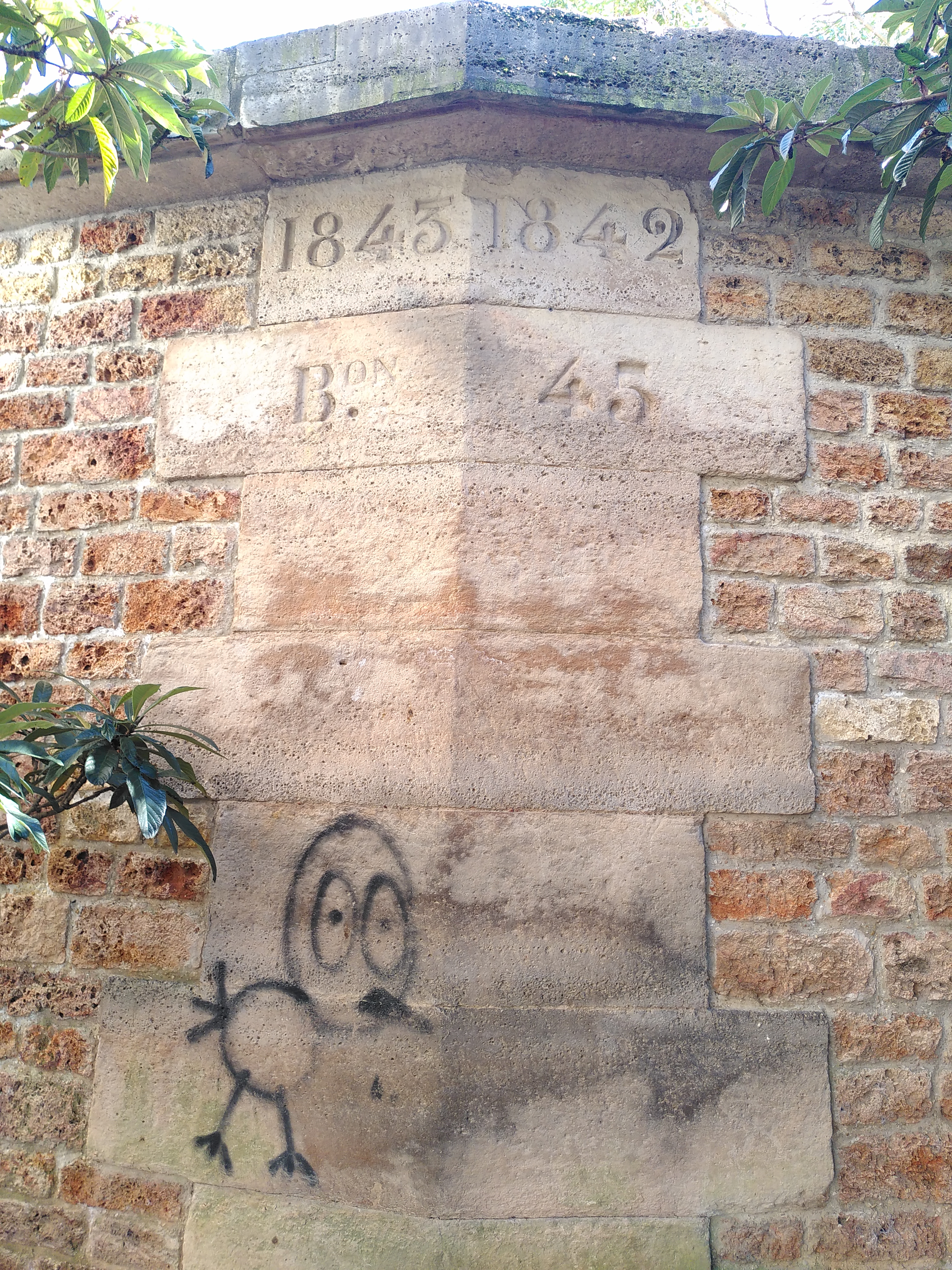
Arrête du mur d'escarpe du bastion 45 dans le jardin Claire-Motte.
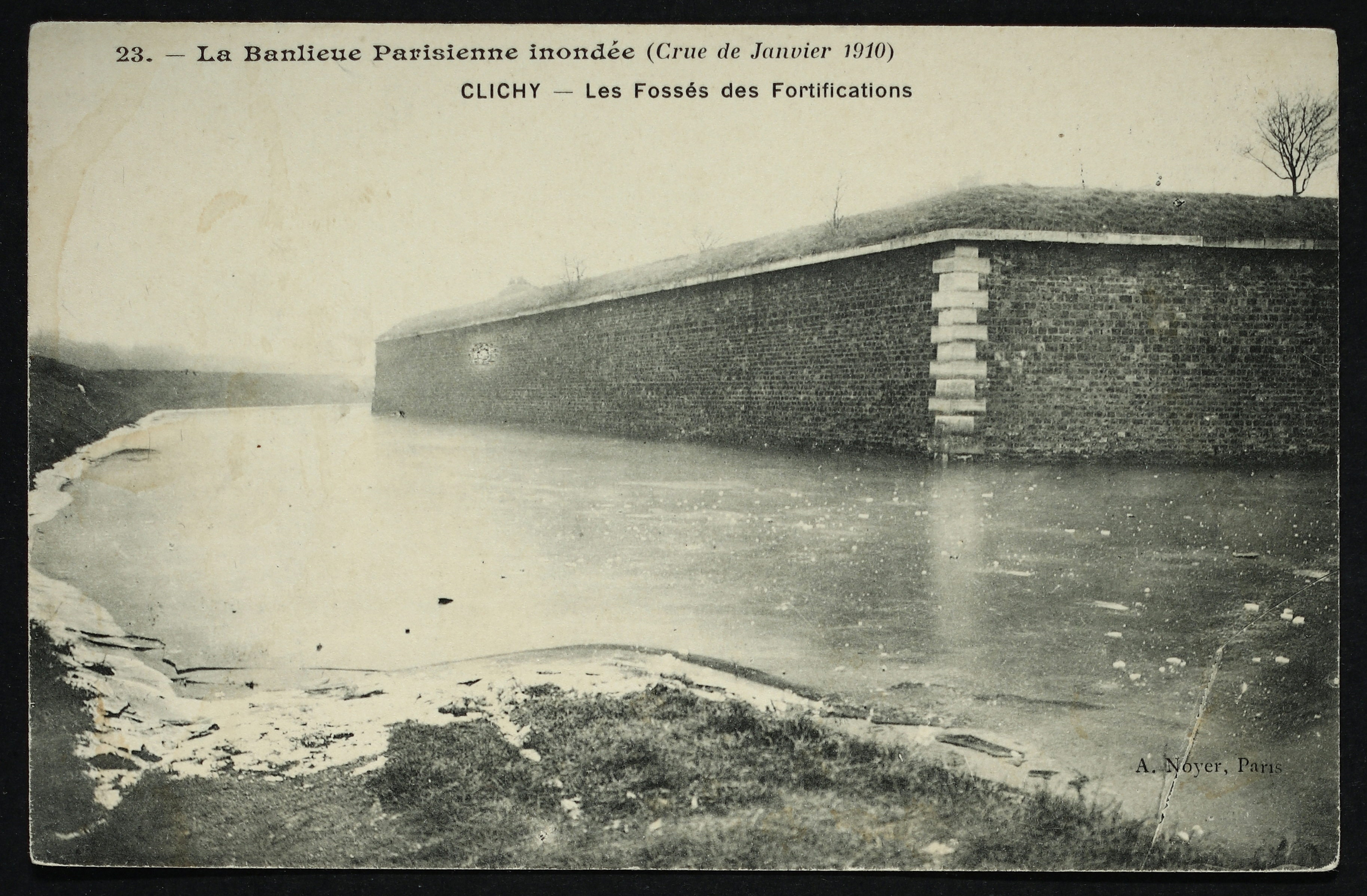
Les fossés des fortifications inondés en 1910.

Historique
Le bastion servit d'entrepôt pour les décors de l'Opéra comique.
Voies créées ou existantes
- chemin de fer de Rouen entre les bastions no 44 et 45[57]
- jardin Claire-Motte
- avenue de la Porte-d'Asnières (entre les bastions no 45 et 46)
- porte d'Asnières entre les bastions no 45 et 46[57]

### Bastion 46
Le bastion no 46 était situé dans le 17e arrondissement.
Historique
Le bastion comportait une caserne d'octroi. 
Voies créées ou existantes
- avenue de la Porte-d'Asnières (entre les bastions 45 et 46)
- rue de l'Abbé-Rousselot
- rue Camille-Pissarro
- rue Fernand-Cormon
- rue Gauguin
- rue Jean-Louis-Forain
- rue Redon
- rue de Saint-Marceaux
- rue Sisley
- square de l'Aveyron
- square de la Dordogne
- square de la Mayenne
- square du Rhône
- square du Tarn
- square de Vaucluse
- rue Jules-Bourdais (et bastion 47)

### Bastion 47
Le bastion no 47 était situé dans le 17e arrondissement.
Voies créées ou existantes
- rue Jules-Bourdais (et bastion 46)
- rue Gervex
- avenue Paul-Adam
- rue de Senlis
- square du Thimerais
- rue de Courcelles (pour partie entre les bastions 47 et 48)
- Porte de Courcelles  (entre les bastions 47 et 48)
- Porte de la Révolte, jusqu'en 1860 ou elle est remplacée par la porte de Champerret, (entre les bastions 47 et 48)

### Porte de Courcelles

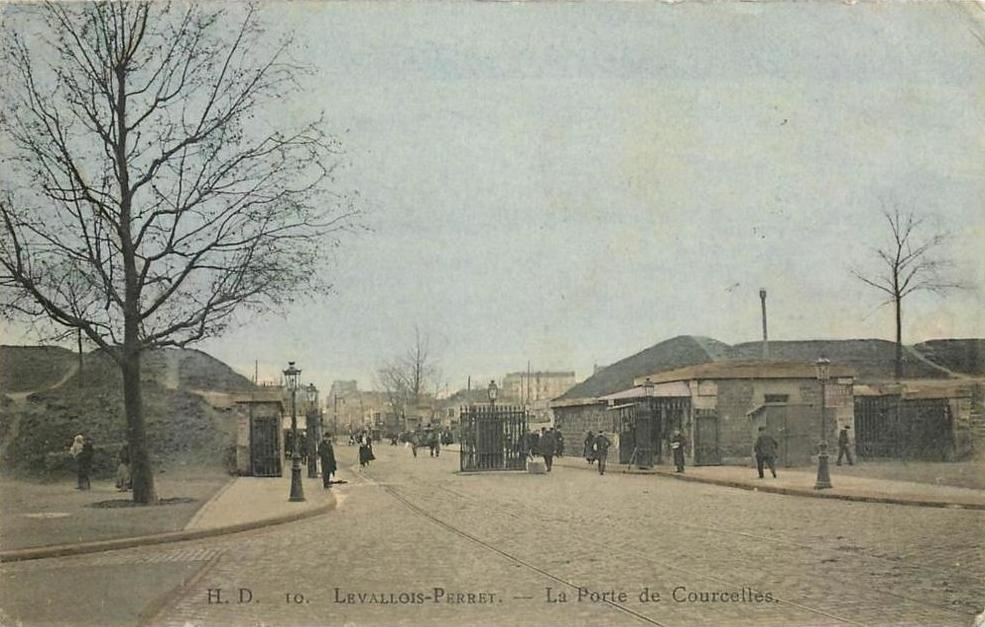
La porte de Courcelles entre 1900 et 1910.
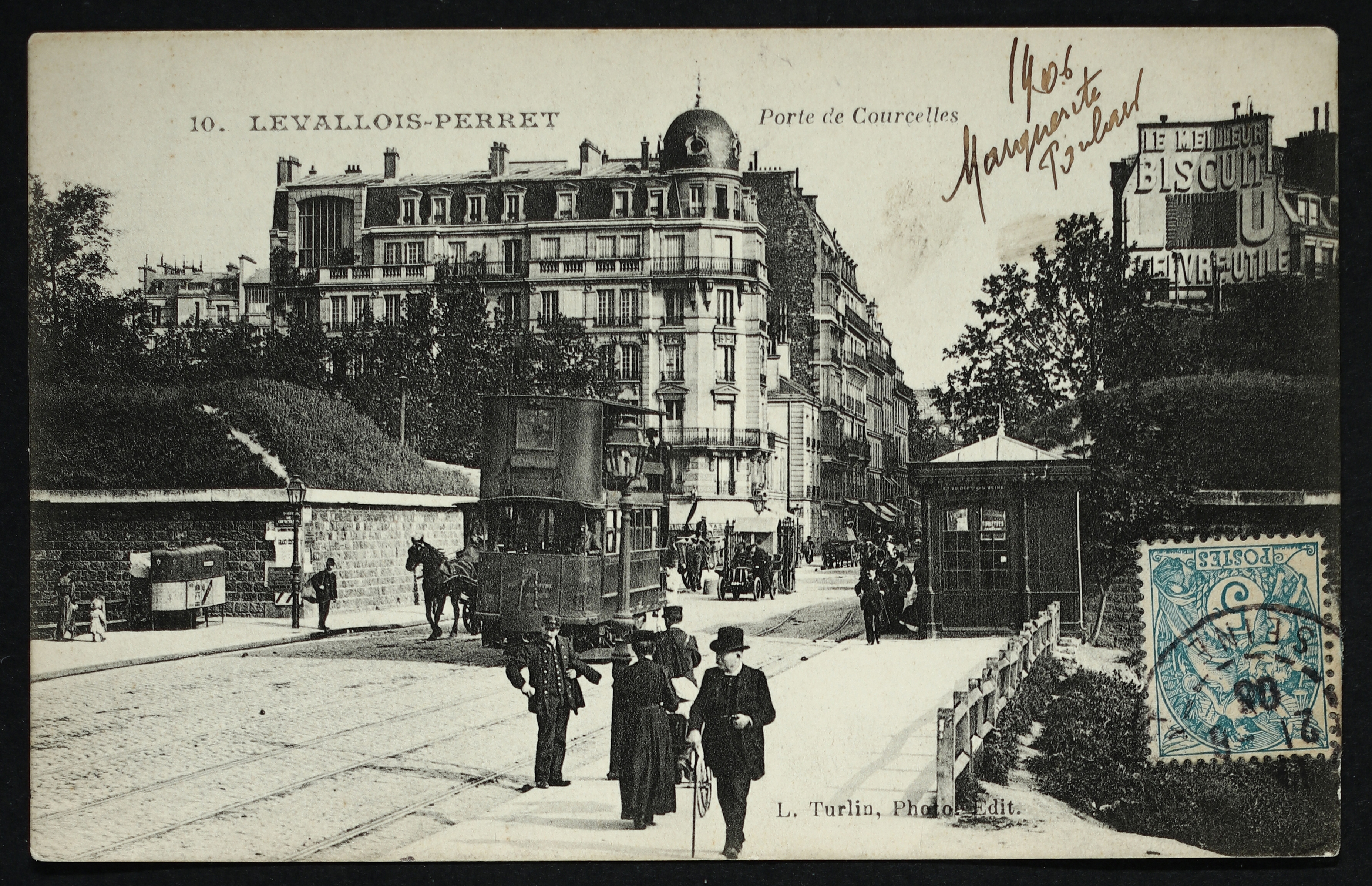
La porte de Courcelles vers 1900.

### Bastion 48
Le bastion no 48 était situé dans le 17e arrondissement.
Voies créées ou existantes
- Porte de Courcelles  (entre les bastions 47 et 48)
- Porte de la Révolte, jusqu'en 1860 ou elle est remplacée par la porte de Champerret, (entre les bastions 47 et 48)
- rue de Courcelles (pour partie entre les bastions nos 47 et 48)
- rue Albert-Samain
- rue Catulle-Mendès
- rue Jean-Moréas
- avenue Stéphane-Mallarmé
- place de la Porte-de-Champerret (entre les bastions nos 48 et 49)
- porte de Champerret, après 1860, entre les bastions nos 48 et 49[58],[59]

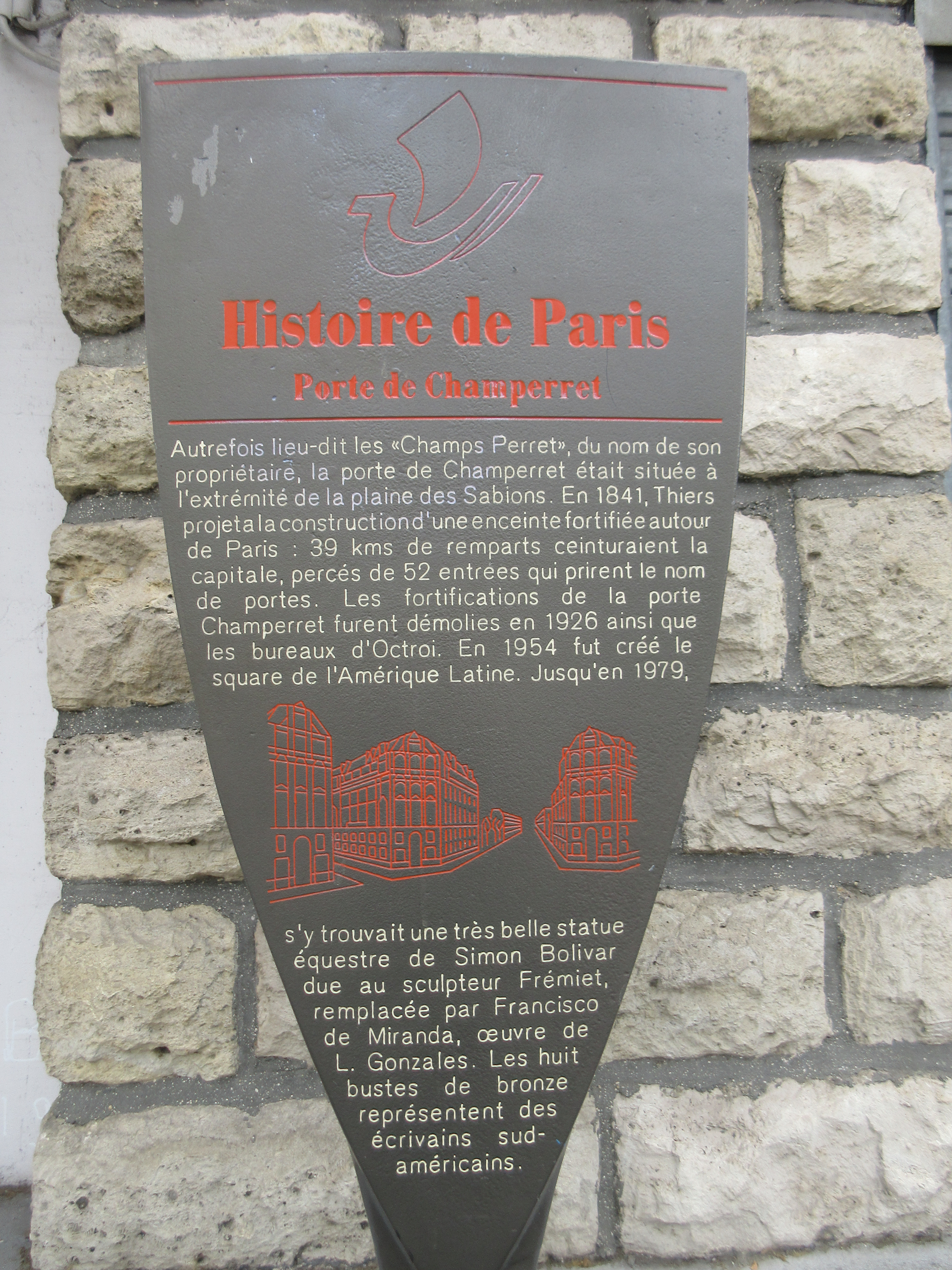
Panneau Histoire de Paris
« Porte de Champerret »

### Bastion 49
Le bastion no 49 était situé dans le 17e arrondissement.
Historique
Le bastion comportait un poste caserne, qui servit comme 6e bureau de recrutement.
Voies créées ou existantes
- porte de Champerret, après 1860, entre les bastions nos 48 et 49[58],[59]
- place de la Porte-de-Champerret (entre les bastions nos 48 et 49)
- rue Alexandre-Charpentier
- rue Claude Debussy
- place Jules-Renard
- esplanade du Général-Casso
- square du Graisivaudan
- square de Vivarais
- avenue de la Porte-de-Villiers (entre les bastions nos 49 et 50)
- porte de Villiers entre les bastions nos 49 et 50[58]

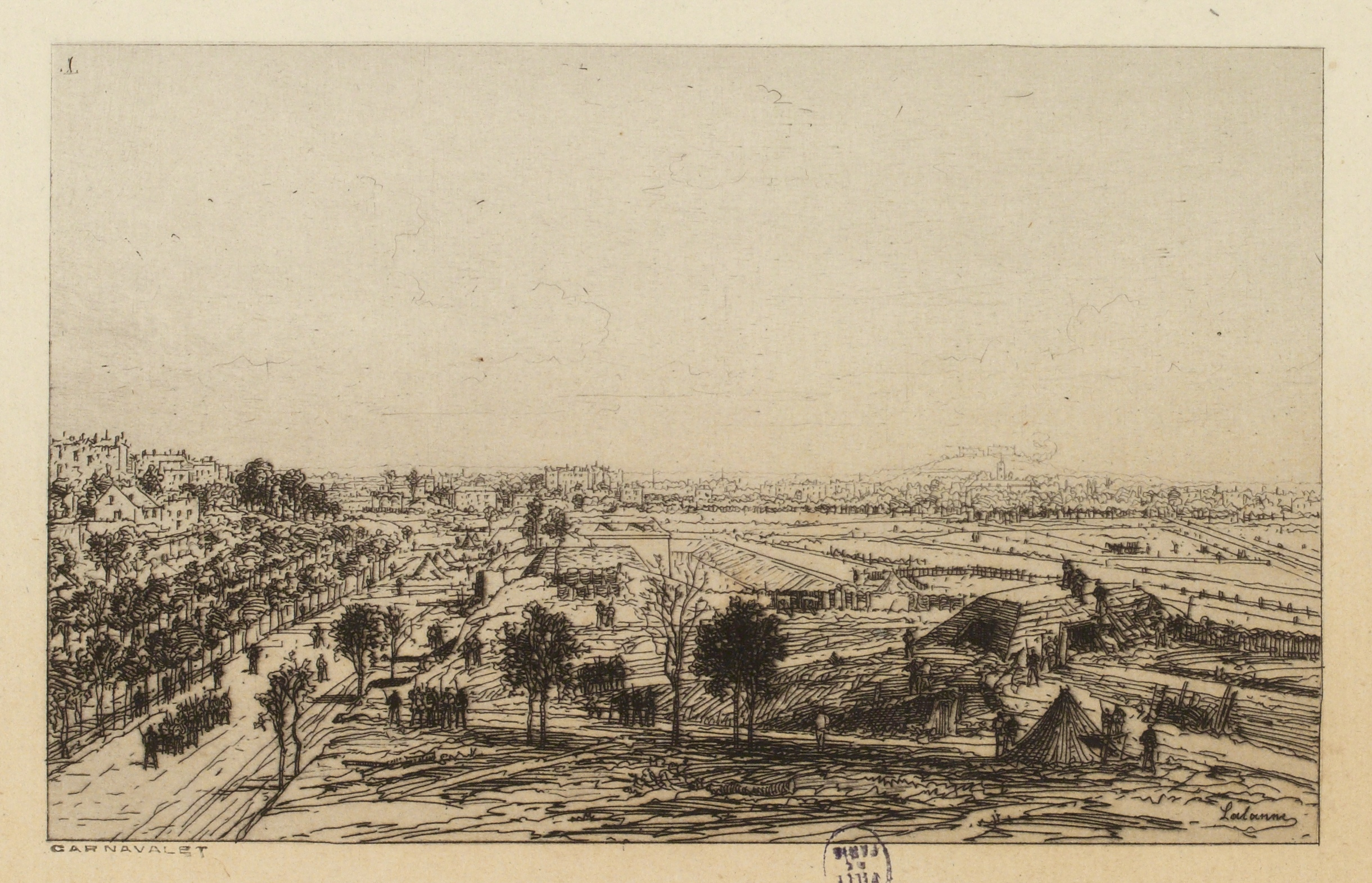
Un aspect des fortifications vu du bastion 49

### Bastion 50
Le bastion no 50 était situé dans le 17e arrondissement.
Voies créées ou existantes
- avenue de la Porte-de-Villiers (entre les bastions nos 49 et 50)
- rue des Dardanelles
- rue du Dobropol
- boulevard Pershing (en partie)
- place du Général-Kœnig (pour partie entre les bastions nos 50 et 51)
- porte de Sablonville, disparue après 1860, entre les bastions nos 50 et 51
- porte des Ternes entre les bastions nos 50 et 51[61],[60]

### Bastion 51
Le bastion no 51 était situé dans le 17e arrondissement.
Historique
Le bastion comportait un bâtiment d'octroi.
 
C'est par la porte Maillot et l'avenue de la Grande-Armée que les troupes prussiennes entrèrent dans Paris le 1er mars 1871.

Une des dix-huit barricades fortifiées avec canons de la Commune de Paris fut établie à la porte Maillot au printemps 1871,. Sous le feu du mont Valérien, tenu par les troupes versaillaises, le bastion no 51 et les communards reçurent 78 000 obus en 48 jours.
Voies créées ou existantes
- porte des Ternes entre les bastions nos 50 et 51[61]
- place du Général-Kœnig (pour partie entre les bastions nos 50 et 51)
- porte Maillot entre les bastions nos 51 et 52[64]

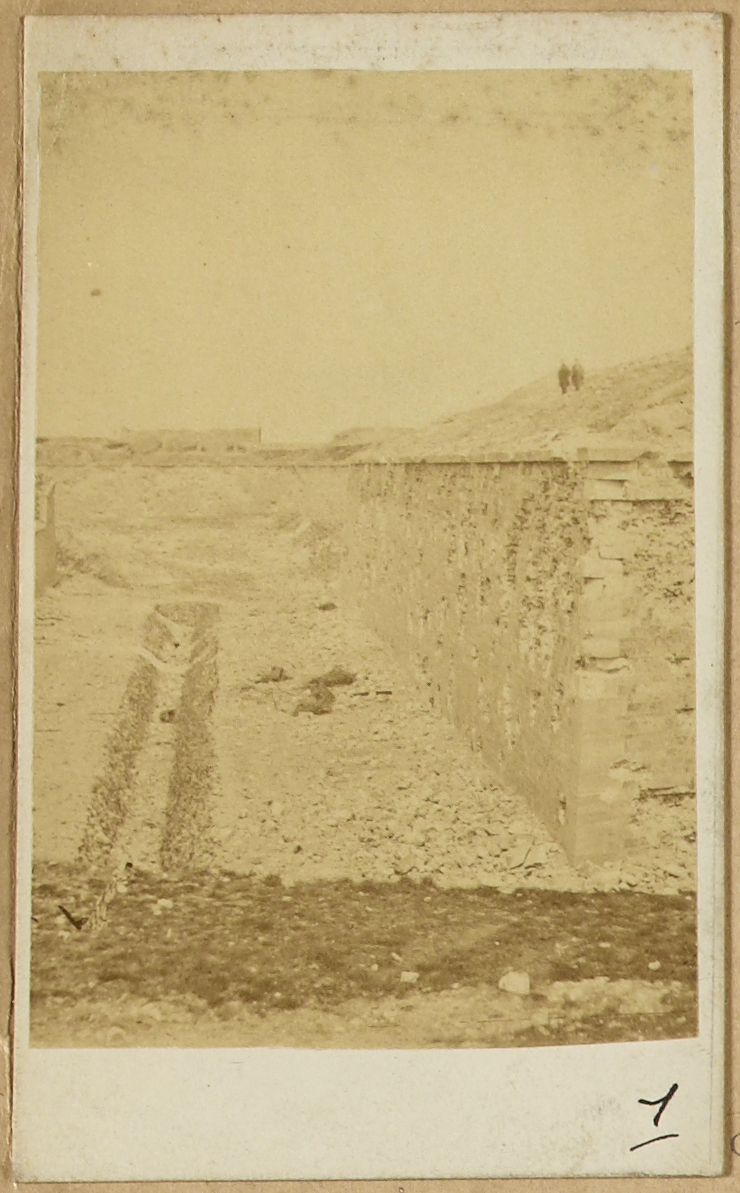
Les fortifications aux Ternes.

### Bastion 52
Le bastion no 52 était situé dans le 16e arrondissement.
Historique
C'est par la porte Maillot et l'avenue de la Grande-Armée que les troupes prussiennes entrèrent dans Paris le [[Chronologie du siège de Paris (1870-1871)|1er mars 1871]].
Une des dix-huit barricades fortifiées avec canons de la Commune de Paris fut établie à la porte Maillot au printemps 1871,. Sous le feu du mont Valérien, tenu par les troupes versaillaises, le bastion no 51 et les communards reçurent 78 000 obus en 48 jours.
Voies créées ou existantes
- porte Maillot entre les bastions nos 51 et 52[64].
- boulevard Thierry-de-Martel (pour partie) (et bastion no 53)

### Bastion 53
Le bastion no 53 était situé dans le 16e arrondissement.
Historique
Le bastion comportait une caserne de gendarmerie. 
Voie créée ou existante
- boulevard Thierry-de-Martel (pour partie) (et bastion no 52)

### Bastion 54
Le bastion no 54 était situé dans le 16e arrondissement.
Voie créée ou existante
- porte Dauphine entre les bastions nos 54 et 55[66]

### Bastion 55
Le bastion no 55 était situé dans le 16e arrondissement.
Voies créées ou existantes
- porte Dauphine entre les bastions nos 54 et 55[66]
- avenue du Maréchal-Fayolle (et bastions nos 56 et 57)
- avenue de Pologne (côté pair)
- avenue Alexeï-Navalny (côté impair)

Fortifications des bastions vers la porte Dauphine vers 1913
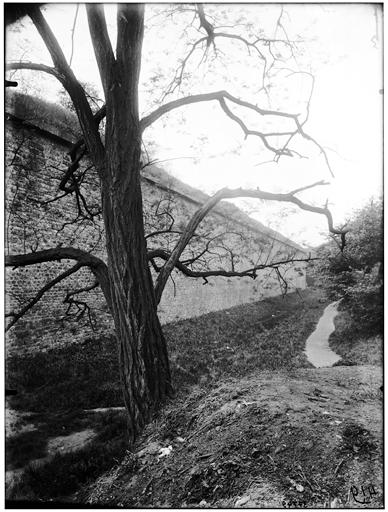
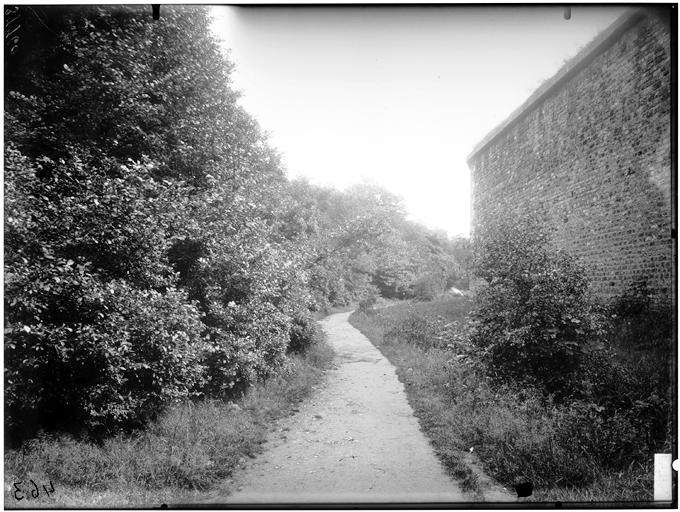
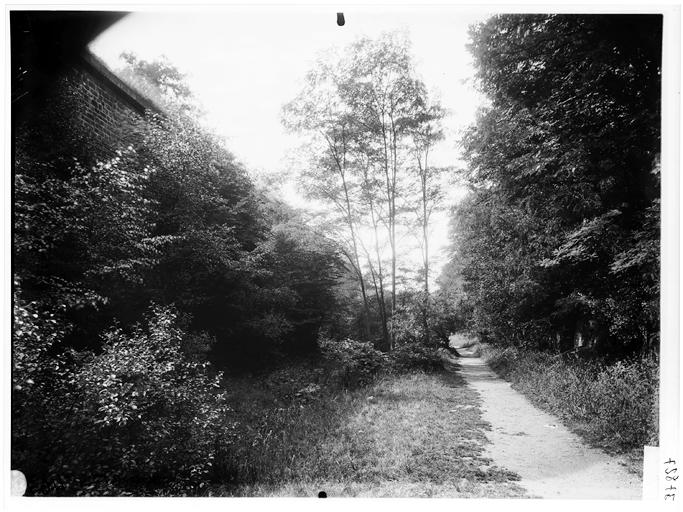

### Bastion 56
Le bastion no 56 était situé dans le 16e arrondissement.
Historique
Le bastion comportait une caserne de gendarmerie. 
Voies créées ou existantes
- avenue Chantemesse
- avenue du Maréchal-Fayolle (et bastions no 55 et 57)

### Bastion 57
Le bastion no 57 était situé dans le 16e arrondissement.
Historique
Le bastion comportait une caserne d'octroi. 
Voies créées ou existantes
- avenue du Maréchal-Fayolle (et bastions nos 55 et 56)
- avenue Louis-Barthou
- place de Colombie  (et bastion no 58)
- porte de la Muette entre les bastions nos 57 et 58)[68]

### Bastion 58
Le bastion no 58 était situé dans le 16e arrondissement.
Voies créées ou existantes
- porte de la Muette entre les bastions nos 57 et 58)[68]
- square des Écrivains-Combattants-Morts-pour-la-France (et bastion no 59)
- place de Colombie (et bastion no 57)
- rue Ernest-Hébert
- avenue du Maréchal-Maunoury (et bastion no 59)

### Bastion 59
Le bastion no 59 était situé dans le 16e arrondissement.
Historique
Le bastion comportait un poste caserne qui servit comme 2e bureau de recrutement.
Voies créées ou existantes
- avenue du Maréchal-Maunoury (et bastion no 58)
- square des Écrivains-Combattants-Morts-pour-la-France (et bastion no 58)
- place de la Porte-de-Passy  (entre les bastions no 59 et 60)
- porte de Passy  entre les bastions no 59 et 60[70]

### Porte de Passy
Historique
Le 22 mai 1871 à 5 heures du matin, au début de la Semaine sanglante, les 1er et 2e régiment d'infanterie provisoire de l'armée versaillaise entrent dans Paris par la porte de Passy.

### Bastion 60
Le bastion no 60 était situé dans le 16e arrondissement,.
Voies créées ou existantes
- porte de Passy  entre les bastions nos 59 et 60[70]
- place de la Porte-de-Passy (entre les bastions nos 59 et 60)
- square Henry-Bataille
- avenue du Maréchal-Franchet-d'Espérey (et bastion no 61)

### Bastion 61
Le bastion no 61 était situé dans le 16e arrondissement,.
Historique
Le bastion comportait une caserne d'octroi. 
Voies créées ou existantes
- avenue du Maréchal-Franchet-d'Espérey (et bastion no 60)
- avenue du Maréchal-Lyautey (et bastion no 62)
- square Tolstoï

### Bastion 62
Le bastion no 62 était situé dans le 16e arrondissement de Paris
Historique
Le 20 octobre 1870, durant le siège de Paris de 1870-1871, les batteries des bastions nos 62, 63 et 64 et le fort du Mont-Valérien ont à nouveau canonné les travaux de l'ennemi à Montretout et à Garches.
Le 15 septembre 1918, durant la Première Guerre mondiale, une bombe explose sur le Bastion no 62 en face du no 61 boulevard Suchet lors d'un raid effectué par des avions allemands.
Voies créées ou existantes
- avenue du Maréchal-Lyautey (et bastion no 61)
- square Alfred-Capus
- square des Aliscamps
- square Malherbe
- square de Padirac
- square Racan
- square de Rocamadour
- square d'Urfé
- place de la Porte-d'Auteuil (entre les bastions nos 62 et 63)
- porte d'Auteuil entre les bastions nos 62 et 63

### Bastion 63
Le bastion no 63 était situé dans le 16e arrondissement,.
Historique
Le 20 octobre 1870, durant le siège de Paris de 1870-1871, les batteries des bastions nos 62, 63 et 64 et le fort du Mont-Valérien ont à nouveau canonné les travaux de l'ennemi à Montretout et à Garches.
 
Le 27 octobre 1870, le Mont-Valérien, la batterie Mortemart et les bastions nos 63 et 64, ont ouvert le feu sur le Brimborion et l'Orangerie de Saint-Cloud faisant fuir en grand nombre les soldats prussiens afin de perturber les travaux et les mouvements de l'ennemi.
Voies créées ou existantes
- porte d'Auteuil entre les bastions nos 62 et 63
- place de la Porte-d'Auteuil (entre les bastions nos 62 et 63)
- rue Meryon
- place de la Porte-Molitor (entre les bastions nos 63 et 64)
- avenue du Général-Sarrail ( 16e ) (en bordure des bastions nos 63 et 64)
- porte Molitor, après 1860, (entre les bastions nos 63 et 64)

Le bastion 63
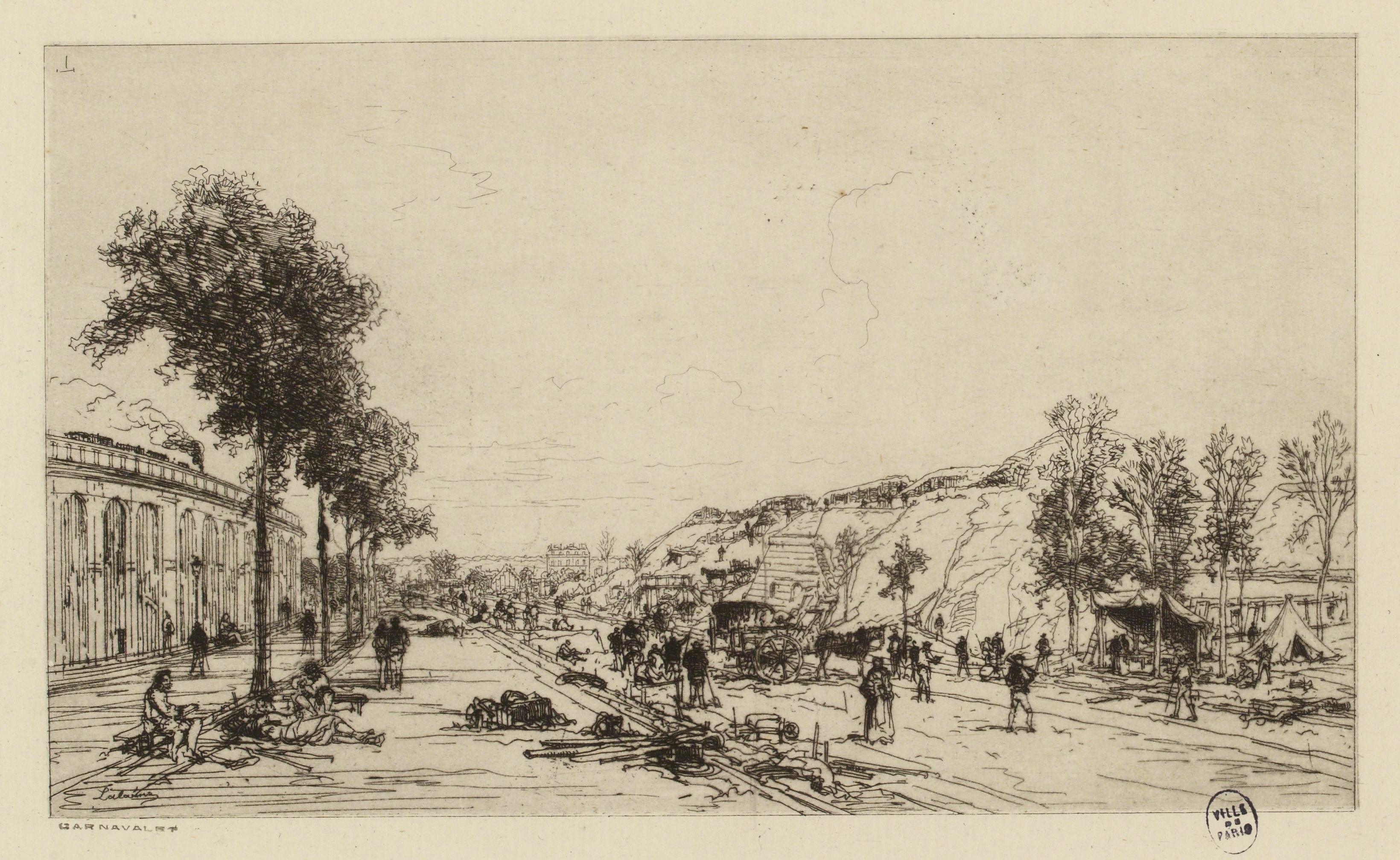

### Bastion 64
Le bastion no 64 était situé dans le 16e arrondissement.
Historique
Le bastion comportait une caserne d'octroi. 

Le 20 octobre 1870, durant le siège de Paris de 1870-1871, les batteries des bastions nos 62, 63 et 64 et le fort du Mont-Valérien ont canonné les travaux de l'ennemi à Montretout et à Garches.
 
Le 27 octobre 1870, le Mont-Valérien, la batterie Mortemart et les bastions nos 63 et 64, ont ouvert le feu sur le Brimborion et l'Orangerie de Saint-Cloud faisant fuir en grand nombre les soldats prussiens afin de perturber les travaux et les mouvements de l'ennemi.

Le dimanche 21 mai, entre 14 et 15 heures, pendant la Commune de Paris, Jules Ducatel découvre que la porte de Saint-Cloud et ses environs ne sont plus gardés. Après avoir improvisé un drapeau blanc à l'aide d'un mouchoir fixé sur un râteau, il monte, malgré les obus tirés depuis Montretout, sur le bastion no 64 (dont l'emplacement correspond à l'actuelle rue de l'Arioste) pour alerter les lignes versaillaises positionnées dans des tranchées creusées en contrebas du bastion no 65, du côté du parc des Princes. Informé par le capitaine de frégate Auguste Trève, le général Douay en réfère à Thiers, qui ordonne à l'armée régulière de pénétrer dans Paris avec près de 48 heures d'avance par rapport au plan initial. Libéré sur ordre du général Douay après avoir été brièvement arrêté par les soldats qui craignaient une ruse des fédérés, Ducatel guide ensuite la division Vergé, alors commandée par le colonel Louis Alfred Piquemal,, vers le Trocadéro.
Voies créées ou existantes
- porte Molitor, après 1860, (entre les bastions nos 63 et 64)
- place de la Porte-Molitor (entre les bastions nos 63 et 64)
- avenue du Général-Sarrail (en bordure des bastions nos 63 et 64)
- avenue du Parc-des-Princes (en bordure des bastions nos 64 et 65)
- rue de l'Arioste
- rue Lecomte-Du-Nouÿ

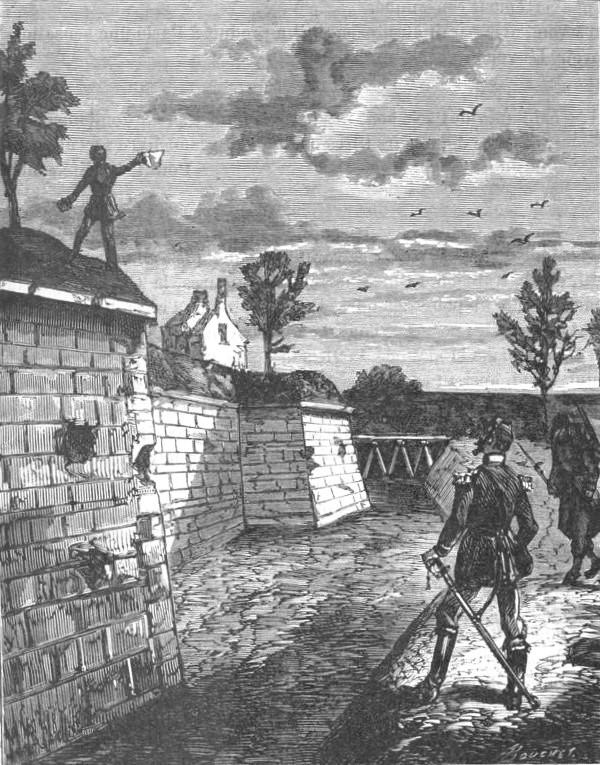
Jules Ducatel monte sur le bastion no 64 pour prévenir les troupes versaillaises que la porte de Saint-Cloud n'est plus gardée. Il est repéré par le capitaine  Auguste Trève.

### Bastion 65
Le bastion no 65 était situé dans le 16e arrondissement.
Voies créées ou existantes
- avenue du Parc-des-Princes (en bordure des bastions nos 64 et 65)
- rue du Général-Roques
- place du Général-Stefanik
- rue du Lieutenant-Colonel-Deport
- rue du Sergent-Maginot
- place de la Porte-de-Saint-Cloud (entre les bastions no 65 et 66)
- porte de Saint-Cloud entre les bastions no 65 et 66

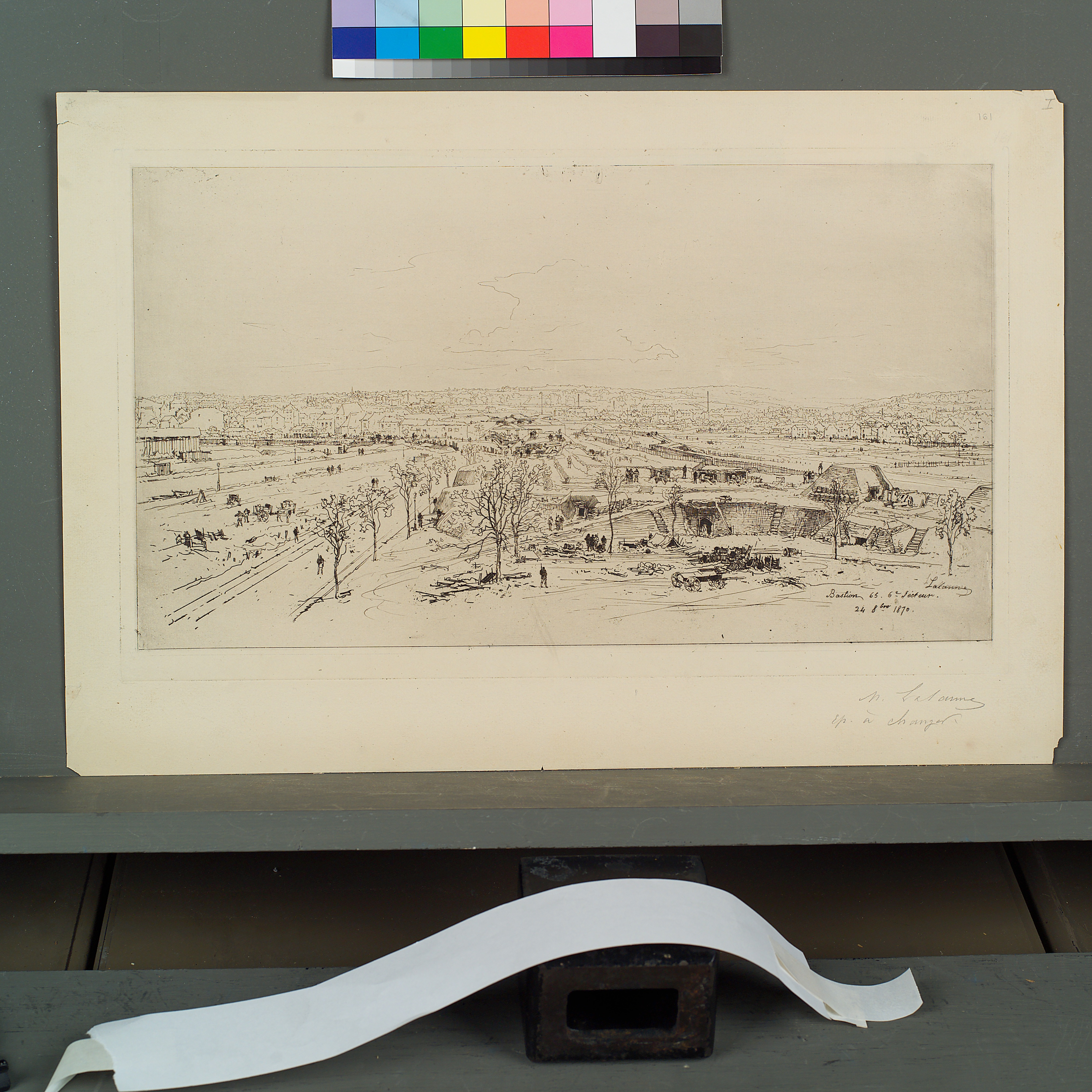
Le bastion 65.
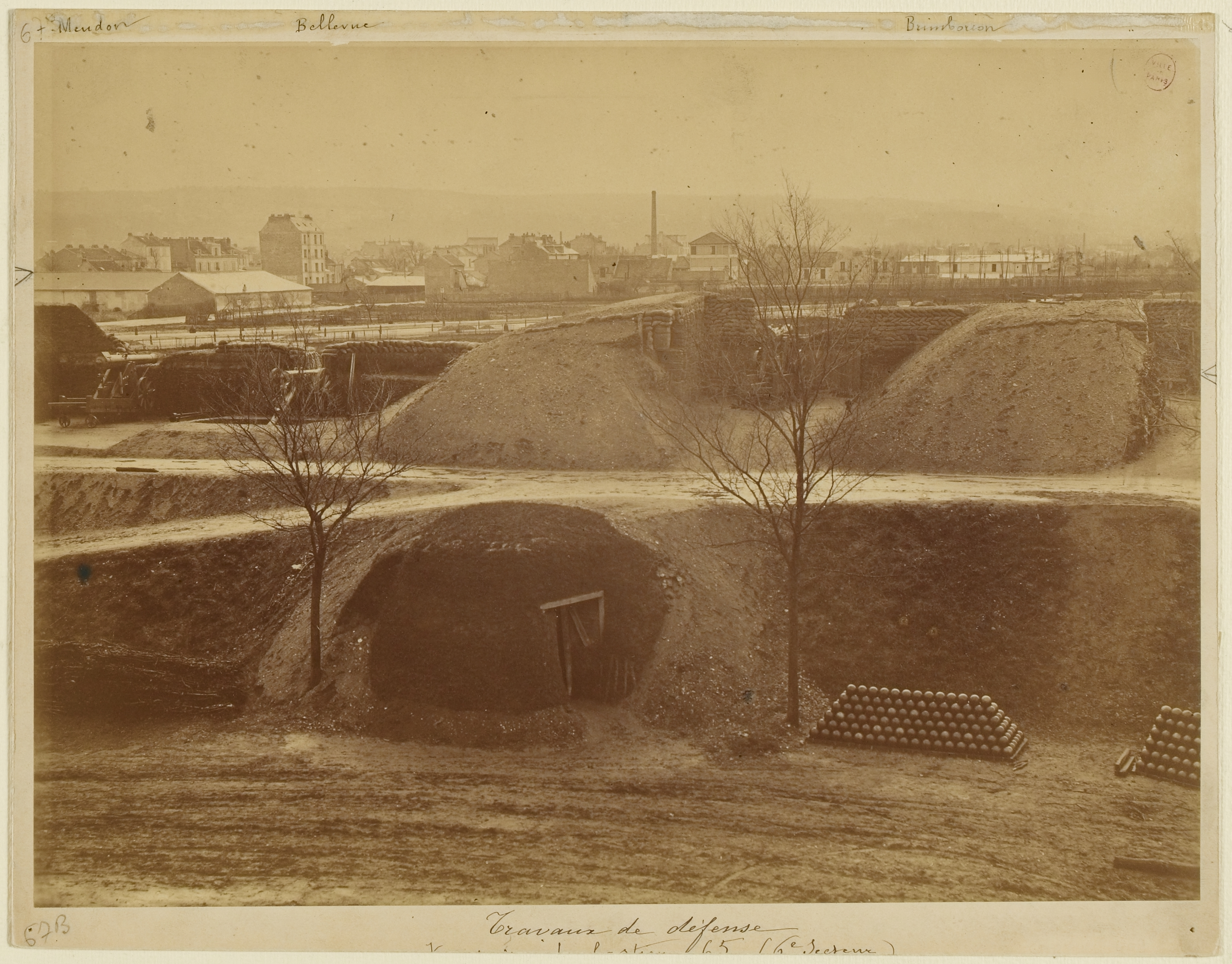
Travaux de défense, près du bastion 65, durant le siège de Paris.

### Porte de Saint-Cloud
Historique
Le 22 mai 1871 à 5 heures du matin, au début de la Semaine sanglante, le 3e régiment d'infanterie provisoire de l'armée versaillaise pénètre dans Paris au Point-du-Jour par la porte de Saint-Cloud, suivi par le 17e régiment d'infanterie provisoire.

### Bastion 66
Le bastion no 66 était situé dans le 16e arrondissement.
Voies créées ou existantes
- place de la Porte-de-Saint-Cloud (entre les bastions 65 et 66)
- avenue Dode-de-la-Brunerie (en partie)
- avenue Marcel-Doret (pour partie entre les bastions 66 et 67)
- porte du Point-du-Jour (entre les bastions 66 et 67)

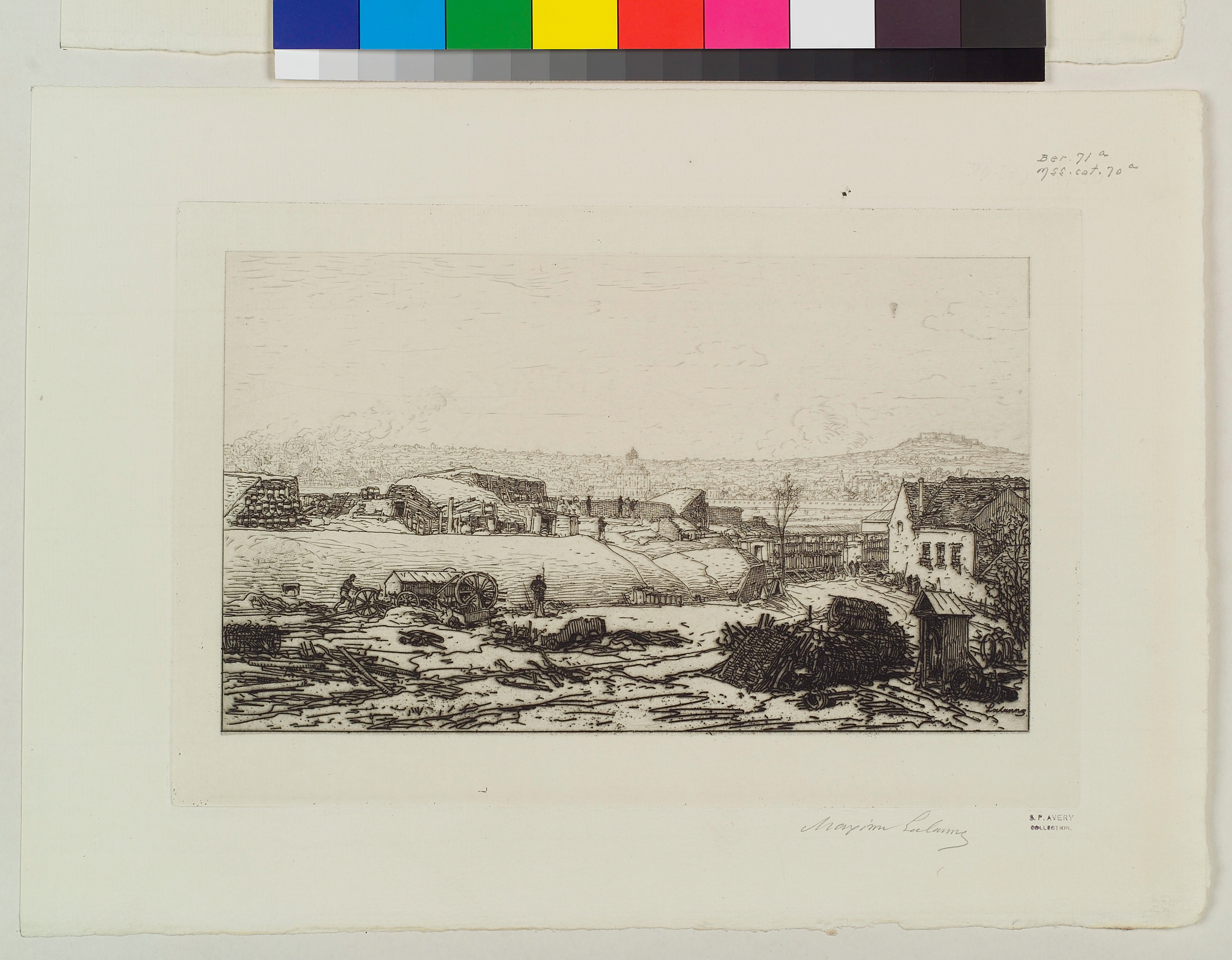
Le bastion 66.
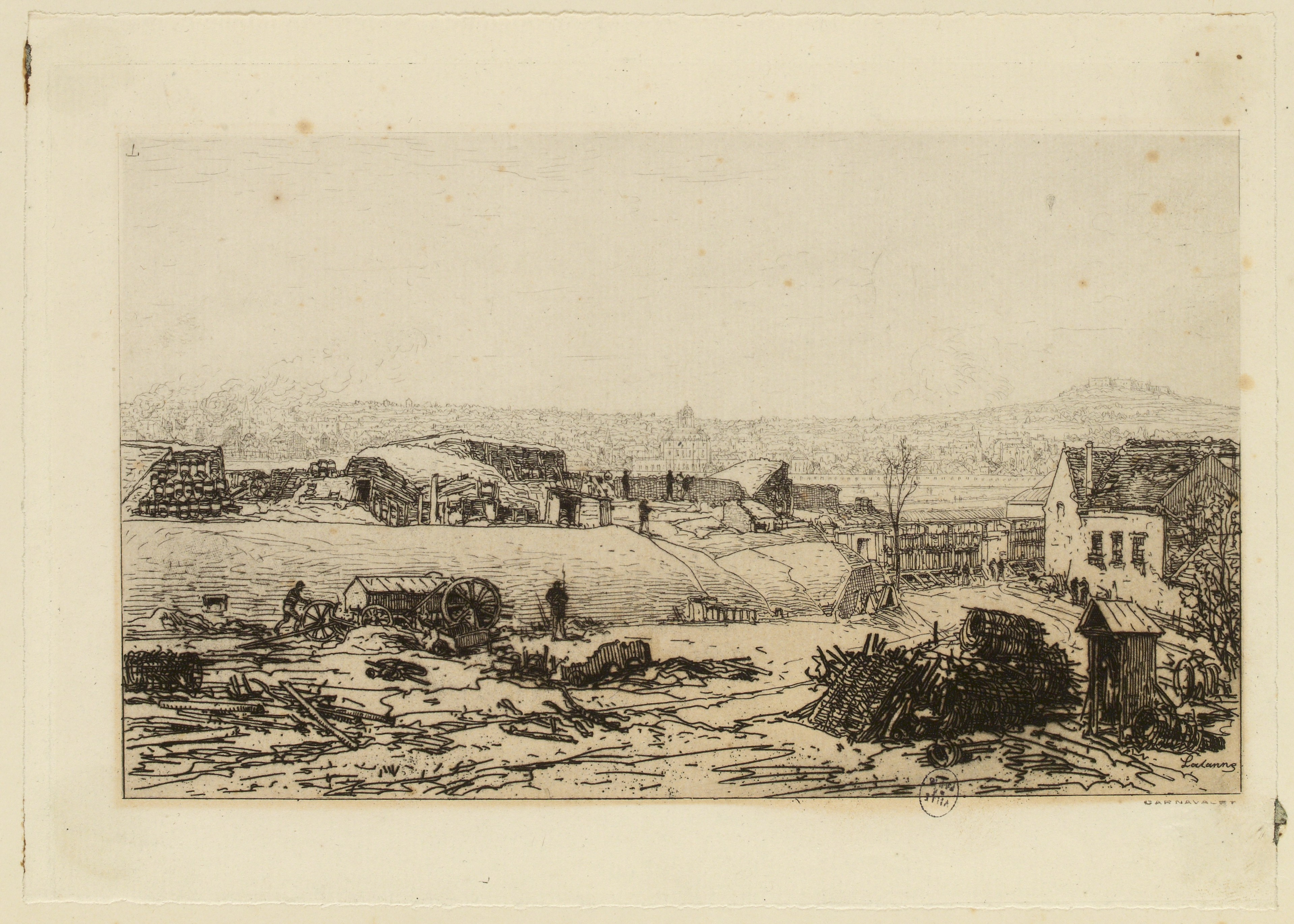
Côté Intérieur de la porte de Versailles avec vue sur Saint Cloud, Montretout et le mont Valérien
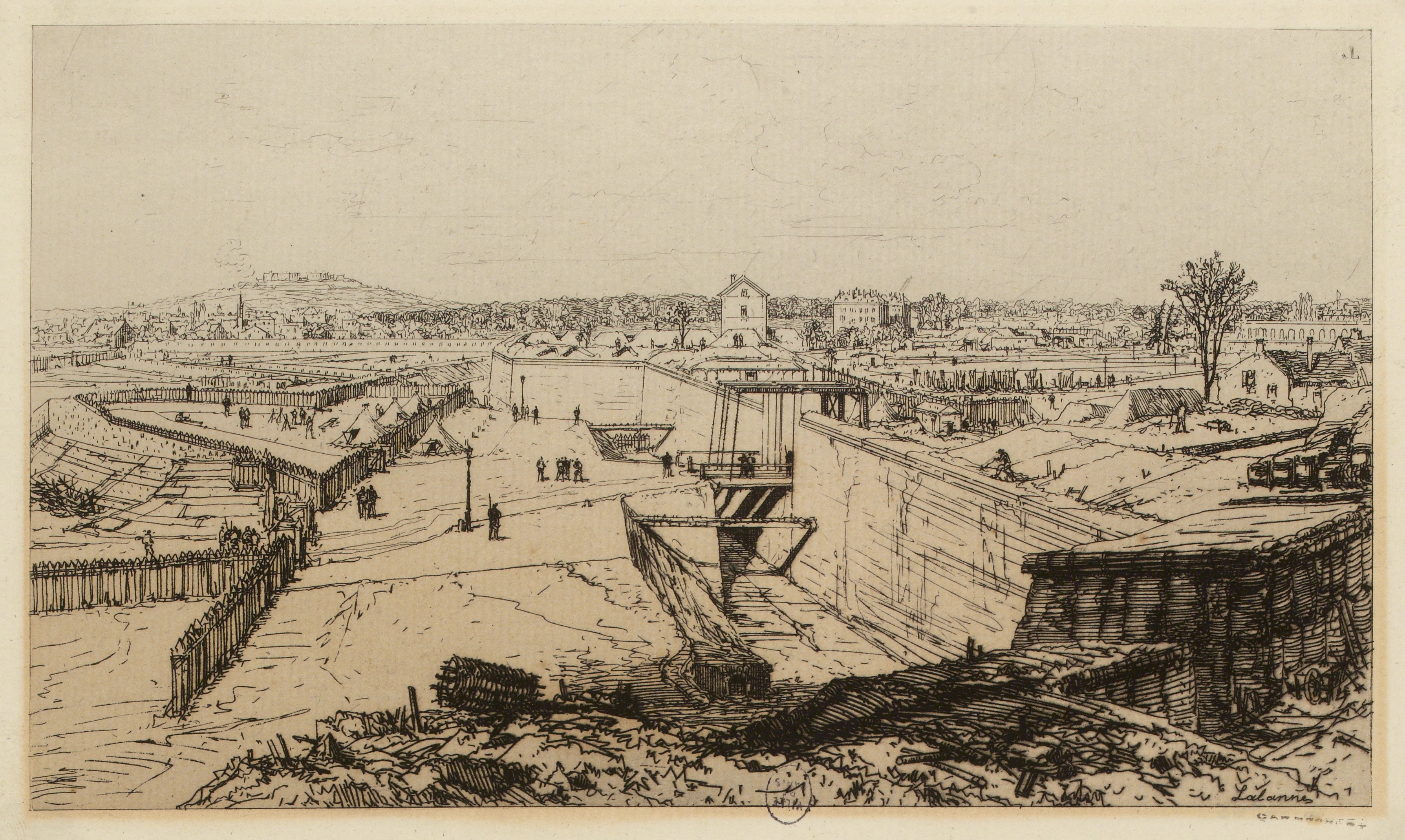
La porte de Versailles et le bastion 66

### Porte du Point-du-Jour

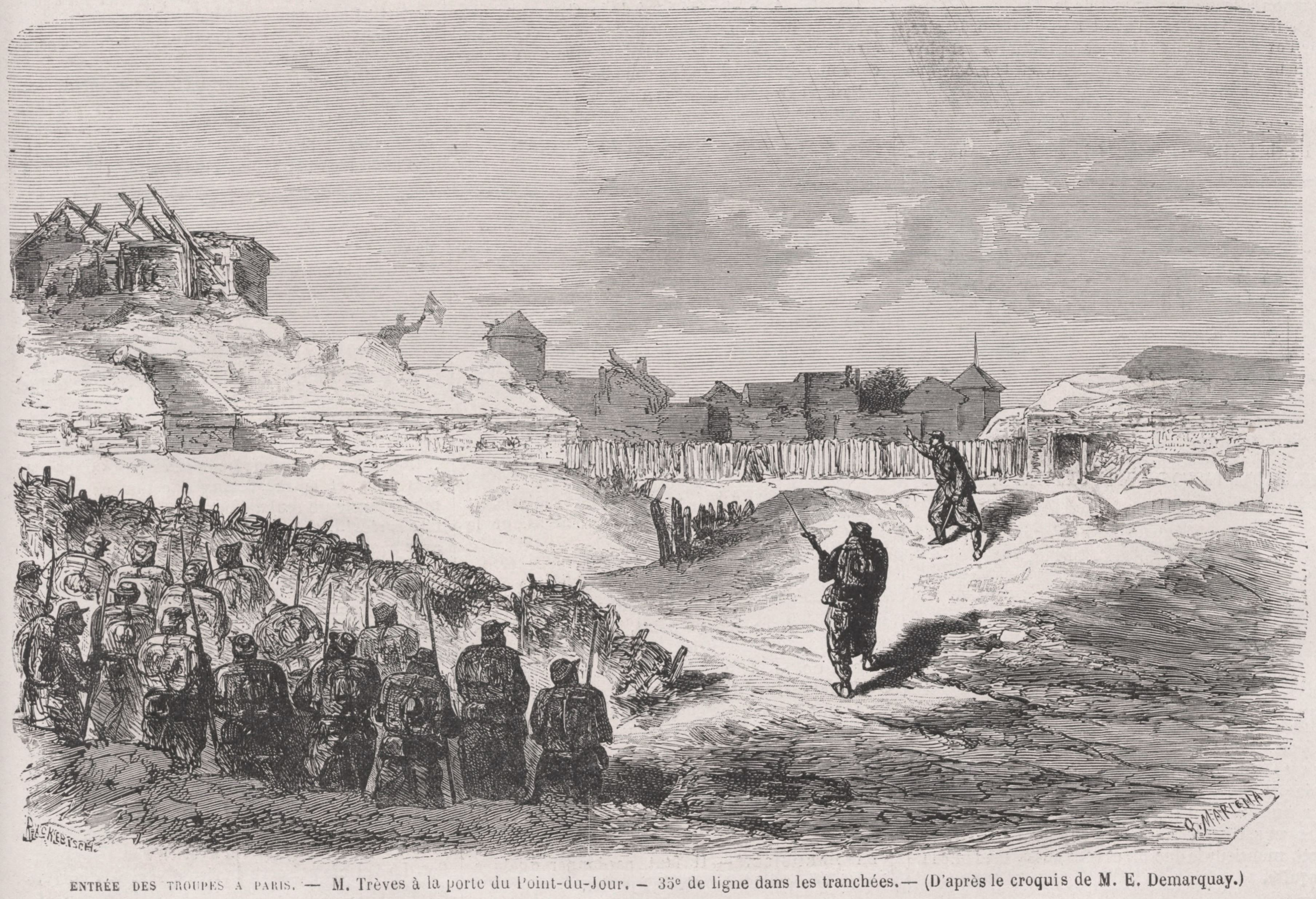
"Entrée des troupes versaillaises à Paris en 1871, à la porte du Point-du-Jour.Le 35e de ligne dans les tranchées..

### Bastions 67 et 67bis
Les bastions nos 67 et 67 bis étaient des éléments de l'ancienne enceinte de Thiers, situé dans le 16e arrondissement.
Voies créées ou existantes
- porte du Point-du-Jour (entre les bastions 66 et 67)
- avenue Marcel-Doret (pour partie entre les bastions nos 66 et 67)
- rue Abel-Ferry
- rue du Général-Grossetti
- rue du Général-Niox
- square de la Bresse
- porte de Billancourt le bastion no 67 bis et la Seine (rive droite)[82]

### Porte du Bas-Meudon

Porte du Bas-Meudon
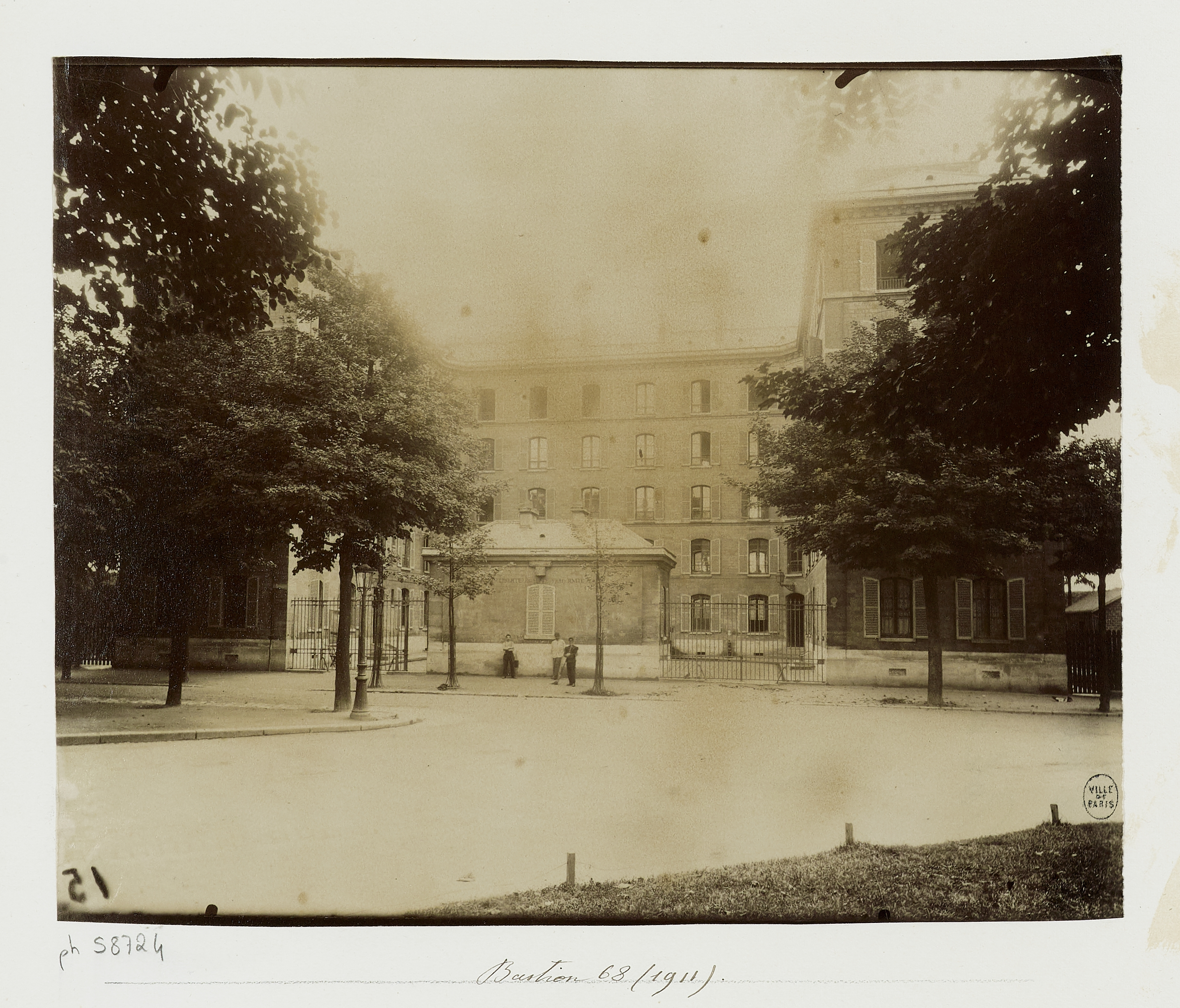

### Bastion 68
Le bastion no 68 était situé dans le 15e arrondissement.
Historique
Le bastion comportait une caserne de l'octroi.
Voie créée ou existante
- porte du Bas-Meudon entre la Seine (rive gauche) et le bastion no 68[85]

Le bastion 68 : Poterne de Javel
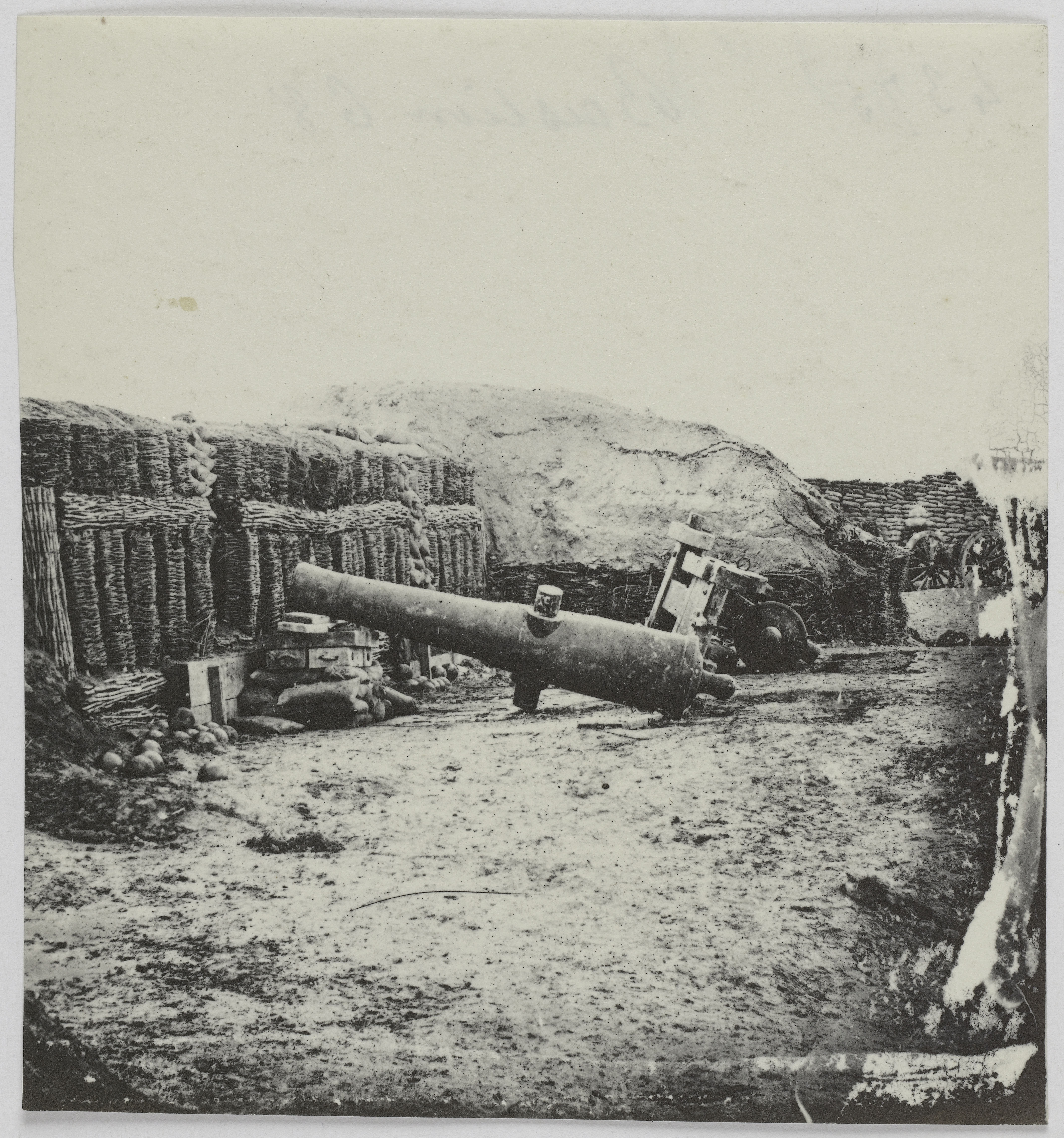
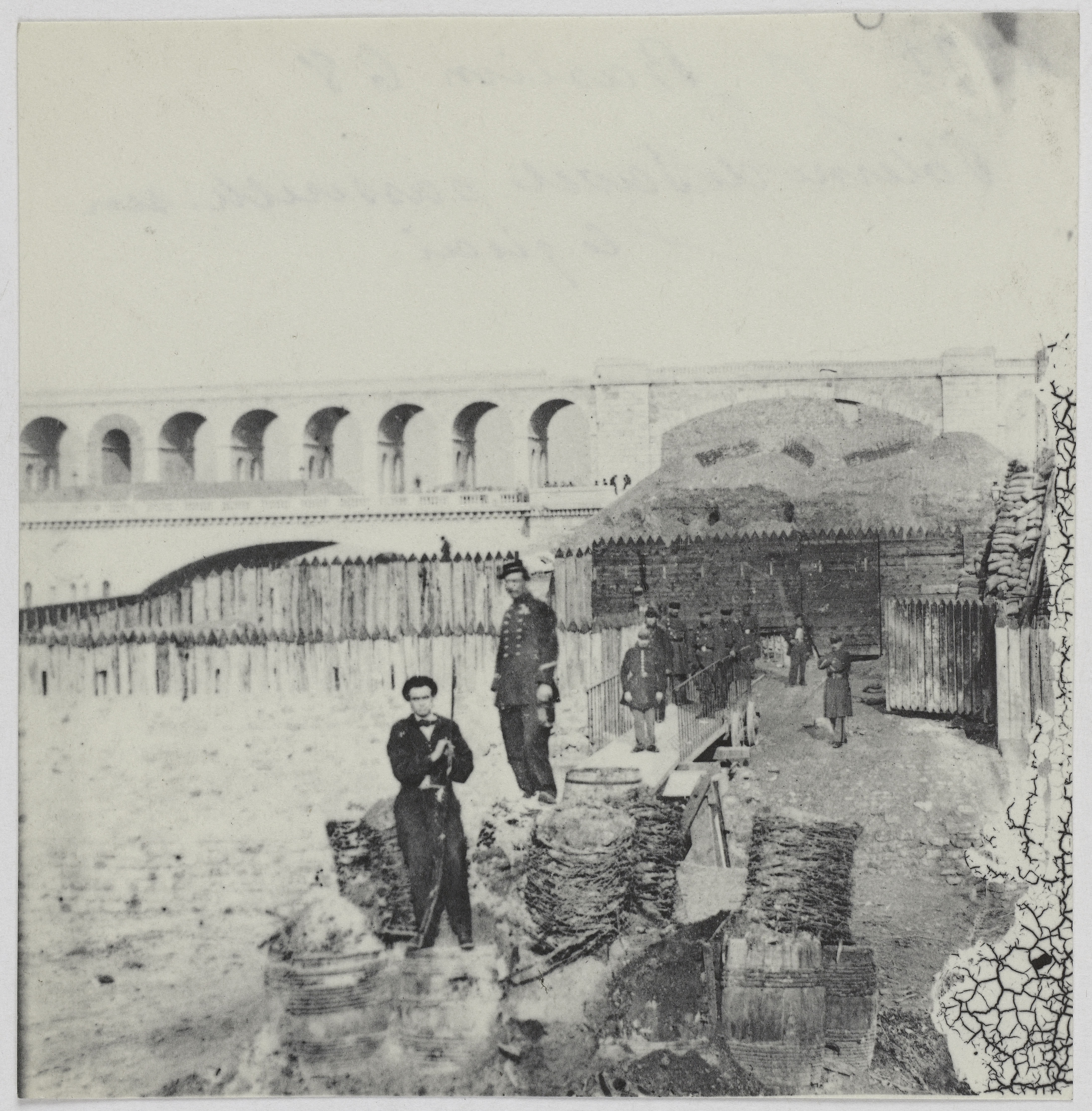
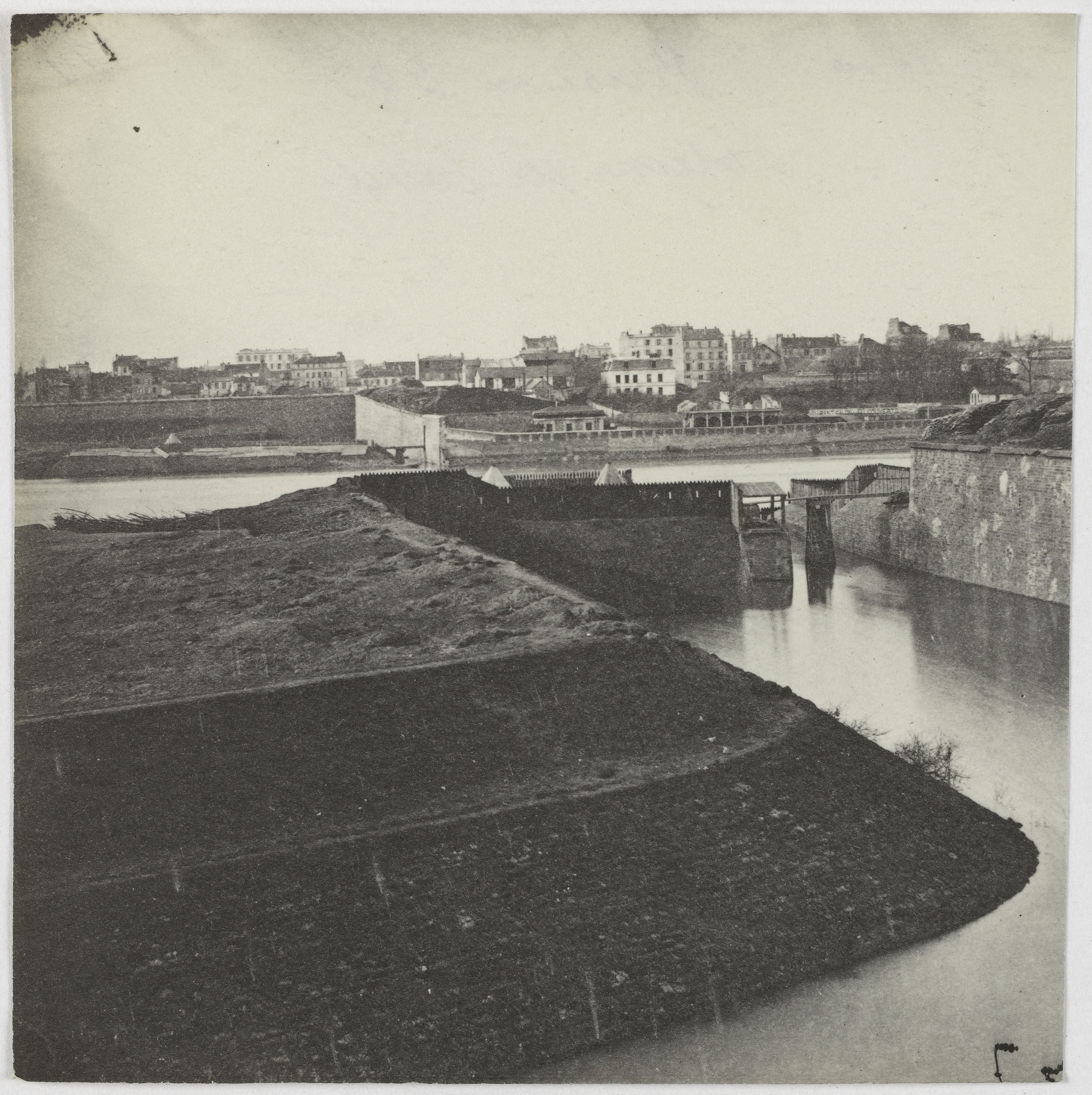
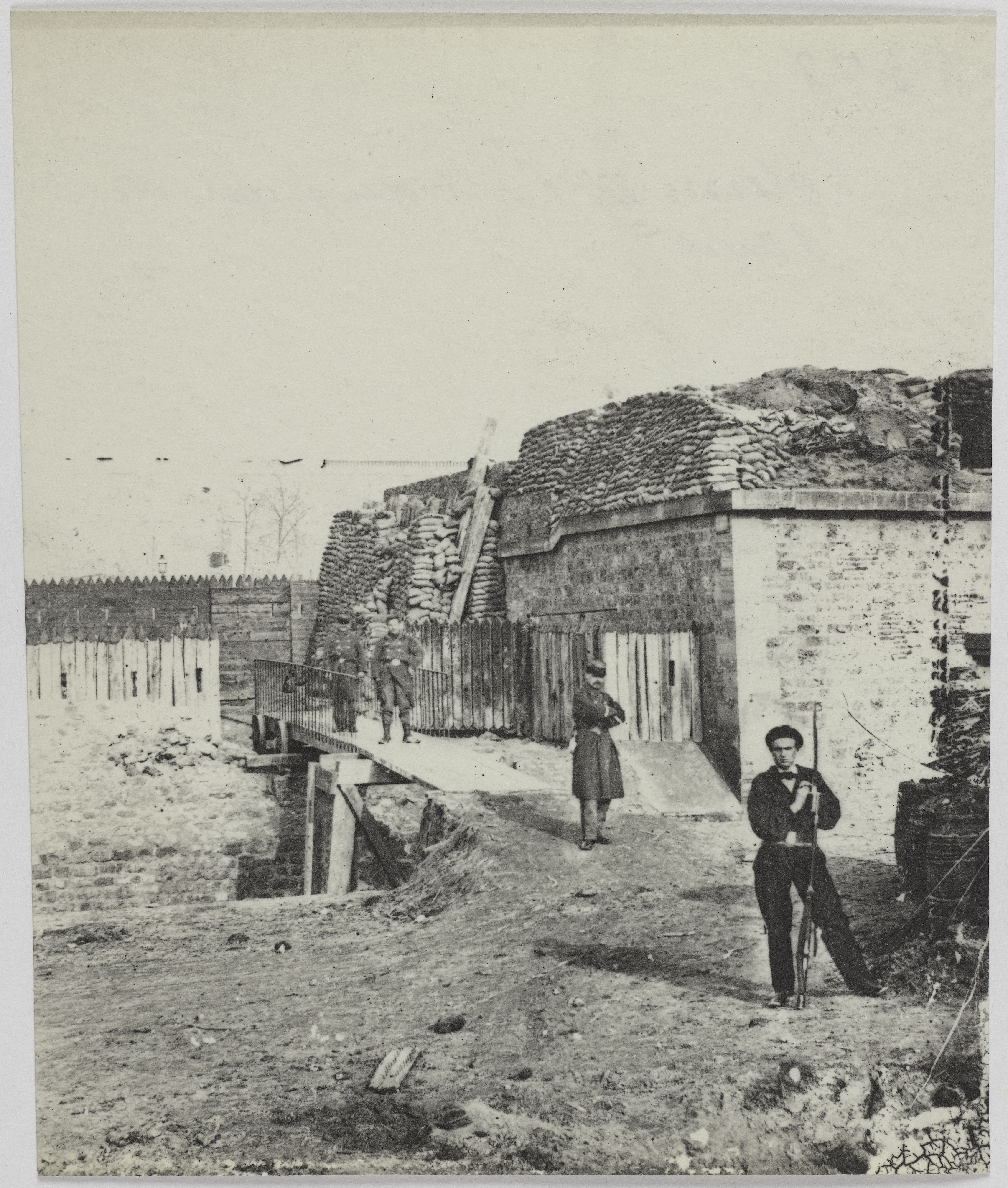
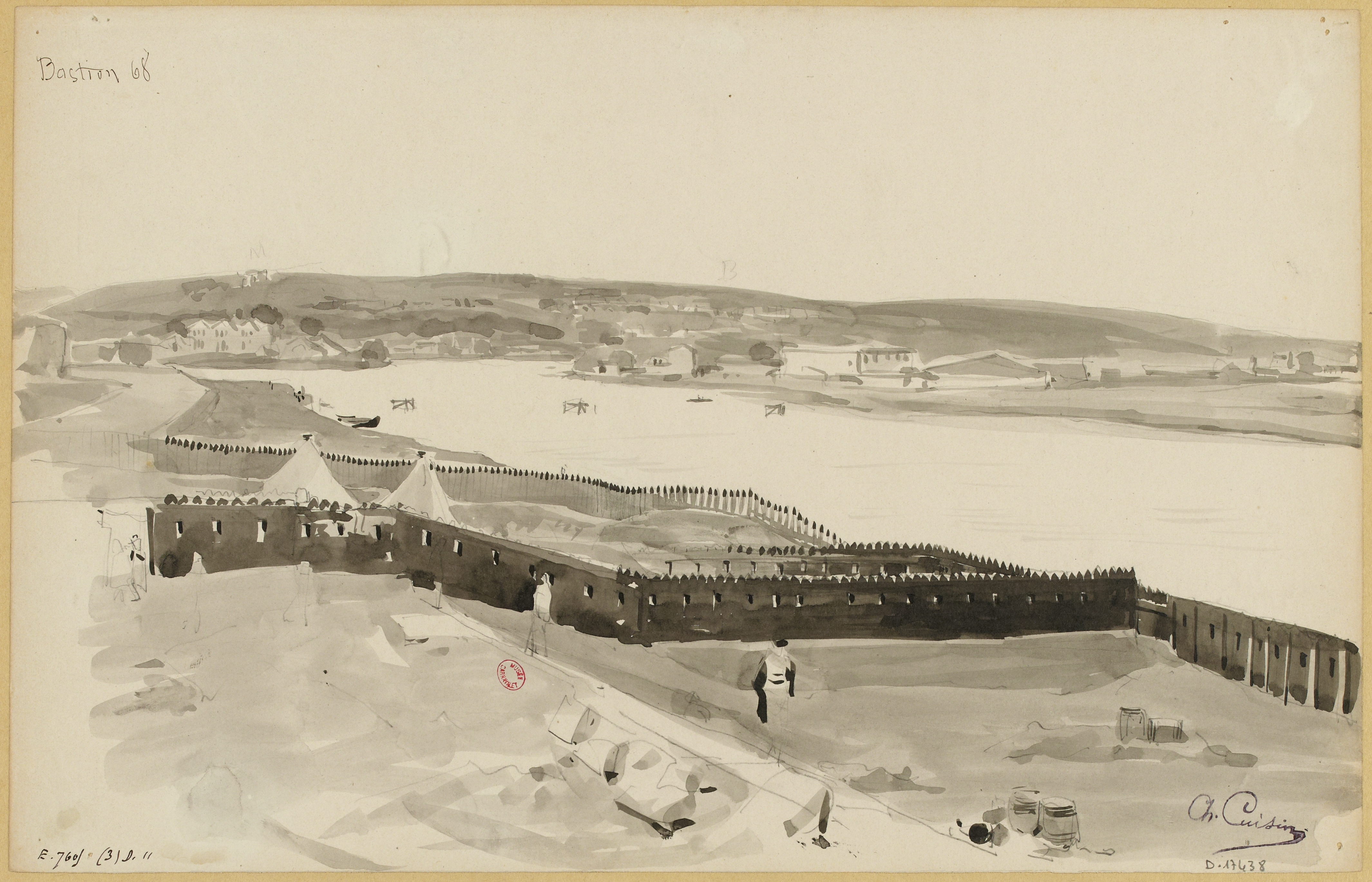

### Bastion 69
Le bastion no 69 était situé dans le 15e arrondissement.
Voies créées ou existantes
- avenue de la Porte-de-Sèvres (entre les bastions no 69 et 70)
- porte de Sèvres entre les bastions nos 69 et 70[86]

### Bastion 70
Le bastion no 70 était situé dans le 15e arrondissement.
Voies créées ou existantes
- porte de Sèvres entre les bastions nos 69 et 70[86]
- avenue de la Porte-de-Sèvres (entre les bastions nos 69 et 70)
- rue de la Porte-d'Issy (entre les bastions nos 70 et 71)
- porte d'Issy entre les bastions nos 70 et 71[88]

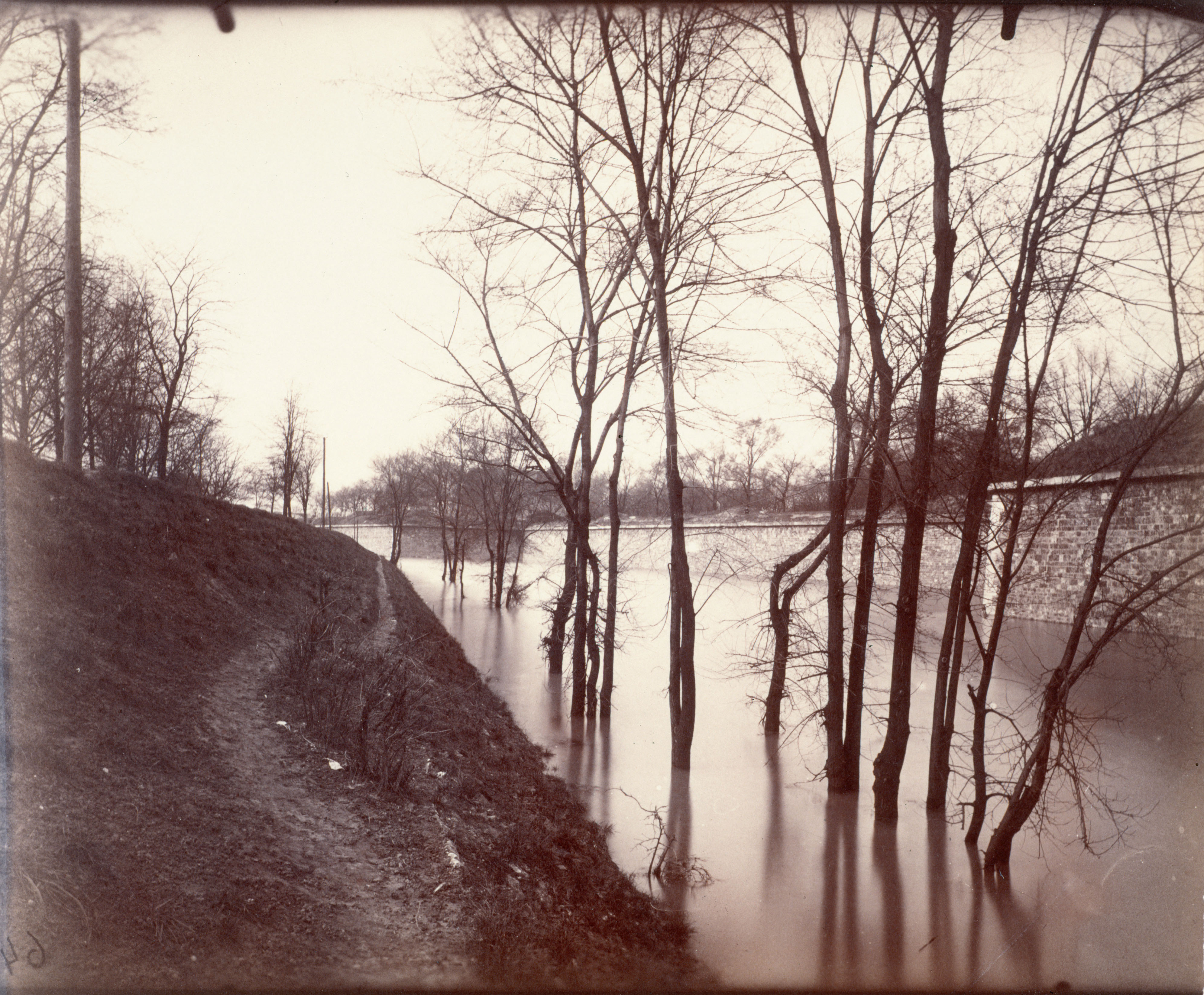
Fortifications des bastions vers la porte de Sèvres en 1923.
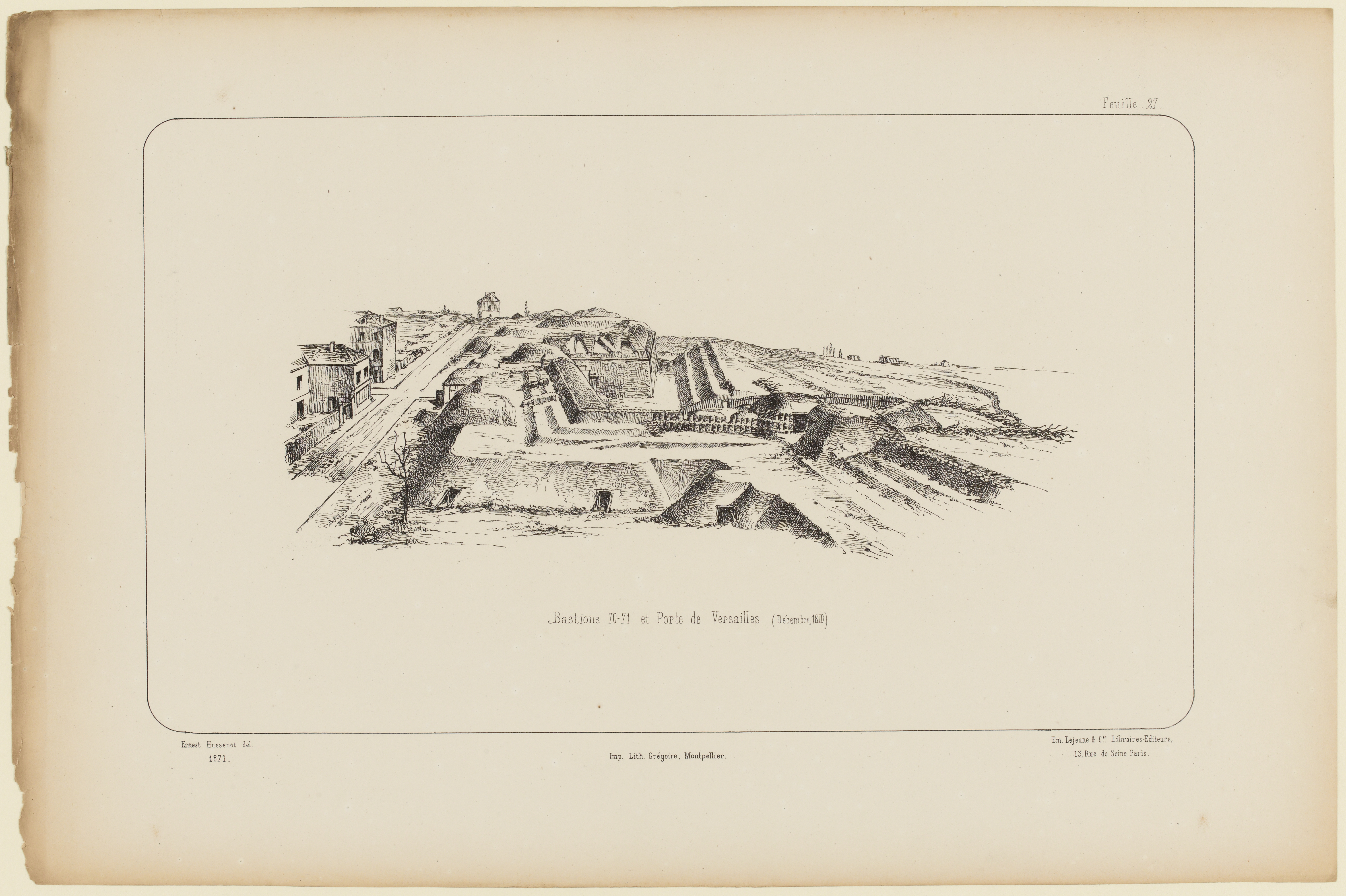
Bastions 70-71 et porte de Versailles en décembre 1870

### Bastion 71
Le bastion no 71 était situé dans le 15e arrondissement.
Voies créées ou existantes
- porte d'Issy entre les bastions nos 70 et 71[88]
- avenue Ernest-Renan (pour partie entre les bastions nos 71 et 72)
- place de la Porte-de-Versailles (entre les bastions nos 71 et 72)
- porte de Versailles (entre les bastions nos 71 et 72)[88]

### Porte de Versailles

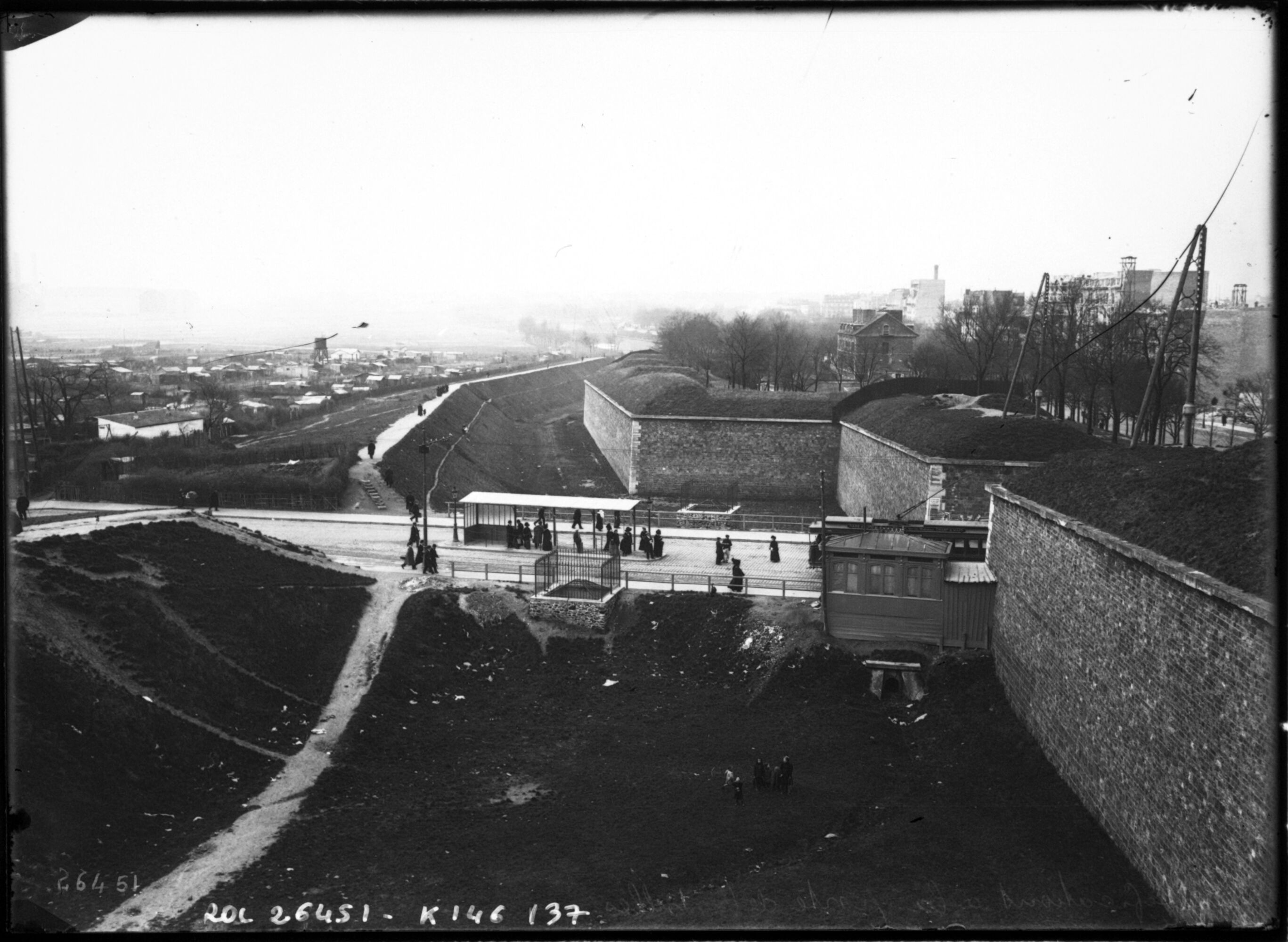
Fortifications de la porte de Versailles .

### Bastion 72
Le bastion no 72 était situé dans le 15e arrondissement.
Voies créées ou existantes
- porte de Versailles (entre les bastions nos 71 et 72)
- avenue Ernest-Renan (pour partie entre les bastions nos 71 et 72)
- place de la Porte-de-Versailles (entre les bastions nos 71 et 72)
- avenue de la Porte-de-la-Plaine (pour partie entre les bastions nos 72 et 73)
- poterne de la Plaine entre les bastions nos 72 et 73[89]

### Bastion 73
Le bastion no 73 était situé dans le 15e arrondissement.
Historique
Le bastion comportait un poste caserne. 
Voies créées ou existantes
- poterne de la Plaine entre les bastions nos 72 et 73[89]
- avenue de la Porte-de-la-Plaine (pour partie entre les bastions nos 72 et 73)
- rue Gaston-Boissier
- rue Thureau-Dangin
- square du Cardinal-Verdier
- avenue Albert-Bartholomé (limite sud des bastions nos 73 et 74)
- avenue de la Porte-de-Plaisance
- porte de Plaisance entre les bastions nos 73 et 74

### Bastion 74
Le bastion no 74 était situé dans le 15e arrondissement.
Voies créées ou existantes
- porte de Plaisance (entre les bastions nos 73 et 74)
- avenue Albert-Bartholomé (limite sud des bastions nos 73 et 74)
- rue André-Theuriet
- rue Antonin-Mercié
- rue Jean-Sicard
- rue Léon-Dierx
- square du Docteur-Calmette
- avenue de la Porte-Brancion (entre les bastions  nos 74 et 75)
- porte Brancion, après 1860, entre les bastions nos 74 et 75[91]

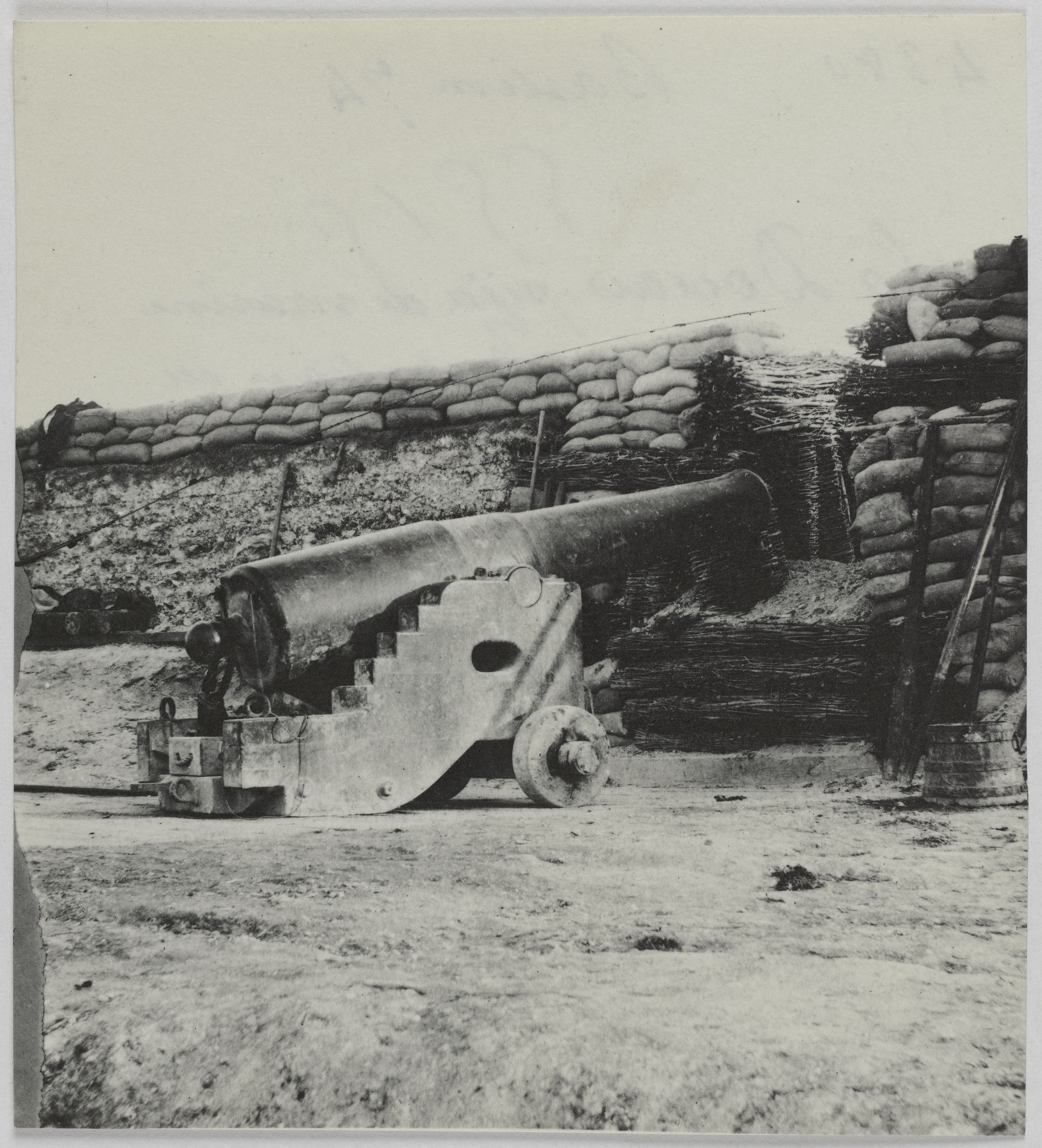
Bastion 74 : « La Douais » pièce de marine qui a bombardé le château de Meudon entre le 28 janvier et le 16 mars 1871.

### Bastion 75
Le bastion no 75 était situé dans le 15e arrondissement.
Voies créées ou existantes
- porte Brancion, après 1860, entre les bastions nos 74 et 75[91]
- avenue de la Porte-Brancion (entre les bastions nos 74 et 75)
- Passage du chemin de fer de Bretagne[91]
- place de la Porte-de-Vanves
- porte de Vanves entre les bastions nos 75 et 76[91]

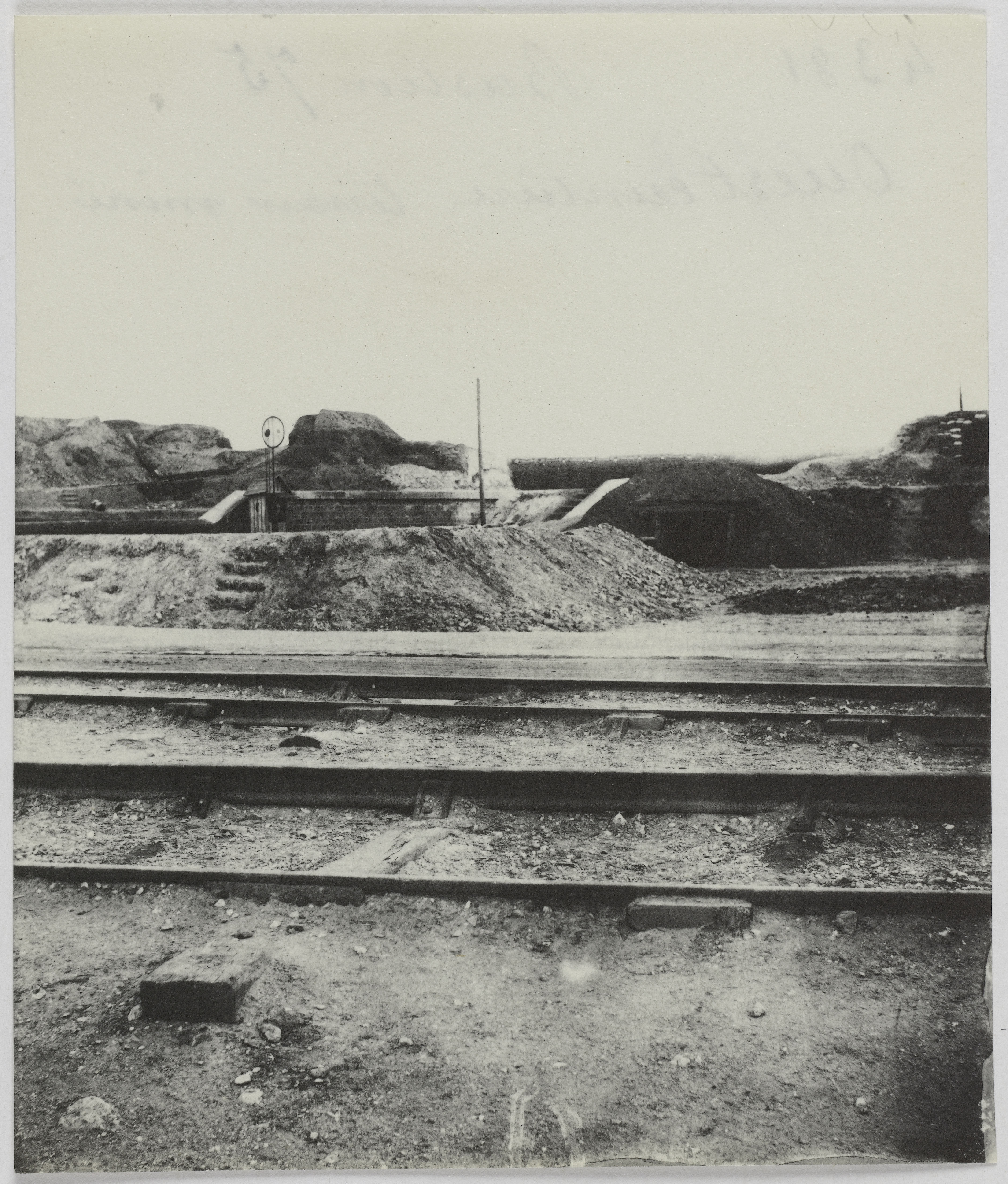
Bastion 75 : Ouest ceinture, terrain miné.

### Bastion 76
Le bastion no 76 était situé dans le 14e arrondissement.
Historique
Le bastion comportait une caserne d'octroi. 
Voies créées ou existantes
- porte de Vanves entre les bastions nos 75 et 76[92]
- rue du Colonel-Monteil
- rue du Général-Humbert
- rue Maurice-Bouchor (et bastion no 77)
- rue Pierre-Le-Roy
- rue Prévost-Paradol
- rue Wilfrid-Laurier
- avenue de la Porte-Didot (entre les bastions nos 76 et 77)
- Porte Didot, après 1860, (entre les bastions nos 76 et 77)

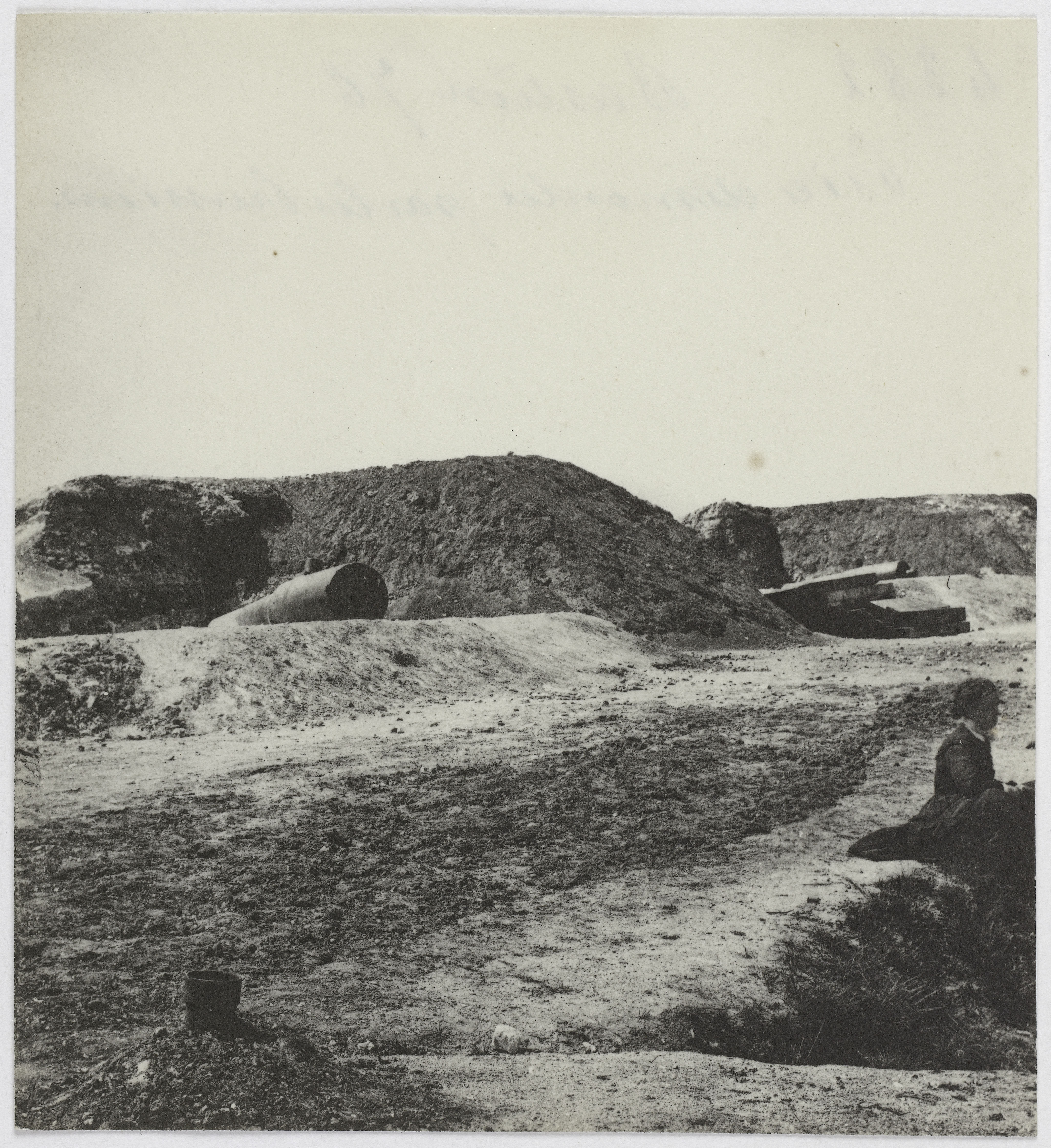
Bastion 76 : pièces démontées par les Prussiens.

### Bastion 77
Le bastion no 77 était situé dans le 14e arrondissement.
Historique
Le bastion comportait un poste caserne qui servit comme 3e bureau de recrutement.
Voies créées ou existantes
- Porte Didot, après 1860, (entre les bastions nos 76 et 77)
- avenue de la Porte-Didot (entre les bastions nos 76 et 77)
- rue du Général-Séré-de-Rivières
- avenue Georges-Lafenestre
- rue du Lieutenant-Lapeyre
- rue Maurice-Bouchor (et bastion no 76)

### Bastion 78
Le bastion no 78 était situé dans le 14e arrondissement.
Historique
Le bastion comportait une caserne d'octroi. 
Voies créées ou existantes
- avenue du Général-Maistre
- rue du Général-de-Maud'Huy
- rue Henry-de-Bournazel
- place de la Porte-de-Châtillon (entre les bastions no 78 et 79)
- porte de Châtillon entre les bastions no 78 et 79[95]

### Bastion 79
Le bastion no 79 était situé dans le 14e arrondissement.
Historique
Le bastion comportait un bâtiment d'octroi. 
Voies créées ou existantes
- porte de Châtillon entre les bastions no 78 et 79[95]
- place de la Porte-de-Châtillon (entre les Bastions 78 et 79)
- rue Achille-Luchaire
- rue Albert-Sorel
- rue Charles-Le-Goffic
- rue Edmond-Rousse
- avenue Ernest-Reyer (en partie)
- rue Gustave-Le-Bon
- rue Nicolas-Taunay
- avenue de la Porte-de-Montrouge (en partie)
- Porte de Montrouge
- Porte d'Orléans

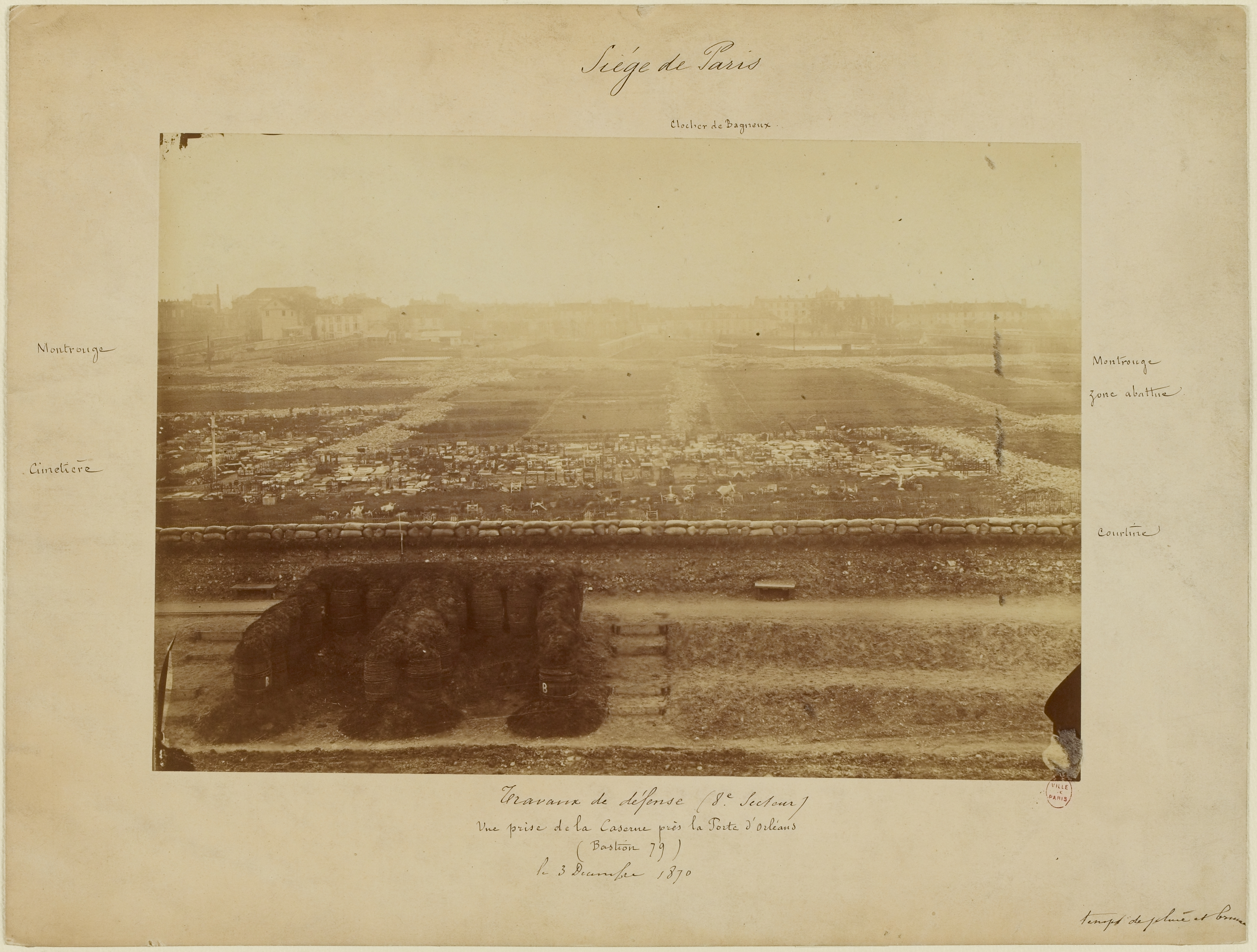
Travaux de défense, durant le siège de Paris. Vue prise de la caserne près la porte d'Orléans

### Porte d'Orléans

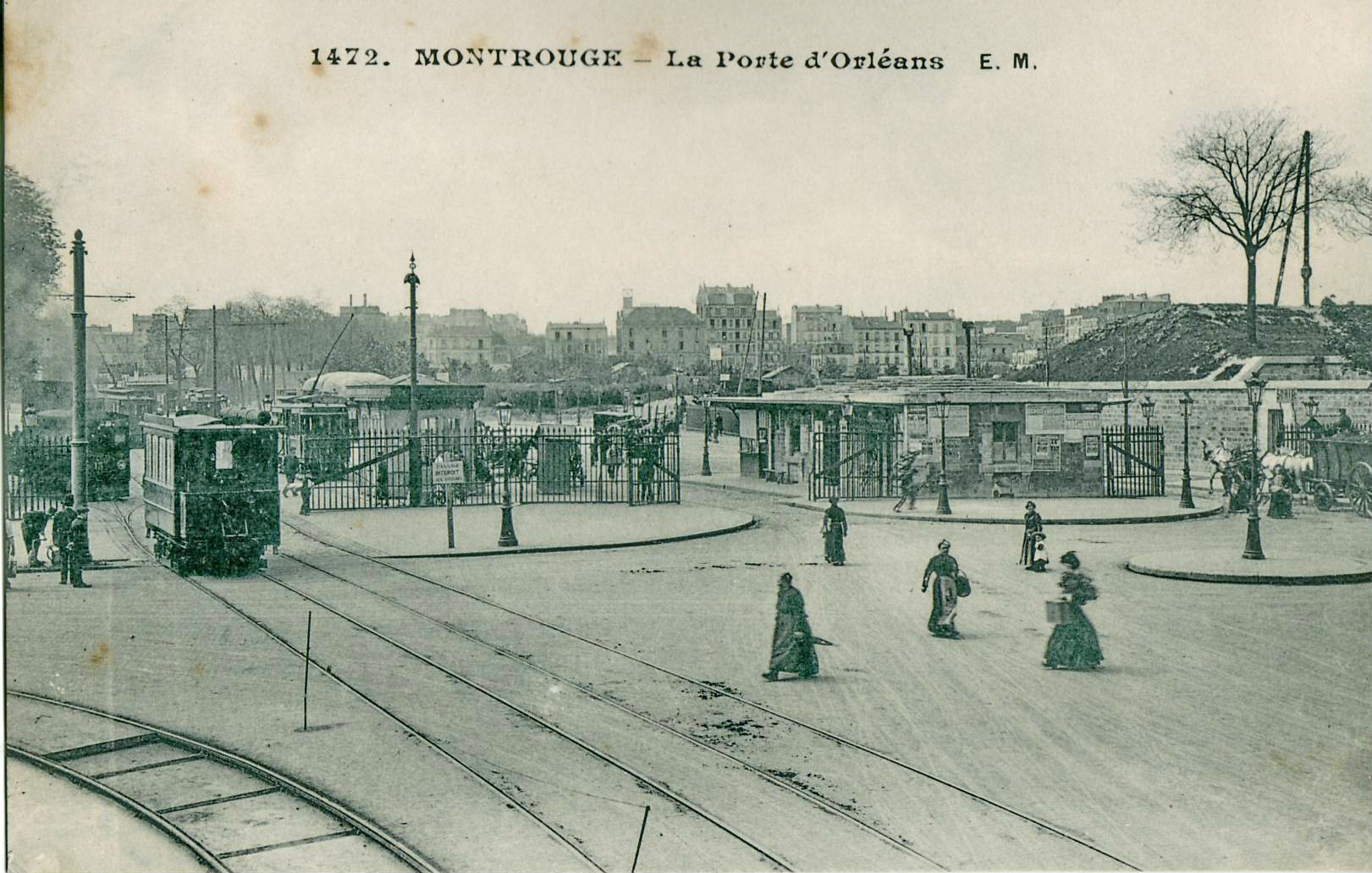
La porte d'Orléans, avant la Première Guerre mondiale avec au premier plan des voies de l'Arpajonnais.

### Bastion 80

Le bastion 80
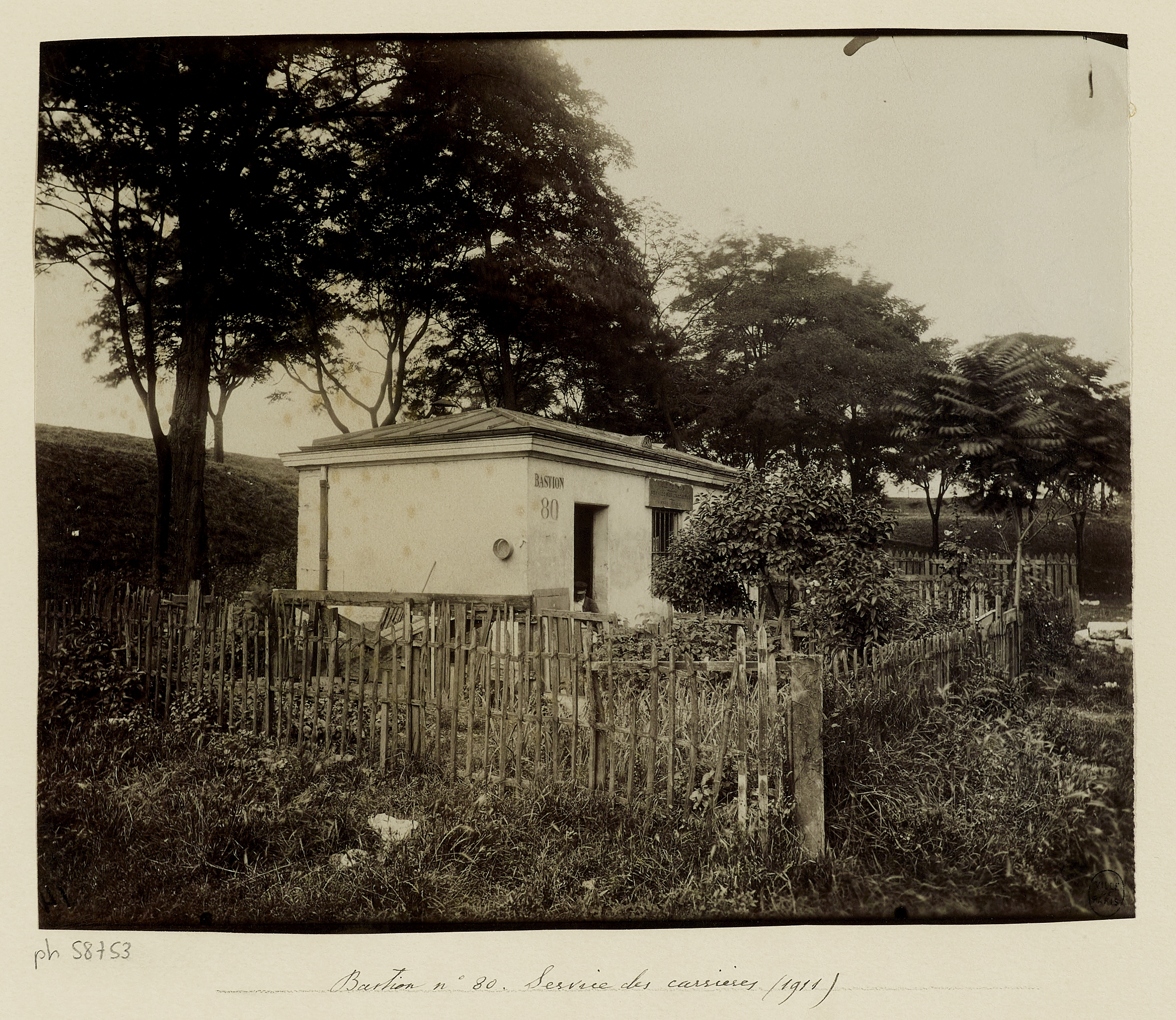

Le bastion no 80 était situé dans le 14e arrondissement.
Voies créées ou existantes
- Porte de Montrouge
- Porte d'Orléans
- place du 25-Août-1944
- rue Georges-de-Porto-Riche
- rue Henri-Barboux
- rue Le Brix-et-Mesmin
- rue Monticelli
- avenue Paul-Appell (en partie)

- Le bastion 80

### Bastion 81
Le bastion no 81 était situé dans le 14e arrondissement.
Historique
Le bastion comportait un poste caserne. 
Voies créées ou existantes
- rue Émile-Faguet
- avenue David-Weill (entre les bastions 81 et 82)
- Porte d'Arcueil (entre les bastions 81 et 82)

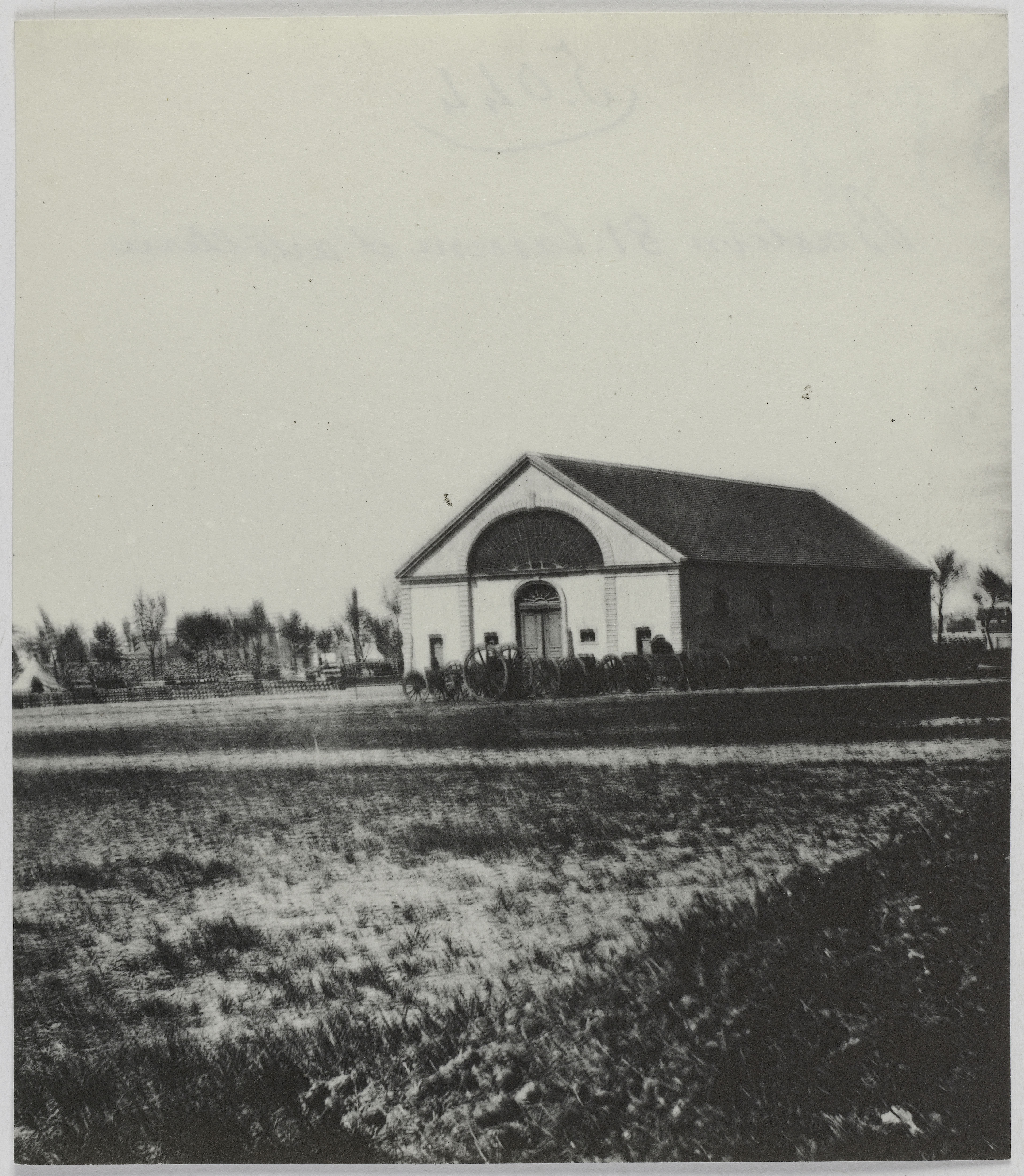
Bastion 81 : Caserne d'artillerie.
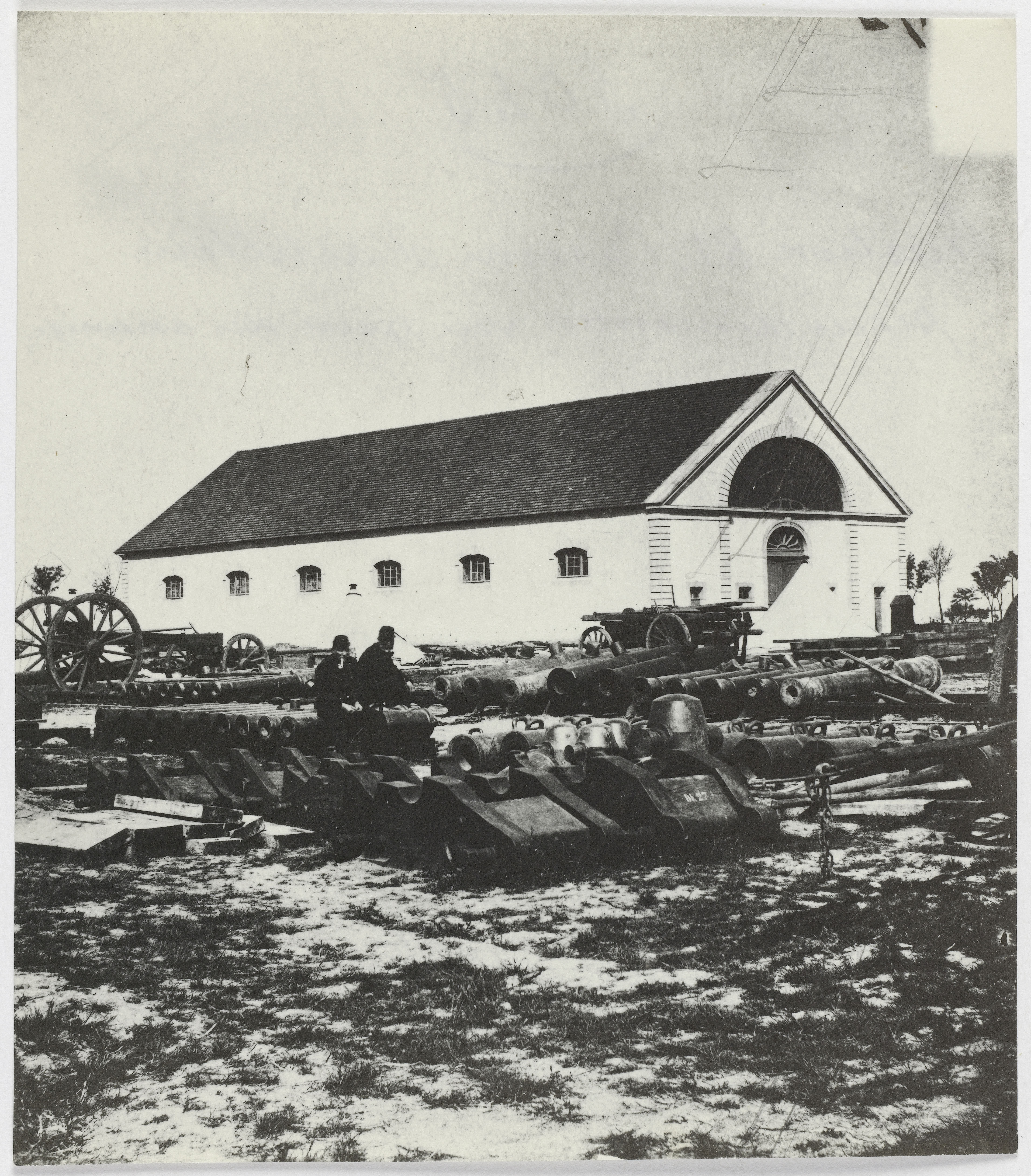
Bastion 81 : Caserne d'artillerie, pièces démontées, vue prise du manège.
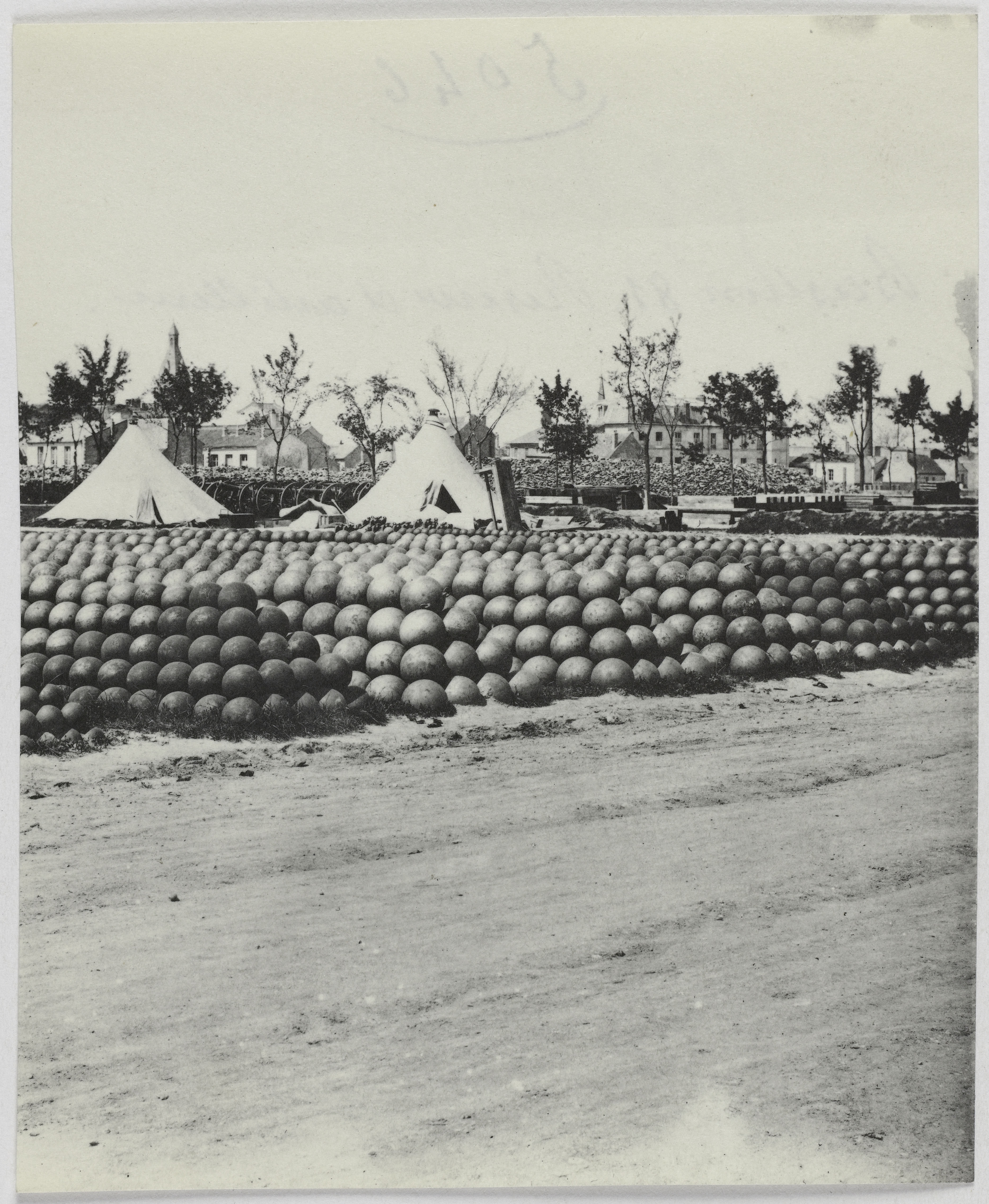
Bastion 81 : Réserve d'artillerie.
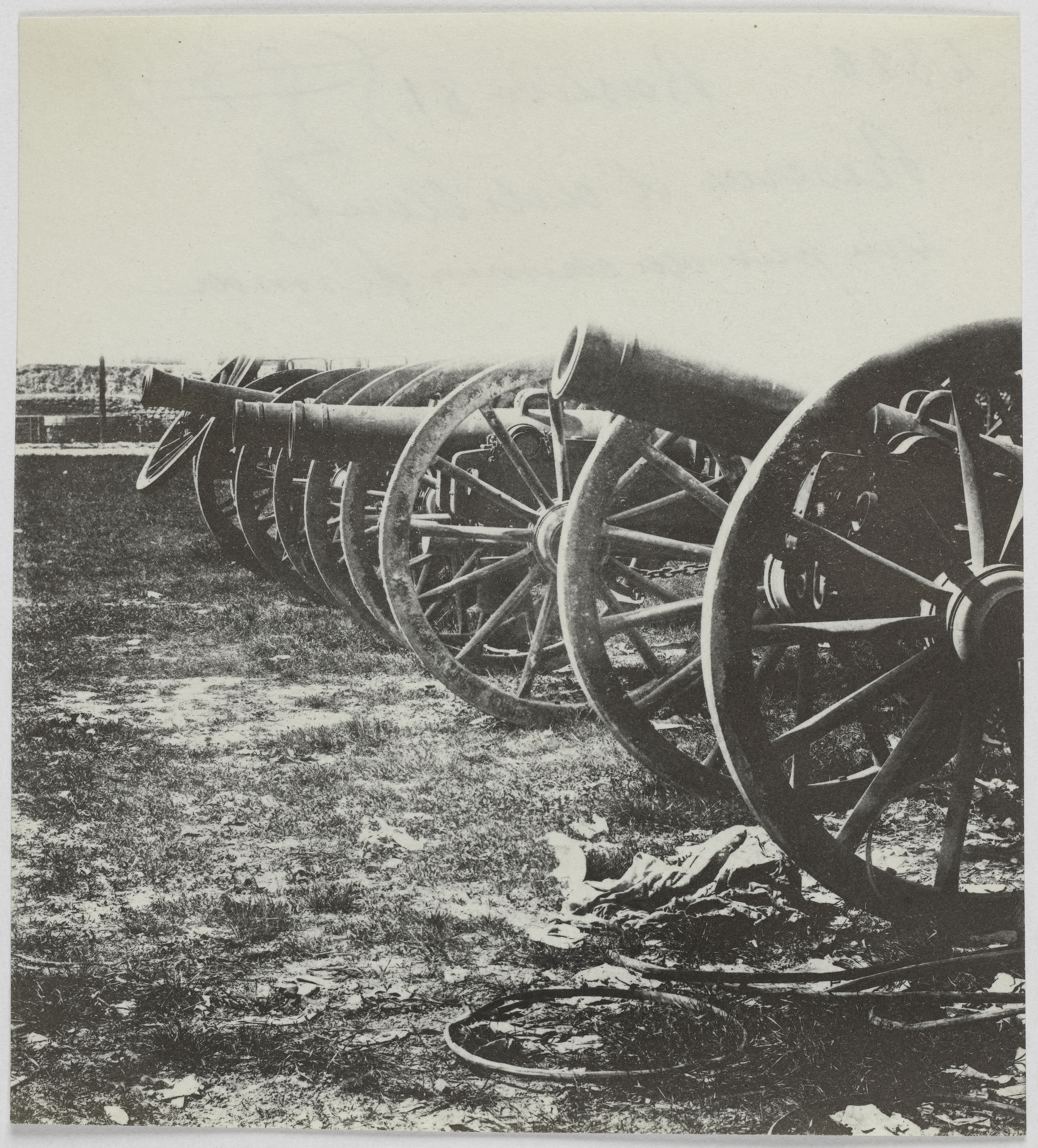
Bastion 81 : Réserve d'artillerie, vue prise du chemin de ronde.

### Porte d'Arcueil

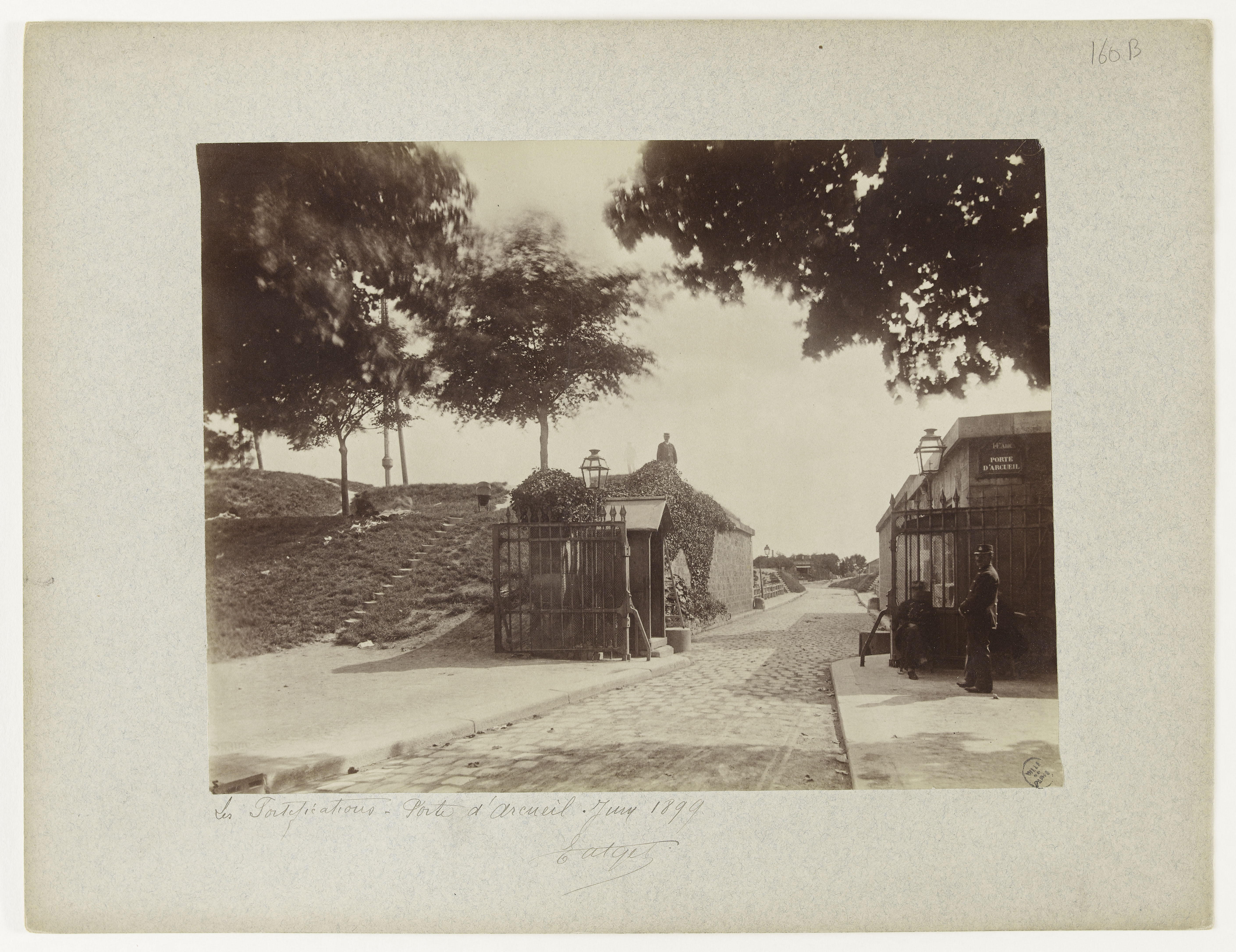
La porte d'Arcueil en 1899.

### Bastion 82
Le bastion no 82 était situé dans le 14e arrondissement.
Historique
Le bastion comportait une caserne d'octroi. 
Voie créée ou existante
- Porte d'Arcueil (entre les bastions 81 et 82)
- avenue David-Weill (entre les bastions 81 et 82)

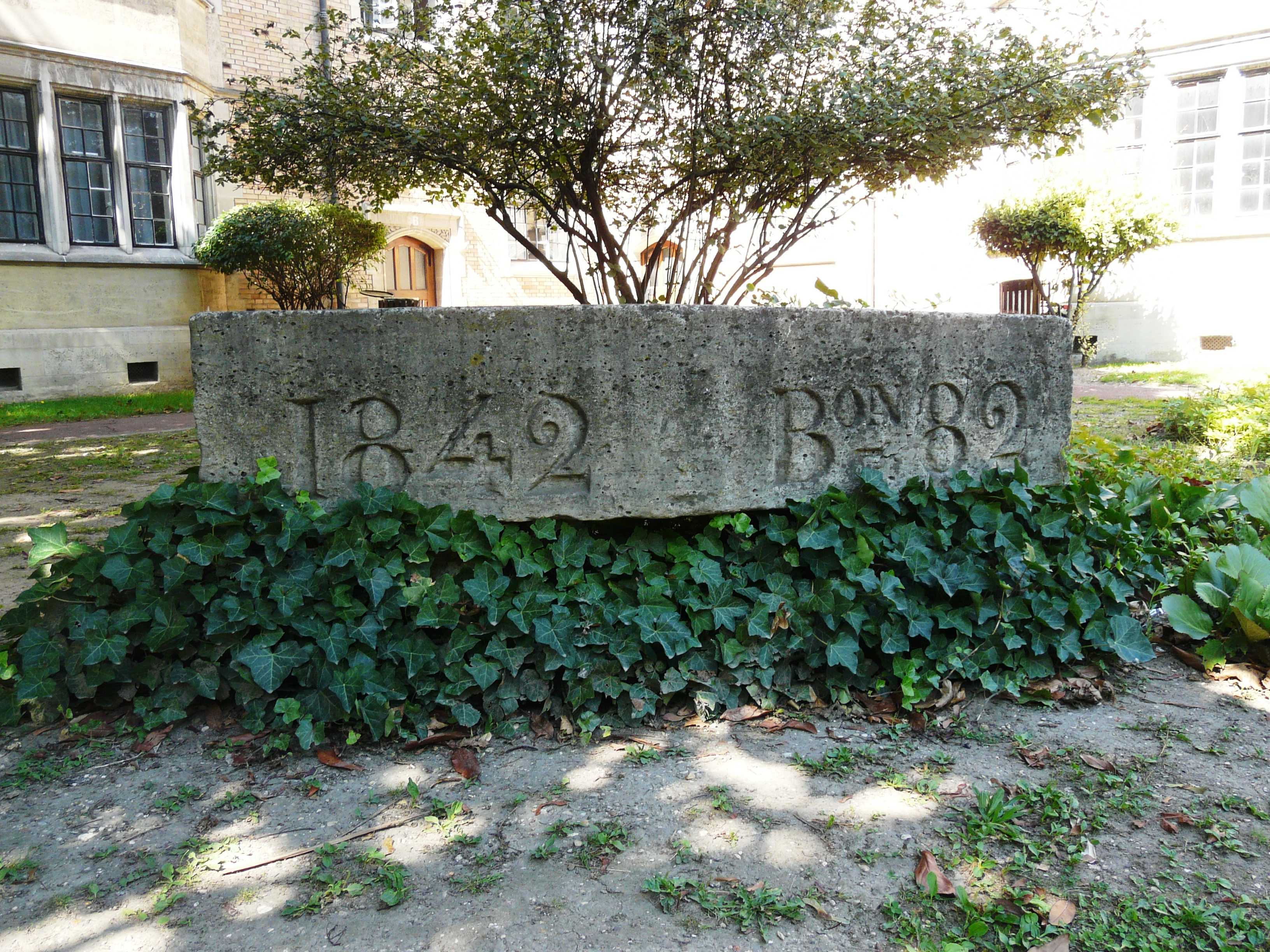
Bastion 82 : Dernier reste du bastion 82 de l'enceinte de Thiers, situé à la Cité internationale universitaire de Paris, derrière le pavillon principal de la Fondation Deutsch.

### Bastion 83
Le bastion no 83 était situé dans le 14e arrondissement.
Voies créées ou existantes
- avenue Pierre-de-Coubertin (entre les bastions nos 83 et 84)
- porte de Gentilly entre les bastions nos 83 et 84[96]

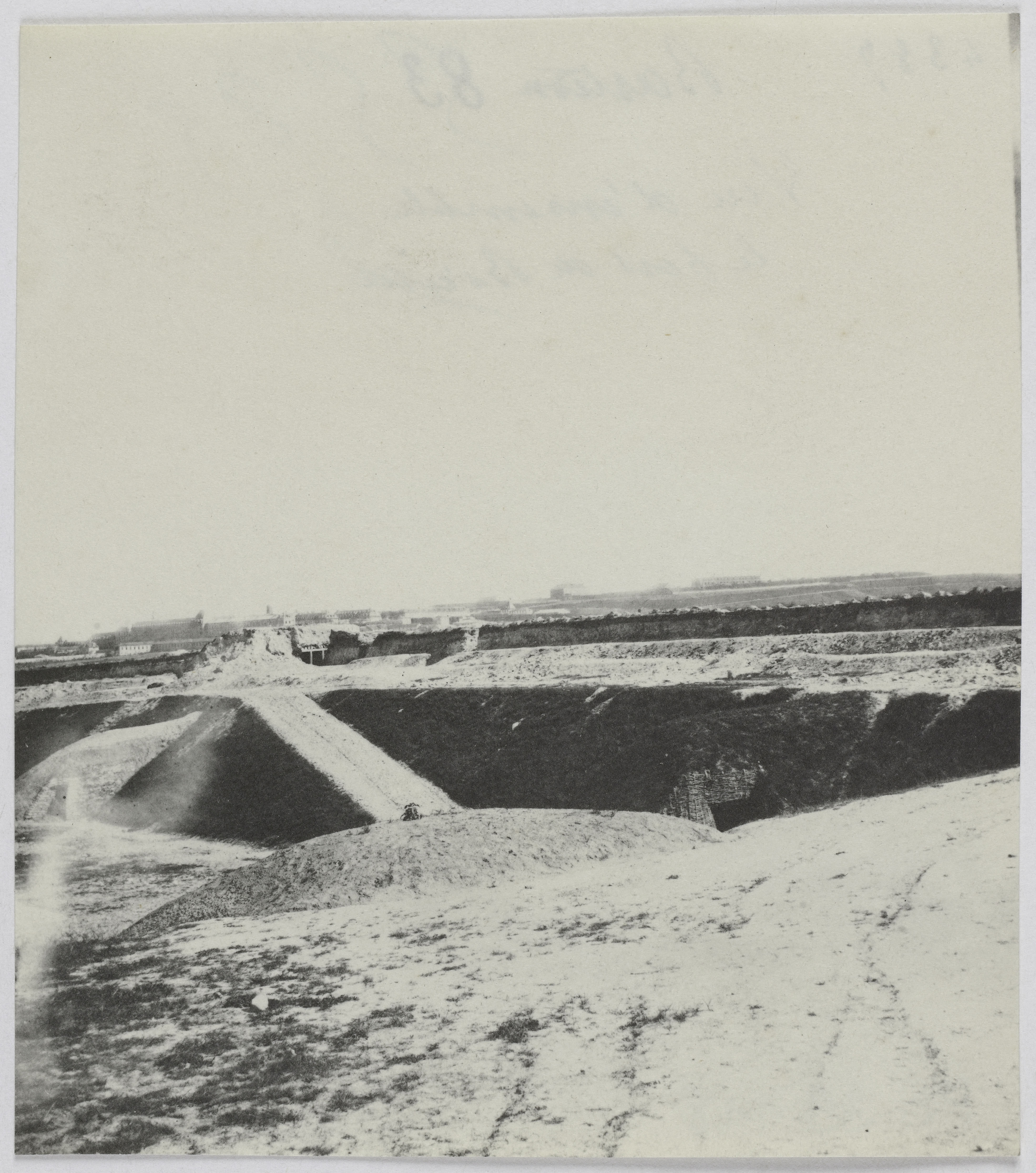
Bastion 83 : Vue d'ensemble et vue sur le fort de Bicêtre.

### Porte de Gentilly

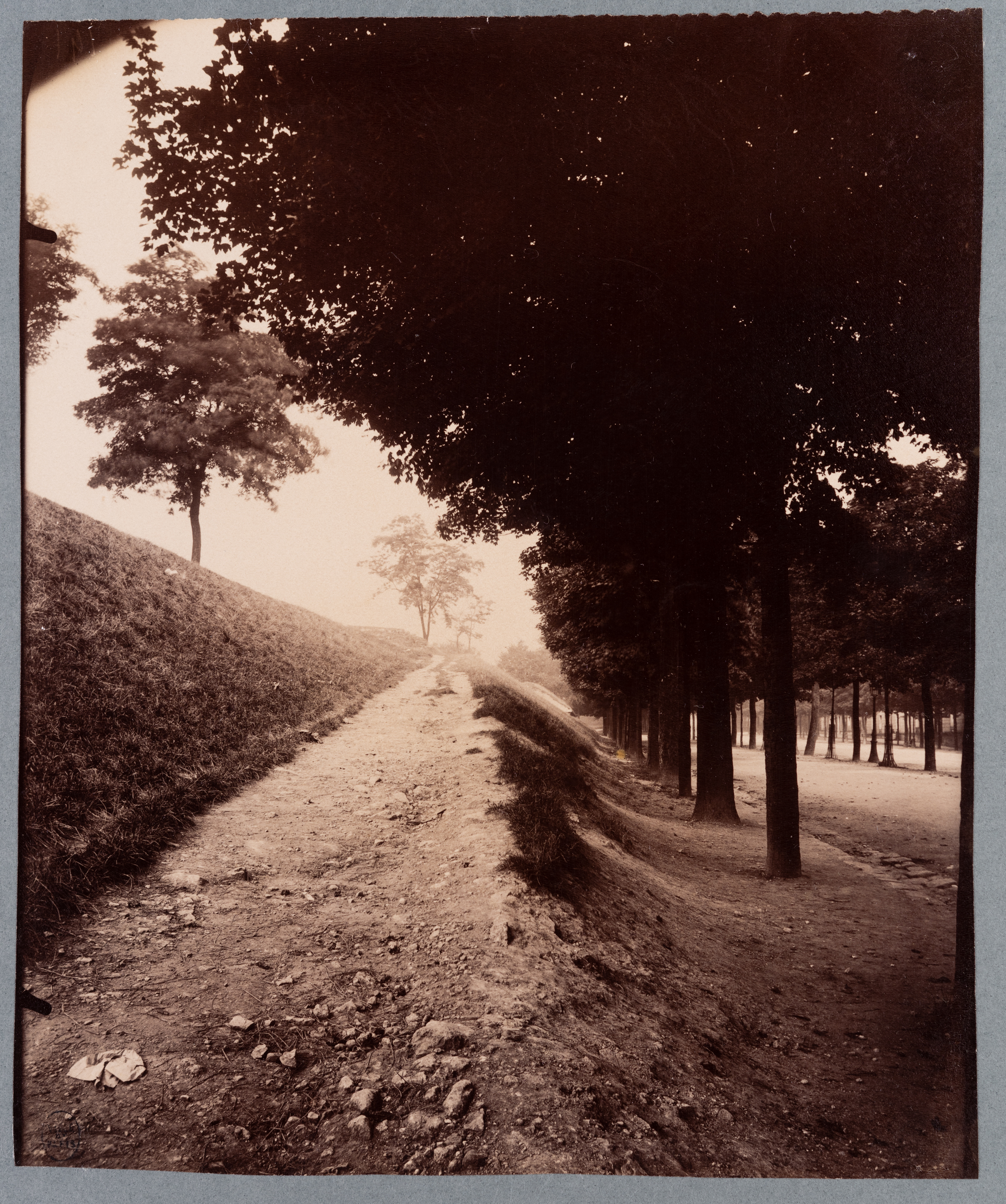
Un coin des fortifications vers la porte de Gentilly.

### Bastion 84
Le bastion no 84 était situé dans le 13e arrondissement.
Historique
Le bastion comportait un poste caserne. 
Voies créées ou existantes
- porte de Gentilly entre les bastions nos 83 et 84[96]
- avenue Pierre-de-Coubertin (entre les bastions nos 83 et 84)
- Stade Charlety
- avenue Caffieri (en partie)

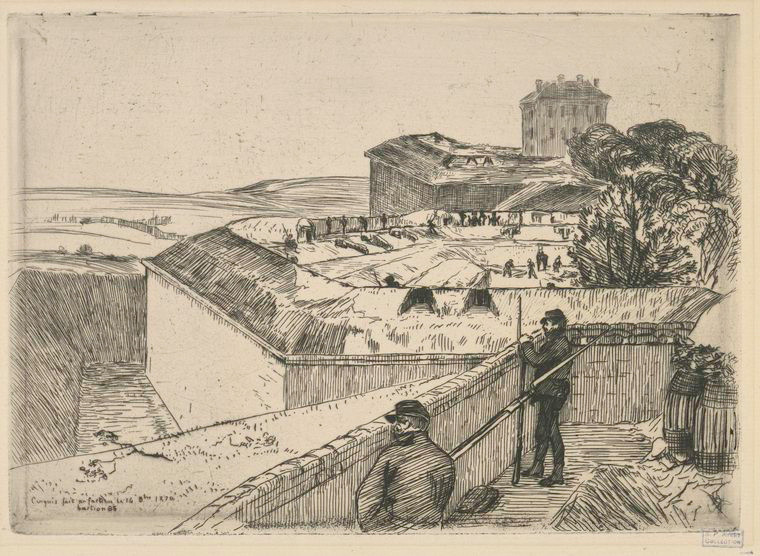
Félix Bracquemond - Le bastion 84.

### Bastion 85
Le bastion no 85 était situé dans le 13e arrondissement.
Voies créées ou existantes
- rue Aimé-Morot
- rue Gouthière
- rue Thomire
- poterne des Peupliers entre les bastions nos 85 et 86[98]
- entrée de la Bièvre dans Paris entre les bastions nos 85 et 86[98]

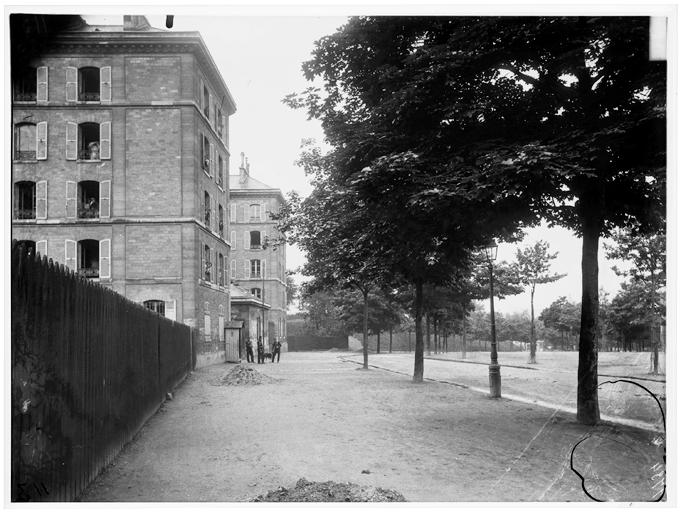
Vue sur le bastion no 85.

### Poterne des Peupliers

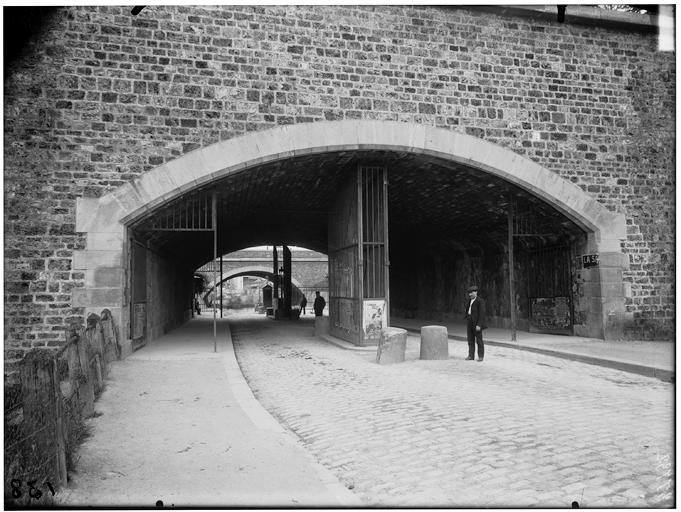
La poterne des Peupliers au début des années 1910.
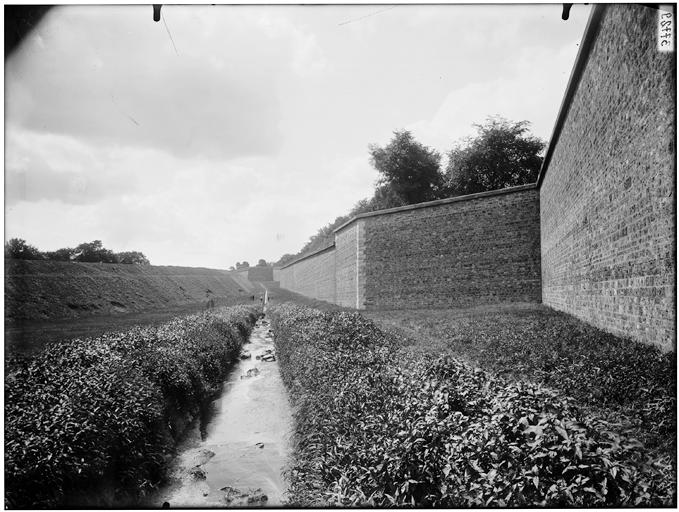
Poterne des Peupliers : Vue des fortifications

### Bastion 86
Le bastion no 86 était situé dans le 13e arrondissement.
Voies créées ou existantes
- poterne des Peupliers entre les bastions nos 85 et 86[98]
- entrée de la Bièvre dans Paris entre les bastions nos 85 et 86[98]
- rue Keufer
- rue du Professeur-Louis-Renault
- porte de Bicêtre entre les bastions nos 86 et 87

Plan du 9e secteur, bastions 86 à 94 de l'enceinte de Thiers.

### Bastion 87
Le bastion no 87 était situé dans le 13e arrondissement.
Historique
Le bastion comportait une caserne d'octroi. 
Voies créées ou existantes
- porte de Bicêtre entre les bastions nos 86 et 87
- rue du Docteur-Bourneville
- avenue de la Porte-d'Italie (entre les bastions nos 87 et 88)
- porte d'Italie entre les bastions nos 87 et 88

Le bastion 87
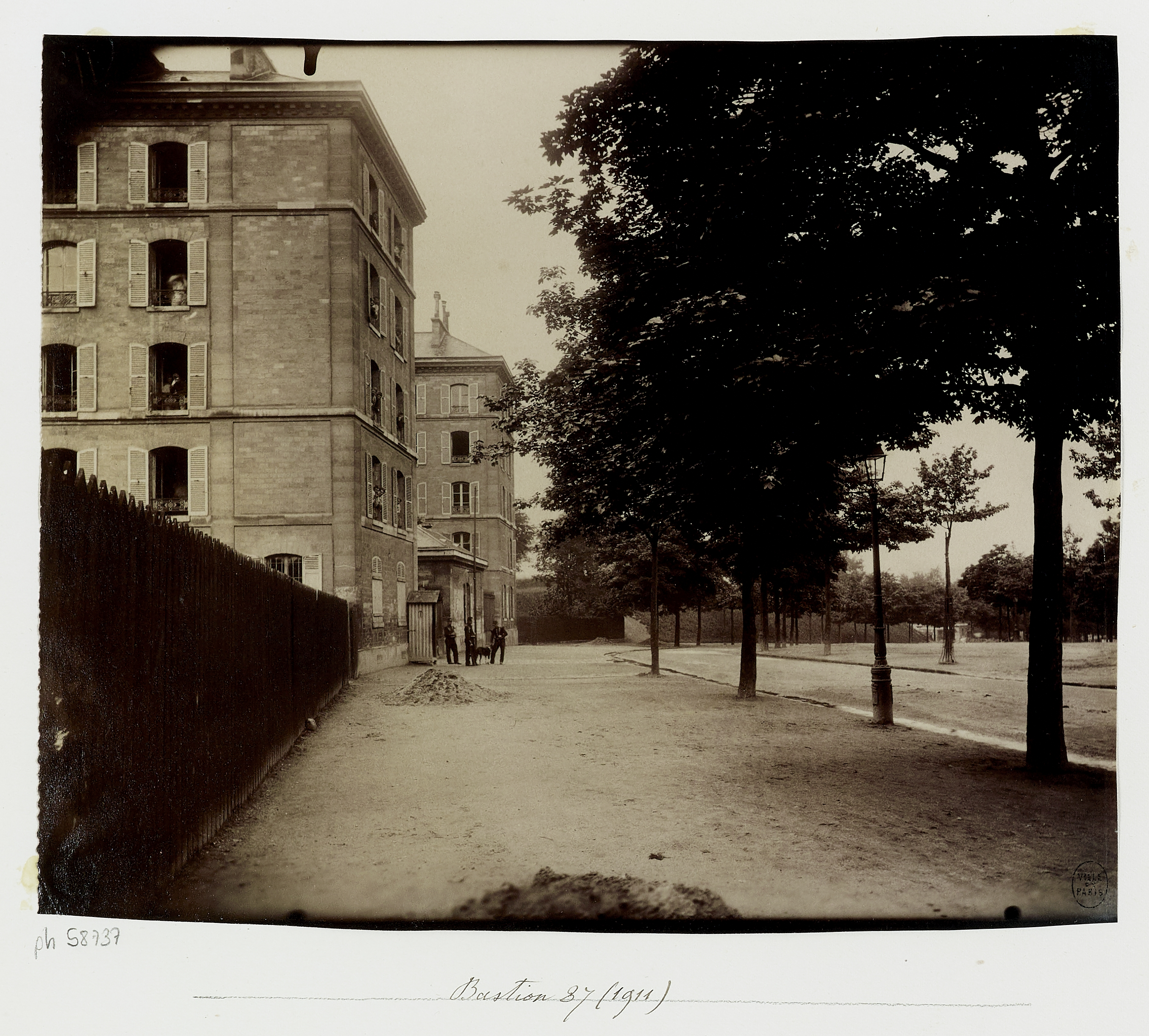

### Bastion 88
Le bastion no 88 était situé dans le 13e arrondissement.
Voies créées ou existantes
- porte d'Italie) entre les bastions nos 87 et 88
- avenue de la Porte-d'Italie (entre les bastions nos 87 et 88)
- rue Alfred-Fouillée
- rue du Conventionnel-Chiappe
- rue Fernand-Widal
- avenue Léon-Bollée
- rue Paulin-Enfert
- avenue de la Porte-de-Choisy (entre les bastions nos 88 et 89)
- porte de Choisy entre les bastions nos 88 et 89

### Bastion 89
Le bastion no 89 était situé dans le 13e arrondissement.
Historique
Le bastion comportait une caserne d'octroi. 
Voies créées ou existantes
- porte de Choisy entre les bastions nos 88 et 89
- avenue de la Porte-de-Choisy (entre les bastions nos 88 et 89)
- rue Émile-Levassor
- rue Lachelier
- avenue de la Porte-d'Ivry (pour partie entre les bastions nos 89 et 90)
- porte d'Ivry entre les bastions nos 89 et 90[99]

### Bastion 90
Le bastion no 90 était situé dans le 13e arrondissement.
Historique
Le bastion comportait un poste caserne. 
Voies créées ou existantes
- porte d'Ivry entre les bastions nos 89 et 90[99]
- avenue de la Porte-d'Ivry (pour partie entre les bastions nos 89 et 90)
- rue Dalloz
- rue Dupuy-de-Lôme
- rue Michel-Bréal
- rue Péan

### Bastion 91
Le bastion no 91 était situé dans le 13e arrondissement.
Historique
Le bastion comportait une caserne d'octroi. 
Voies créées ou existantes
- rue Darmesteter
- square de la Limagne
- square du Limousin
- square du Velay
- avenue de la Porte-de-Vitry (pour partie entre les bastions nos 91 et 92)
- porte de Vitry entre les bastions nos 91 et 92

### Bastion 92
Le bastion no 92 était situé dans le 13e arrondissement.
Voies créées ou existantes
- porte de Vitry entre les bastions nos 91 et 92
- avenue de la Porte-de-Vitry (pour partie entre les bastions nos 91 et 92)
- passage du chemin de fer d'Orléans entre les bastions nos 92 et 93

### Bastion 93
Le bastion no 93 était situé dans le 13e arrondissement.
Voies créées ou existantes
- passage du chemin de fer d'Orléans entre les bastions nos 92 et 93
- rue Bruneseau
- rue Jean-Baptiste-Berlier (et bastion no 94)
- petit passage latéral du chemin de fer entre les bastions nos 93 et 94

### Bastion 94
Le bastion no 94 était situé dans le 13e arrondissement.
Voie créée ou existante
- rue Jean-Baptiste-Berlier (et bastion no 93)
- porte de la Gare entre le bastion no 94 et la Seine

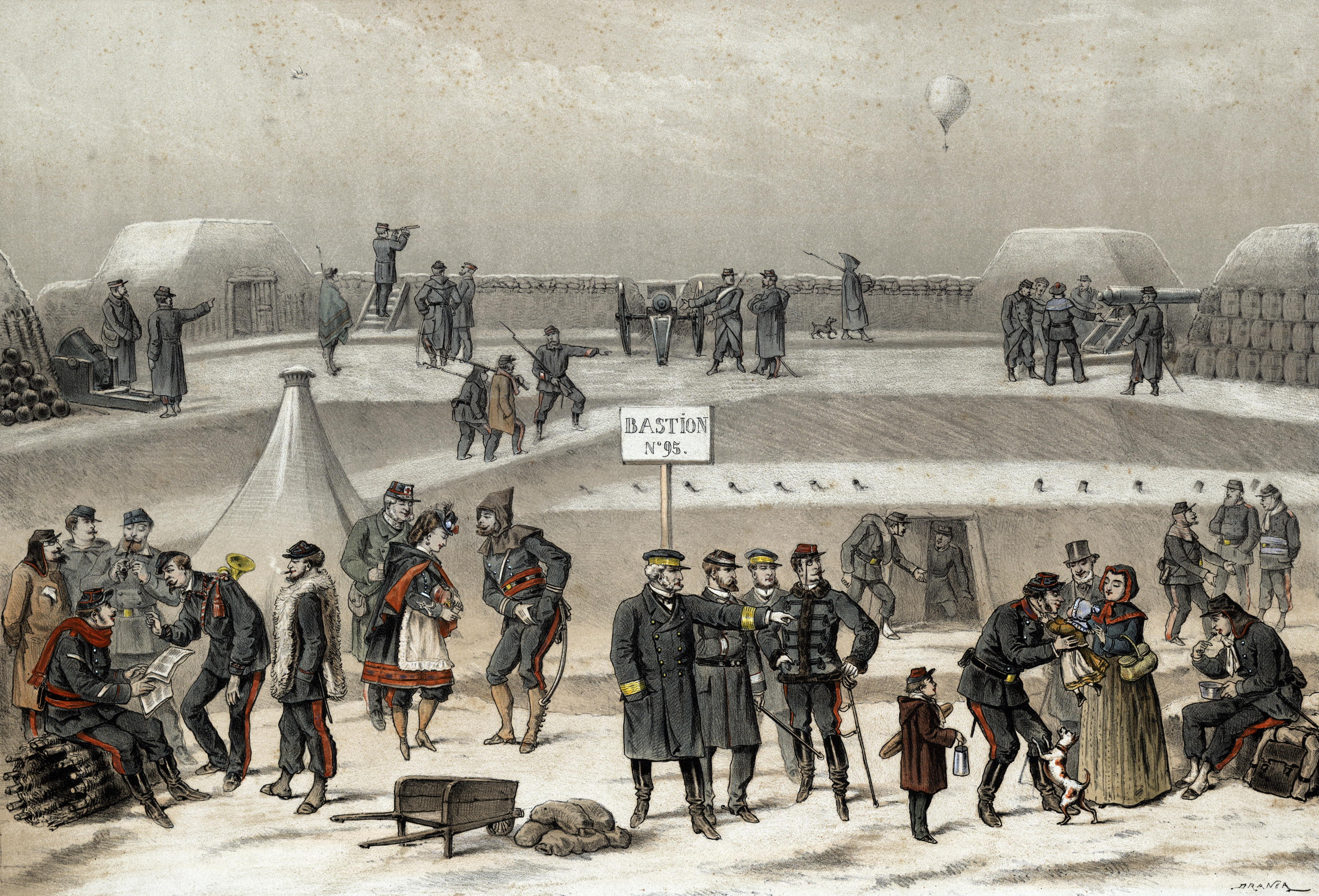
Le bastion no 95 (qui n'existe pas !) de l'enceinte de Thiers durant le siège de Paris de 1870-1871.